# Революция и Гражданская война на Украине
Гражда́нская война́ на Украи́не (1917—1921) — период в истории Украины, характеризовавшийся рядом острых конфликтов в борьбе за власть и изменение национально-государственного устройства между различными политическими, национальными и социальными группами на территории современной Украины, ставших следствием Февральской и Октябрьской революций 1917 года в Российской империи, её распада и выхода из Первой мировой войны, а также вспыхнувшей на её территории Гражданской войны. События завершились установлением советской власти и образованием Украинской ССР на бо́льшей части территории современной Украины (кроме Западной Украины, территория которой была разделена между Польшей, Чехословакией и Румынией, а также Буджака, аннексированного Румынией в начале 1918 года).

## Общие оценки

### Советская историография
В советской историографии события революции и Гражданской войны на Украине рассматривались как составная часть общероссийского революционного процесса, а основным объектом изучения являлся процесс установления советской власти на Украине; вследствие этого все антисоветские силы, принимавшие участие в политических и вооружённых конфликтах, преимущественно позиционировались как политические противники, которые подвергались критике и идеологемному позиционированию («партизанщина», «бандитизм», «буржуазно-националистические силы», «деникинщина») и т. п. «Обличительная направленность» советской историографии начала проявляться с рубежа 1920—1930-х годов и выражалась в критике противников советской власти и представителей русской эмиграции, создании барьера недоступности в СССР к литературе русского зарубежья.

### Украинская историография и теория Украинской революции
В украинской историографии события на Украине в описываемый период принято именовать «Украинской революцией» либо, в расширенном толковании, «Украинской национально-демократической революцией». Концепция обособленной «Украинской революции» появилась в среде украинских политических эмигрантов ещё в 1920-е годы. Согласно этой концепции, украинская национальная революция развивалась параллельно российскому революционному процессу и, в отличие от него, выдвигала на первый план не социальные, а национально-освободительные цели, имея основной задачей возрождение (восстановление) украинской государственности, разрушенной в своё время «Московским царством» (как, например, в 1917 году заявлял украинский государственный и общественный деятель П. Я. Стебницкий, при Богдане Хмельницком, то есть до объединения с Россией, Украина была «фактически суверенным государством», и государство это было чуждо «московского бюрократического централизма», так как уже тогда отличалось преемственностью по отношению к древнерусской вечевой демократии).
После обретения Украиной независимости в результате распада СССР (1991) данная концепция стала преобладающей в среде украинских историков и получила официальную государственную поддержку. При всём разнообразии точек зрения, среди украинских историков преобладает представление, что поражение «Украинской революции» произошло в результате её чисто насильственного подавления большевиками.

## Ситуация накануне Революции 1917 года

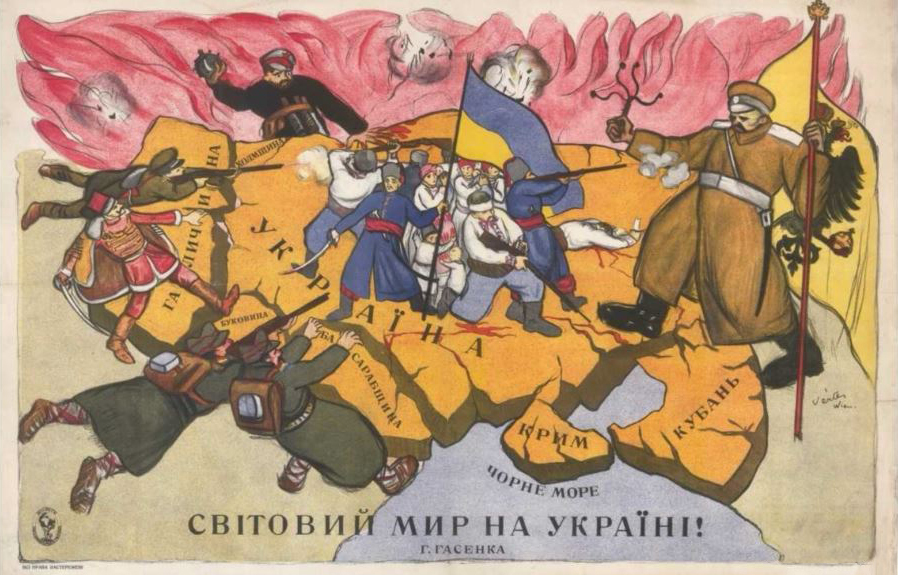
Плакат 1919 года. Украинская Народная Республика в заявленных границах в окружении Белой и Красной армий, румынских, польских и венгерских войск.

### Украинский вопрос в политике Австро-Венгрии и Германии перед Первой мировой войной
Накануне Первой мировой войны бо́льшая часть современной территории Украины входила в состав Российской империи. Часть Западной Украины (кроме Волыни), Закарпатье и Буковина находились в составе Австро-Венгерской империи, граница между двумя государствами проходила в районе стыка Волыни и Прикарпатья и далее на юг по реке Збруч.
С возникновением в Европе в конце XIX — начале XX вв. двух противостоящих военно-политических блоков (Антанты и Четверного союза) власти Германии и Австро-Венгрии рассматривали Россию как вероятного противника в будущей войне и, естественно, уделяли внимание всему, что могло содействовать её ослаблению, в том числе развитию украинского сепаратизма в Российской империи. Вниманию Берлина и Вены к украинскому вопросу способствовала и экономическая заинтересованность — на территории Украины концентрировалась значительная доля имперского экономического потенциала. 
Власти Австро-Венгрии издавна придерживались «украинофильской» ориентации в своих пограничных с Российской империей областях, очевидно рассчитывая, что Галиция сможет притянуть всю Украину в русло австро-венгерской политики или, по крайней мере, создаст максимальные затруднения для России как потенциального противника. Существование более либерального национального режима в Австро-Венгрии по сравнению с ситуацией в Российской империи признавал и В. И. Ленин. Кроме того, на фоне противоборства с Россией австро-венгерские власти использовали свою традиционную многовековую практику сдерживания одного народа другим. В данном случае в идеологические эксперименты были вовлечены русины (украинцы) и поляки, которые на основе давних взаимных этнокультурных и территориальных претензий сталкивались между собой, при этом главным раздражителем ситуации была объявлена Россия, якобы стремившаяся подавить национальные устремления и тех, и других. Информационная деятельность сторонников украинской идеи щедро финансировалась: так, венский немецкоязычный журнал «Украинское обозрение» (нем. «Ukrainische Rundschau») получил в 1907 году 5400, а в 1909-м — 12 000 германских марок; черновицкая газета «Буковина» — 24 000 австрийских крон. Выпуск выходившего в Лозанне на французском языке еженедельника «Украина» финансировался депутатом и публицистом, лидером Украинского клуба в австрийском парламенте Евгением Левицким. Через советника германского посольства в Вене Дитриха фон Бетман-Гольвега из секретных немецких фондов финансировались газета «Дело», «Научное общество им. Шевченко», «Украинский студенческий союз», Львовская украинская читальня и пр. Помимо пропаганды, Австро-Венгрия субсидировала и более практические проекты, нацеленные, в частности, на идею создания украинского королевства под властью Габсбургов, где формой правления стала бы конституционная монархия с элементами демократии. Одним из главных покровителей украинского движения в Австро-Венгрии был наследный принц Франц-Фердинанд. В 1910 году, согласно оперативным данным российских спецслужб, в его замке Конопиште и с его участием состоялось тайное совещание с деятелями украинского движения Галиции и Надднепрянщины.
В 1912 году 200 ведущих деятелей трёх украинских партий Галиции (УНДП, УСДП и УРП) приняли заявление о лояльности правительству Австро-Венгрии и поддержке его в предстоящей войне с Россией. 1 августа 1914 года эти три партии создали политическое объединение под названием Главная украинская рада (укр. Головна українська рада) (ГУР), в руководство которой вошли Кость Левицкий, Михаил Павлик и Михаил Ганкевич. В Манифесте ГУР говорилось, что украинский народ принадлежит к тем народам, на которых более всего отразится война и её последствия; что «войны хочет Царь Российский, самодержавный властелин Империи, которая является историческим врагом Украины», что царская империя 300 лет ведёт политику угнетения Украины с целью сделать украинский народ частью русского; что победа России грозит украинскому народу Австрии лишь гнётом, а победа австро-венгерской монархии будет освобождением Украины.
В 1912 году на съезде Украинского студенческого союза Галиции было принято решение об организации военной подготовки украинской молодёжи. Накануне войны в Галиции была инициативным порядком учреждена «Украинская боевая управа» (укр. «Українська боєва управа») (руководители — К. Трильовский и Т. Рожанковский), провозгласившая формирование Легиона украинских сечевых стрельцов. В 1913 году, выступая во Львове на Втором украинском студенческом съезде с докладом «Современное положение нации и наши задачи», Дмитрий Донцов заявлял, что в грядущей войне следует ориентироваться на Германию и Австрию и что не стать на сторону врагов России будет «преступлением перед нацией и будущим». Донцов заявлял, в частности: «Австро-Венгрия стоит перед дилеммой: или разделить судьбу Турции, или стать орудием новой революции новых народов Восточной Европы… Актуален не лозунг самостоятельности. Актуальным, более реальным и быстрее достижимым является лозунг отделения от России, уничтожения всякого объединения с нею, — политический сепаратизм».
Развитию украинского национального движения с антироссийской направленностью способствовала и политика подстрекательства национальных меньшинств России против центральной власти, которую проводило германское правительство, всячески поддерживая «политическое мазепинство». При Министерстве иностранных дел Германии был организован специальный информационно-аналитический отдел по проблемам Украины. При германском высшем командовании был создан «отдел по освобождению» во главе с графом Богданом Гуттен-Чапски, который координировал деятельность организованных при помощи Германии сепаратистских организаций. Результатом этой политики стало создание с первых же дней мировой войны под патронажем властей Австро-Венгрии (с 1915 года — Германии) «Союза освобождения Украины» (укр. «Союз визволення Украіни») во главе со Александром Скоропись-Йолтуховским и Юлианом Меленевским, финансирование которого потребовало в 1915—1917 годах, по некоторым данным, около 1 млн германских марок. Союз объединял «самостийнические» элементы среди украинских эмигрантов различной партийной принадлежности. Политическим лозунгом Союза стало «достижение национальной независимости путём первоначальной оккупации Центральными державами». Реализацию национальных устремлений Союз связывал с поражением России в войне, рассчитывая на создание под протекторатом Австро-Венгрии украинской конституционной монархии (гетманата). Германия и Австро-Венгрия, как отмечает американский историк-славист Марк фон Хаген, активно вмешивались в «местную политику и общественную жизнь» прифронтовых губерний, финансировали проведение конференций и публикаций некоторых антироссийски настроенных групп, в том числе украинских.
Призывы к образованию независимого украинского государства, исходившие от украинских националистов, подспудно означали стремление дистанцироваться от якобы нецивилизованной и дикой России в пользу цивилизованной Европы. Так, на страницах периодических изданий Союза освобождения Украины то и дело появлялись призывы «разорвать сеть, которую грозит нам закинуть на голову могучий и хитрый москаль», а также всеми силами противостоять русской «азиатской деспотии». Тех украинцев, кто продолжал называть себя «малороссами», украинские публицисты именовали «обрусевшими украинскими ренегатами». Таким образом, украинский национализм, долгое время культивировавшийся под контролем австрийских властей, к завершению Первой мировой войны окончательно оформился как политическая доктрина и приобрел необходимый идеологический и организационный опыт.
Накануне Первой мировой войны правительство Австро-Венгрии приступило к кампании подавления пророссийских настроений среди русинов Галиции и Буковины. Закрывались русские училища и пансионы, православные храмы и часовни, запрещались православные богослужения, конфисковывались русские школьные библиотеки, запрещались русские организации. Составлялись списки и проводились аресты среди активных старорусинов и русофилов. В 1913—1914 годах были проведены два показательных судебных процесса по обвинениям в измене — Мармарош-Сигетский и Львовский.

### Война
С началом войны русская армия в ходе Галицийской битвы 1914 года заняла австрийскую Восточную Галицию и почти всю Буковину и создала на их территории Галицийское генерал-губернаторство. С приходом русских лидеры основных украинских партий выехали в Вену, а также организовали свои филиалы в Берлине. При этом они пользовались не только политической, но и финансовой поддержкой Германии и Австро-Венгрии, поощрялись к сепаратистским действиям.
За вступлением русской армии в Галицию последовала кампания русификации. Русской администрации в этом активно помогала москвофильская партия, которая рассчитывала на Россию в своей борьбе против полонизации. Были закрыты все периодические издания, выходившие в Восточной Галиции на украинском языке, закрыты украинские типографии и книжные магазины, библиотеки и музеи, учебные заведения, вплоть до сельских школ. Была приостановлена деятельность Научного общества им. Шевченко, нарушены основные конституционные привилегии, которыми пользовалось украинское население в Австро-Венгрии. Украинский язык был вытеснен из школы. Новая русская власть приступила к преследованию униатского духовенства, систематически высылая униатских священников в отдалённые губернии Российской империи и приглашая на их место православных священников. Был арестован греко-католический галицкий митрополит Андрей (Шептицкий). Такая же политика проводилась российскими властями в это время и на Восточной Украине. Украинская печать здесь также была запрещена, известный историк и общественный деятель М. С. Грушевский был арестован в Киеве и выслан в Симбирск.
Наступление германских и австрийских армий в ходе Горлицкого прорыва в 1915 году привело к возвращению Галиции под контроль Центральных держав. Российская армия была вынуждена сначала оставить Перемышль, а затем потеряла Львов и Варшаву. Фронт на территории Украины стабилизировался в средней части Волынской губернии и в районе реки Збруч.
После отступления русской армии русофильство в Восточной Галиции подверглось разгрому. По подозрению в пособничестве русской армии казнили священников, женщин и стариков, толпами вешали крестьян. Организации русофилов были запрещены, а их средства и имущество были переданы украинофилам, оставшимся после подобной «селекции» единственным дееспособным течением в национальном движении русинов.
С 1915 года немцы начали вербовку среди пленных солдат российской армии в «украинские полки»; к 1917 году было сформировано два таких полка. После начала Февральской революции деятельность германо-австрийского командования по использованию «национальной карты» против России активизировалась. Используя договорённость об обмене больными военнопленными, оно приняло меры по созданию настоящей агентурной сети в российском тылу: из австрийских и немецких лагерей отправлялись на родину совершенно здоровые пленные, согласившиеся вести работу по организации антироссийской пропаганды. Этот контингент стал ядром созданной впоследствии в Полтаве организации «Возрождение», которая заняла ещё более радикальную позицию, чем Центральная рада, и порой вступала с ней в конфликты.
В 1916 году русская армия в ходе Брусиловского прорыва предприняла наступление, изменившее линию фронта на несколько десятков километров в западном направлении. Армии обеих воюющих сторон к началу 1917 года ощущали большую усталость, при этом в Российской империи, где недовольство затянувшейся войной проявилось раньше и масштабнее, назревали революционные события.

## Февральская революция

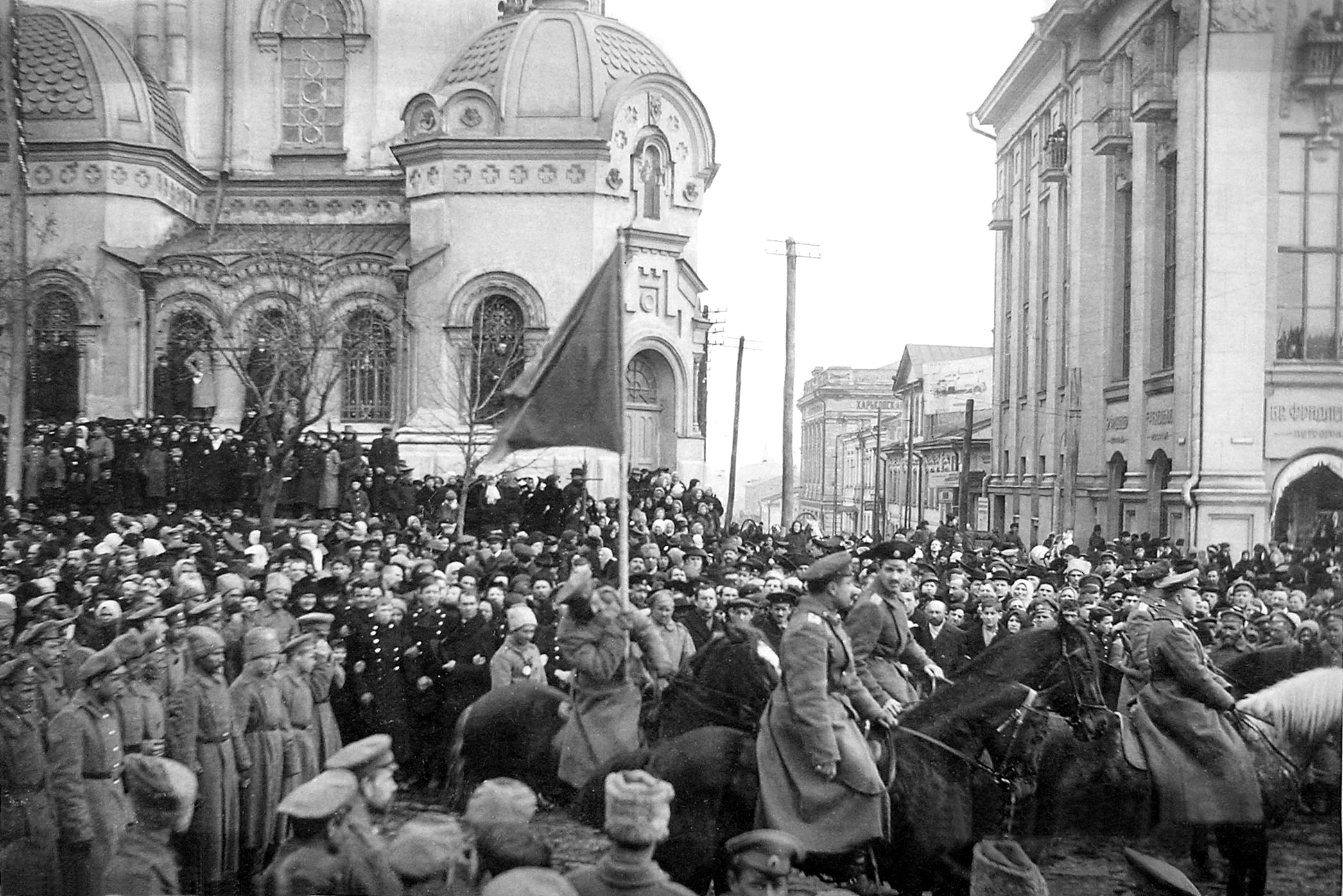
Митинг в Харькове по случаю известия о Февральской революции в Петрограде, весна 1917 года.

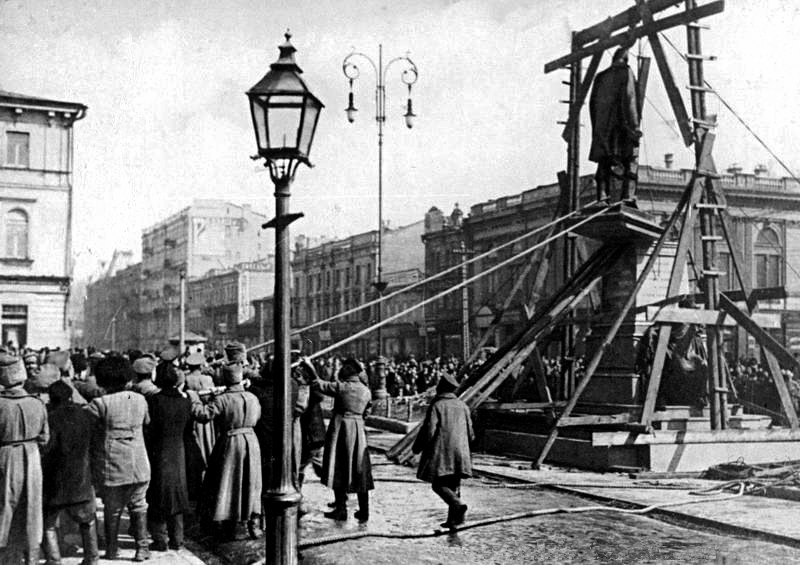
Свержение памятника Столыпину в Киеве, 15 марта 1917 года

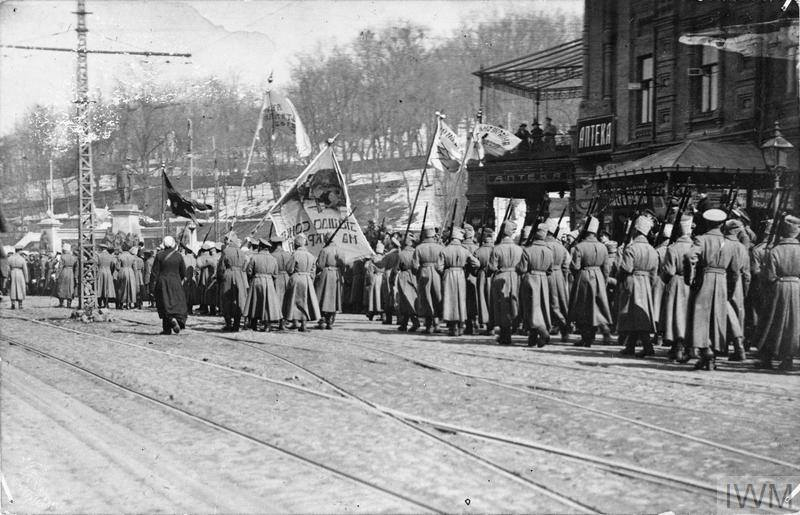
Революционные солдаты во время демонстрации в «День праздника революции» в Киеве, 15 марта 1917 года

### События в Петрограде
23 февраля (8 марта) 1917 года в Петрограде началась Февральская революция. Массовые стачки, антивоенные митинги и демонстрации, проходившие в этот день, постепенно переросли во всеобщую забастовку. В последующие дни на сторону бастующих начали переходить части столичного гарнизона. 27 февраля (12 марта) в Петрограде началось вооружённое восстание. В связи с отставкой царского правительства всю полноту власти взял в свои руки Временный комитет Государственной думы. Одновременно началось формирование Петроградского Совета рабочих и солдатских депутатов. В ночь c 1 (14) марта на 2 (15) марта на совместном заседании Временного комитета Госдумы и Исполкома Петросовета было достигнуто соглашение о предоставлении Временному комитету Госдумы права сформировать Временное правительство. 2 (15) марта представители Временного правительства приняли отречение Николая II от престола.

### Революционная смена власти на Украине
Известия о смене центральной власти достигли Киева 3 (16) марта и в тот же день попали в местные газеты. В ряде украинских городов прошли митинги в поддержку революции.
3—5 (16—18) марта на территории всей Украины были ликвидированы органы царской администрации, исполнительная власть перешла к назначенным Временным правительством губернским и уездным комиссарам. Как и на остальной территории бывшей Российской империи, здесь начали формироваться Советы рабочих и солдатских депутатов как представительные органы революционно-демократических сил.

### Формирование Украинской центральной рады
В отличие от Петрограда, где с первых дней революции оформилось и утвердилось двоевластие (Временное правительство и Петросовет), в Киеве на арену политической жизни вышла и третья сила — Центральная рада. Датой основания этой организации, задачей которой её создатели определили координацию национального движения, называется 4 (17) марта, а инициаторами её создания стали умеренные либералы из Товарищества украинских прогрессистов под руководством Евгения Чикаленко, Сергея Ефремова, Дмитрия Дорошенко совместно с социал-демократами во главе с Владимиром Винниченко (через несколько недель к деятельности Центральной рады подключились также украинские эсеры).
3 (16) марта на общем собрании представителей политических, общественных, культурных и профессиональных организаций было объявлено о сформировании общественного комитета. Среди его членов отсутствовало единство мнений относительно будущего статуса Украины. Сторонники самостоятельности (самостийники) во главе с Н. Михновским выступали за немедленное провозглашение независимости. Автономисты (В. Винниченко, Д. Дорошенко и их сторонники из Товарищества украинских прогрессистов) видели Украину автономной республикой в федерации с Россией.
Таким образом сформировались два центра национальных сил с различными взглядами на государственно-политическую организацию будущей Украины. Стремясь избежать раскола в национальном движении, руководители согласились создать объединённый орган, получивший название Украинская центральная рада. Самостийники пошли на объединение с федералистами в надежде на то, что развитие революции приведёт тех к признанию необходимости независимости Украины.
На следующий день, 4 (17) марта, в помещении украинского клуба «Родина» (Киев, ул. Владимирская, 42) на собрании представителей политических, общественных, культурных и профессиональных организаций было объявлено о создании Украинской центральной рады.
В своей приветственной телеграмме на имя главы Временного правительства князя Львова и министра юстиции Керенского от 4 (17) марта и в «Обращении к украинскому народу» 9 (22) марта Центральная рада заявила о поддержке Временного правительства. В приветственной телеграмме, в частности, выражалась благодарность за заботу о национальных интересах украинцев и надежда на то, что «недалеко уже время полного осуществления наших давнишних стремлений к свободной федерации свободных народов».
7 (20) марта состоялись выборы руководства Центральной рады. Председателем Центральной рады был заочно избран Михаил Грушевский, один из руководителей Товарищества украинских прогрессистов, на тот момент отбывавший ссылку в Москве. Его временно замещал Владимир Науменко, а заместителями председателя были избраны Дмитрий Антонович и Дмитрий Дорошенко.

### Политическая программа украинского национального движения
14 (27) марта Михаил Грушевский вернулся в Киев из ссылки и лично возглавил деятельность Центральной рады. Признанный лидер российского украинства, профессор Михаил Грушевский, до революции придерживавшийся либерально-демократических взглядов, признал возможным в обстановке полной политической и национальной свободы форсировать национально-политический процесс. Сделав своей главной опорой украинских эсеров (с которыми Грушевский особенно сблизился) и украинских социал-демократов, он приступил к выполнению кардинальной политической задачи движения — формированию национальной государственности, первоначально в виде национально-территориальной автономии Украины в России, которую впоследствии предполагалось преобразовать в договорную федерацию.
Заметным событием первых революционных дней в Киеве стал снос 15 (28) марта памятника Петру Столыпину, осуществлённый по распоряжению Временного правительства. В «День праздника революции» на Крещатике состоялась массовая манифестация, которая двинулась к памятнику на Думскую площадь (нынешнюю Площадь Независимости), где было устроено театрализованное представление в виде «народного суда». Возле памятника была построена импровизированная виселица, выступали «адвокаты» и «обвинители», затем был прочитан «приговор», и бронзовую фигуру Столыпина металлическими лебёдками сначала повесили над постаментом, а потом сбросили на землю.

## Революционное многовластие. Центральная рада и Временное правительство

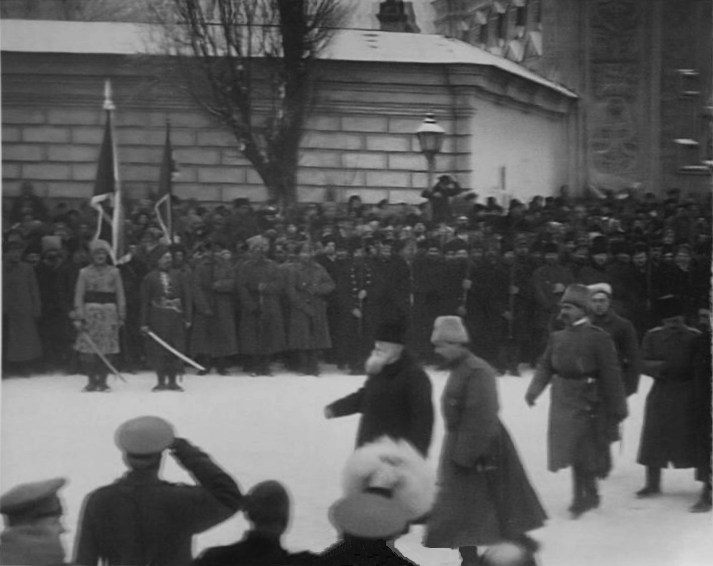
Михаил Грушевский принимает парад частей Вольного казачества

### Расстановка политических сил на Украине
Весной 1917 года события на Украине развивались в русле общероссийской революции. Высшим органом власти обновлённой демократической России считалось Временное правительство, которому официально подчинялись гражданские и военные власти. В Киеве оно было представлено губернским комиссариатом. Что касается Центральной рады, то она позиционировала себя как территориальный орган, проводящий на Украине революционную политику Временного правительства. Кроме этих политических сил, фактической властью в своих регионах и на местах располагали советы рабочих, крестьянских и солдатских депутатов. В Киевском Совете рабочих депутатов первоначально преобладали деятели меньшевистского направления, однако вскоре ведущую роль в нём стали играть большевики, несмотря на то, что весной 1917 года украинские большевики были в наименее выигрышном положении из-за своей малочисленности, низкого авторитета, незначительного числа этнических украинцев в их составе.

### Революционные преобразования и украинское национальное движение
Февральская революция открыла перед украинским национальным движением, не отличавшимся массовостью в дореволюционной России, перспективу беспрепятственного осуществления намеченной ранее программы: школьного обучения детей на украинском языке, введения национального языка в практику местной администрации и судопроизводства, развития украинской печати, книгоиздательства, театра — всего того, что вместе с повышением общего культурного уровня должно было углубить национальное самосознание украинских масс, готовя их к осмысленному политическому выбору.
Уже 20 марта (2 апреля) Временное правительство приняло постановление «Об отмене вероисповедных и национальных ограничений», в котором объявлялось о равенстве всех религий перед законом, отменялись все ограничения граждан в правах в зависимости от вероисповедания и национальности, декларировались свобода совести, право на получение начального образования на родном языке, местные языки допускались, хотя и в ограниченной мере, в суд и делопроизводство. Особое значение для Украины имел содержавшийся в Постановлении пункт об отмене черты оседлости. Ещё ранее Временным правительством был принят ряд мер, прямо касавшихся Украины: амнистия осуждённым галичанам, освобождение униатского митрополита Андрея Шептицкого, возобновление деятельности украинского культурно-просветительного общества «Просвита», открытие в Киеве украинской гимназии.
Как отмечает украинский историк Н. Д. Полонская-Василенко, в первые послереволюционные месяцы «устремления украинских деятелей всех партий ограничивались автономией Украины в федеративной Российской державе. Про самостийность, про создание независимого государства думали только единицы». Автономия мыслилась с самостоятельными внешнеполитическими функциями, в том числе с собственной делегацией на будущей мирной конференции, со своими вооружёнными силами.

### Всеукраинский национальный съезд
6—8 (19—21) апреля состоялся Всеукраинский национальный съезд, который, согласно концепции «Украинской национально-демократической революции», стал важнейшим событием её начального этапа, первым представительским форумом украинского национального движения на территории Украины и первым шагом к созданию украинского национального государства.
Съезд показал стремление лидеров Центральной рады обеспечить легитимность её как руководящего органа украинского национального движения, стал первым реальным шагом к созданию украинской государственности. Он сыграл важную роль в деле подъёма авторитета Центральной рады, превращения её в верховный орган и центр украинской политической жизни и национально-освободительного движения. По выражению В. Винниченко, после съезда Украинская центральная рада стала «действительно представительским, законным (по законам революционного времени) органом всей украинской демократии».
Проведением Всеукраинского национального съезда завершился процесс формирования Центральной рады и превращения её в общеукраинский орган представительной власти и начался второй период её деятельности — борьба за национально-территориальную автономию Украины.
В ходе съезда делегаты от различных украинских политических, общественных, культурно-образовательных и профессиональных организаций обсудили вопросы национально-территориальной автономии Украины, приняли решение о создании органа государственной власти и выработке проекта автономного статута Украины и избрали 115 членов Центральной рады и её новый президиум. Михаил Грушевский был переизбран главой (председателем) Рады, его заместителями стали Сергей Ефремов и Владимир Винниченко, которые возглавили и исполнительный орган — Комитет Центральной украинской рады (позже стал именоваться Малой радой) в составе 20 человек. Мандаты членов Рады получили известные украинские общественные и политические деятели: Д. Дорошенко, Н. Михновский, В. Прокопович, Е. Чикаленко, А. Шульгин, А. Никовский, С. Русова, В. Леонтович, Л. Старицкая-Черняховская и др.
В резолюции съезда было заявлено: «В соответствии с историческими традициями и современными реальными потребностями украинского народа, съезд признаёт, что только национально-территориальная автономия Украины в состоянии удовлетворить чаяния нашего народа и всех других народов, живущих на украинской земле».
Как отмечает М. В. Соколова, уже резолюция этого съезда отражала известную эскалацию требований к Временному правительству. Хотя авторы резолюции вслед за правительством признали, что основные проблемы, стоящие перед страной, могут обсуждаться и решаться только Учредительным собранием, однако требование, чтобы в будущей мирной конференции участвовали «кроме представителей воюющих держав, и представители народов, на территории которых происходит война, в том числе и Украины», явно говорило о намерении превратить Украину в субъект международного права, что уже выходило за рамки программы автономии.

### Первый Всеукраинский военный съезд. Формирование автономистских требований
Резолюция Национального съезда получила широкую поддержку. В мае под эгидой Рады прошёл ряд «всеукраинских» съездов: военный, крестьянский, рабочий, кооперативный. Решительное требование «немедленного провозглашения особым актом принципа национально-территориальной автономии» содержалось и в решениях Первого Всеукраинского военного съезда (5—8 (18—21) мая), прошедшего по инициативе новой общественно-политической организации — Украинского военного клуба имени гетмана Павла Полуботка, которым руководил Н. Михновский. На съезд съехались со всех фронтов, флотов, гарнизонов и военных округов не только Украины, но и всей Российской империи более 700 делегатов.
Военный съезд также высказался за «немедленное назначение при Временном правительстве министра по делам Украины», реорганизацию армии по национально-территориальному принципу, формирование украинской национальной армии, а требование «украинизации» Черноморского флота и отдельных кораблей Балтийского флота, по мнению М. В. Соколовой, не только далеко выходило за рамки концепции автономии, но и содержало явные претензии на полное владение Черноморским флотом и раздел Балтийского флота.
На съезде вновь столкнулись два основных направления в украинском национальном движении — «самостийники», намеревавшиеся потребовать от руководства Центральной рады приступить к немедленной организации национальных вооружённых сил, и «автономисты». Доминирующей стала автономистская концепция социалистических партий, представители которых преобладали и в Центральной раде. Они категорически отрицали необходимость создания собственных силовых структур. М. Грушевский отстаивал мнение, что ведущим направлением в историческом развитии Украины должен быть не революционный путь, который сопровождается насилием, кровью и разрушениями, а эволюционный и мирный путь. В. Винниченко придерживался марксистской идеи «всеобщего вооружения народа», отрицая любые шаги, направленные на развитие национальной армии. Под влиянием выступлений Винниченко съезд принял резолюцию «Об украинской народной милиции»: украинская армия после войны должна стать «армией народа (народной милицией), единственной целью которой будет охрана интересов и прав народа».
Именно на этом съезде в большую украинскую политику вошёл член ЦК УСДРП Симон Петлюра, ранее принимавший участие во Всеукраинском национальном съезде как председатель Украинской фронтовой рады Западного фронта. На Первом военном съезде он был избран членом президиума от социалистов. Петлюра председательствовал на заседаниях, выступил с докладами «О национализации армии» и «О вопросах просвещения». Делегаты избрали его главой Украинского генерального войскового комитета (УГВК), созданного съездом для руководства формированием национальных вооружённых сил.

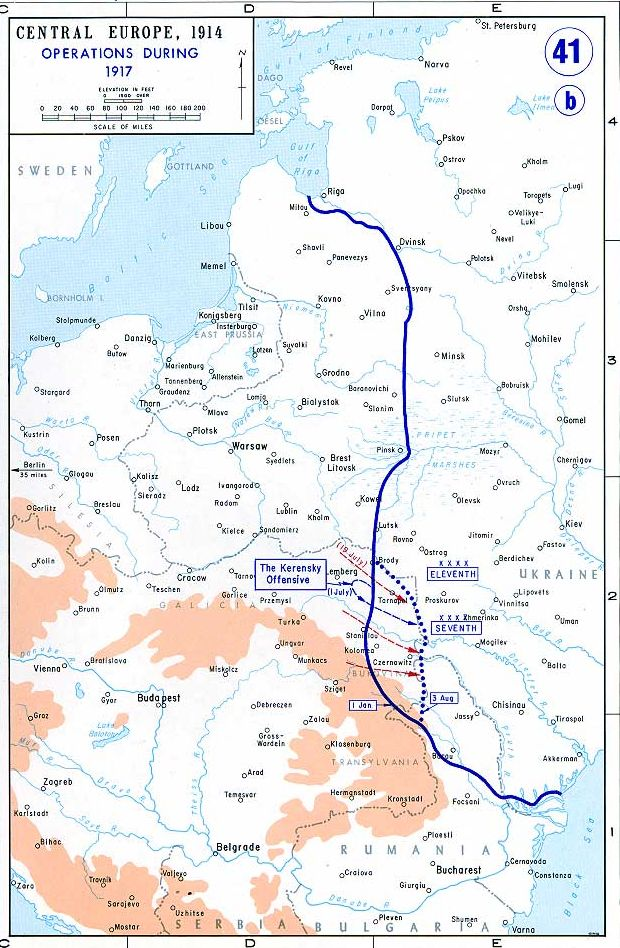
Русско-германо-австрийский фронт. 1917 год

На территории Украины в этот период располагался Юго-Западный фронт и часть Румынского фронта, созданного в 1916 году. Согласно статистическим данным, на начало 1917 года из 6798 тыс. военнослужащих действующей российской армии и 2260 тыс., находившихся в запасных частях, украинцы составляли 3,5 млн. Треть российской армии (25 корпусов) размещалась на Украине. Юго-Западный фронт на 1 апреля 1917 года насчитывал 2315 тыс. солдат и офицеров, а с тыловыми частями и органами — 3265 тыс., из которых 1,2 млн составляли украинцы. Румынский фронт насчитывал 1007 тыс., а с тыловыми частями — 1500 тыс. солдат и офицеров, 30 % которых составляли украинцы. В прифронтовых и ближайших тыловых городах, по некоторым подсчётам, находилось 44 гарнизона, насчитывавших 452,5 тыс. солдат и офицеров. Утверждается, что на Черноморском флоте украинцы составляли ок. 65 % личного состава, а русские — лишь 28 %.
На основе резолюций съездов Рада составила специальный меморандум Временному правительству. В первом пункте документа говорилось, что «от Временного правительства ожидается выражение в том или другом акте принципиально-благожелательного отношения» к лозунгу автономии. Выдвигалось требование участия «представителей украинского народа» в международном обсуждении «украинского вопроса», причём предлагалось немедленно «предпринять подготовительные практические шаги по сношению с зарубежной Украиной». Вместо учреждения поста министра по делам Украины предлагалось назначить «особого комиссара», причём предусматривалось наличие такого же комиссара и со стороны Рады. Пятый пункт меморандума гласил: «В интересах поднятия боевой мощи армии и восстановления дисциплины необходимо проведение в жизнь выделения украинцев в отдельные войсковые части как в тылу, так, по возможности, и на фронте». Это был фактически первый шаг к созданию сепаратной армии — и значит, самостоятельного государства. Остальные пункты предусматривали распространение украинизации начальной школы на среднюю и высшую «как в отношении языка, так и предметов преподавания», украинизацию административного аппарата, субсидирование украинских властных структур из центра, амнистию или реабилитацию репрессированных лиц украинской национальности.

### Первые переговоры с Временным правительством
16 (29) мая в Петроград направилась делегация Центральной рады во главе с В. Винниченко и С. Ефремовым. Меморандум Центральной рады был рассмотрен на заседании Юридического совещания Временного правительства, однако внятного, чёткого решения по поводу выставленных требований принято не было. Как пишет М. В. Соколова, в ходе обсуждения возобладала установка, которая потом определила политику Временного правительства — установка на пассивное ожидание. Не найдя взаимопонимания с Временным правительством и Петросоветом, делегация вернулась в Киев.
Неудачные переговоры в Петрограде подтолкнули Центральную раду к более решительным действиям. 3 (16) июня было опубликовано Правительственное сообщение об «отрицательном решении по вопросу об издании акта об автономии Украины». В тот же день на Четвёртом общем собрании Центральной рады было решено обратиться к украинскому народу с призывом «организоваться и приступить к немедленному заложению фундамента автономного строя на Украине».

### Первый Универсал Центральной рады. Провозглашение национально-территориальной автономии Украины в составе России. Создание Генерального секретариата
5 (18) июня в Киеве открылся новый, 2-й Всеукраинский военный съезд, созванный вопреки запрету военного министра А. Керенского, который, однако, не принял никаких мер для реализации своего запрета. Съезд прошёл в духе откровенной пропаганды сепаратизма. Выступая перед участниками съезда 7 (20) июня, В. Винниченко дал понять, что лозунг автономии Украины в рамках России, отказ от насильственных мер в защиту национальных требований — это лишь временные, тактические ходы. 10 (23) июня на заседании Комитета Центральной рады был принят и в тот же день обнародован на военном съезде Первый Универсал, провозгласивший в одностороннем порядке национально-территориальную автономию Украины в составе России. Законодательным органом объявлялось Всенародное украинское собрание (Сейм), избираемое всеобщим равным, прямым, тайным голосованием, при этом ясно давалось понять, что его решения будут иметь приоритет над решениями Всероссийского учредительного собрания. Центральная рада брала на себя ответственность за текущее состояние дел на Украине, для обеспечения её деятельности вводились дополнительные сборы с населения Украины. Как указывает историк Орест Субтельный, в условиях, когда неспособность Временного правительства осуществлять управление страной становилась всё более очевидной, издание Центральной радой своего Первого Универсала имело целью получить признание в качестве наивысшей политической силы на Украине.
В резолюциях Второго военного съезда содержались существенные дополнения к концепции украинизации армии — помимо выделения украинцев в отдельные части, теперь уже речь шла и о создании национально-территориальной армии. Вот что говорилось в резолюции съезда, адресованной Временному правительству: «Для укрепления войсковых частей в единое целое необходима немедленная национализация украинской армии; все офицеры и солдаты должны быть выделены в отдельные части. На фронте выделение должно происходить постепенно, а что касается флота на Балтийском море, то необходимо укомплектовывать некоторые корабли украинскими командами. В Черноморском флоте, который состоит преимущественно из украинцев, дальнейшее пополнение следует производить исключительно украинцами». Фактически такая резолюция означала начало организации национальной армии.
Ответом Временного правительства на Первый Универсал стало воззвание «Гражданам Украины» (16 (29) июня), в котором фактически было повторено Правительственное сообщение от 3 (16) июня. В тот же день, 16 (29) июня, Центральная рада создала Генеральный секретариат — свой исполнительный орган. Первым генеральным секретарём был избран В. Винниченко. С. Петлюра занял пост генерального секретаря по военным делам. В Декларации Генерального секретариата, провозглашённой 16 (29) июня, создаваемому секретариату по военным делам была поставлена задача «украинизации армии, как в тылу, так, по возможности, и на фронте, приспособления военных округов на территории Украины и их структуры к потребностям украинизации армии… Правительство считает возможным продолжить способствовать более тесному национальному объединению украинцев в рядах самой армии или комплектованию отдельных частей исключительно украинцами, насколько такая мера не будет вредить боеспособности армии».
Рада в Декларации Генерального секретариата была названа «высшим не только исполнительным, но и законодательным органом всего организованного украинского народа».

### Переговоры с делегацией Временного правительства в Киеве. Второй Универсал Центральной рады
28 июня (11 июля) в Киев прибыла делегация Временного правительства в составе А. Керенского, И. Церетели, М. Терещенко с целью наладить отношения с Центральной радой. Делегация заявила, что правительство не будет возражать против автономии Украины, однако просит воздержаться от одностороннего декларирования этого принципа и оставить окончательное решение Всероссийскому учредительному собранию. Переговоры закончились подписанием соглашения, основанного на взаимных уступках. Самый значительный шаг навстречу Раде со стороны Временного правительства состоял в том, что было признано право на самоопределение за «каждым народом».
2 (15) июля из Петрограда в Киев пришла телеграмма с текстом правительственной декларации («Декларации Временного правительства к Украинской Раде»), где говорилось о признании Генерального секретариата как высшего распорядительного органа Украины, а также о том, что правительство благосклонно отнесётся к разработке Украинской радой проекта национально-политического статута Украины.
3 (16) июля была подписана совместная декларация Временного правительства и Центральной рады. В тот же день Центральная рада выпустила Второй Универсал, в котором было заявлено, что «мы, Центральная Рада,… всегда стояли за то, чтобы не отделять Украину от России». Генеральный секретариат объявлялся «органом Временного правительства», признавалась необходимость пополнения Рады за счёт представителей других национальностей, проживающих на территории Украины, и, самое главное, декларировалось, что Рада выступает решительно против самовольного объявления автономии Украины до Всероссийского учредительного собрания. По военному вопросу фактически принималась точка зрения Временного правительства о возможности прикомандирования представителей Украины к кабинету военного министра и Генштабу, при этом вопрос об «украинизации» армии отходил на второй план. По сути, Второй Универсал подтверждал отказ от провозглашения автономии Украины до созыва Всероссийского Учредительного собрания и практически перечёркивал все прежние обещания Центральной рады и постановления всех всеукраинских съездов, которые Центральная рада была призвана выполнять.

### Восстание полуботковцев
Временное правительство в своём постановлении от 6 (19) июля об утверждении Генерального секретариата исключило Петлюру из состава секретариата по военным делам. Сам УГВК был лишён каких бы то ни было командных функций и рассматривался как общественная организация, члены которой фактически являлись дезертирами из российской армии и могли в любой момент быть преданы военно-полевому суду.
В военной сфере территориальный принцип комплектования армии, которого добивался Петлюра, был отвергнут Временным правительством, которое пошло лишь на одну уступку — разрешив комплектование отдельных частей украинцами.
Тем временем массовый подъём национального самосознания приводил к тому, что радикально настроенные группы среди военнослужащих-украинцев продолжали выдвигать требования, ставившие руководство Центральной рады в затруднительное положение. Одной из таких попыток оказать давление на Центральную раду, принудить её к более решительным шагам стало вооружённое выступление солдат пехотного полка, произошедшее в Киеве в начале июля.
По свидетельству участников событий, к этому выступлению имели прямое отношение члены Украинского военного клуба имени гетмана Павла Полуботка — в частности, сам его руководитель Н. Михновский. Полк численностью 5 тыс. человек, сформированный в Чернигове, ещё 21 июня (4 июля) прибыл в Киев для отправки на фронт, но под влиянием агитации «самостийников» солдаты потребовали переформирования в отдельный Второй украинский полк им. гетмана Павла Полуботка и включения его в состав одного из корпусов российской армии, которые планировалось укомплектовывать украинцами. Военное командование отказалось удовлетворить эти требования, настаивая на немедленной отправке полка на фронт. Это требование поддержала и Центральная рада, которой не хотелось иметь под боком организованных вооружённых людей, контролируемых «самостийной» оппозицией. Переговоры делегации Центральной рады с «полуботковцами» не дали результатов. Тем временем провал наступления российских войск, начавшееся контрнаступление немецкой армии и провозглашение Центральной радой Второго Универсала подтолкнули «полуботковцев» к восстанию.
УГВК, располагавший подробной информацией о настроениях в полку, в ночь на 4 (17) июля созвал совещание представителей частей киевского гарнизона. Представители «полуботковцев» в своих выступлениях обвиняли Центральную раду, Генеральный секретариат и УГВК в угодничестве перед Временным правительством, низкой активности и равнодушии к проблемам армии. Они требовали, чтобы Временное правительство признало Центральную раду и Генеральный секретариат верховной властью на Украине. Центральная рада, однако, отказалась поддержать восстание.
В ночь на 5 (18) июля, захватив оружие в казармах 1-го украинского запасного полка, а также реквизировав автомобили в Железнодорожном батальоне и 3-м автопарке, «полуботковцы» захватили штаб милиции и комендатуру Киева, арестовали начальника милиции и коменданта, разоружили юнкеров, захватили интендантские склады и другие учреждения, затеяли перестрелку с юнкерами и солдатами 2-го запасного понтонного батальона, высланными против них штабом КВО. Одновременно планировались выступления в Житомире, Чернигове, Коростене, Полтаве, Умани, Александровске, Юзовке, Одессе и разоружение российских военных эшелонов на линии Звенигородка — Христиновка — Знаменка. На помощь восставшим вышел Звенигородский кош Вольного казачества. Казаки добрались поездом до станции Мотовиловка, в 30 км от Киева, и, лишь узнав о прекращении восстания, повернули назад. Не желая братоубийственного кровопролития в вооружённом противостоянии между «полуботковцами» и Первым украинским полком им. гетмана Богдана Хмельницкого, который получил от Генерального секретариата приказ подавить мятеж, его руководители вернули полк в казармы. В итоге взбунтовавшиеся солдаты сдали захваченное оружие и были отправлены на фронт.

### Эскалация противостояния между Центральной радой и Временным правительством
В середине июля украинская делегация прибыла в Петроград для утверждения Временным правительством состава Генерального секретариата. Делегация привезла с собой Статут высшего управления Украиной (в окончательном варианте — Статут Генерального секретариата), в преамбуле которого говорилось, что Центральная рада является органом революционной демократии всех народов Украины, её цель — окончательное введение автономии Украины, подготовка Всеукраинского и Всероссийского учредительных собраний. Правительственная комиссия, однако, отвергла Статут Генерального секретариата и 4 (17) августа заменила его на «Временную инструкцию Генеральному секретариату», согласно которой Генеральный секретариат превращался в местный орган Временного правительства, его правомочность распространялась лишь на 5 из 9 украинских губерний, были ликвидированы секретариаты военных, продовольственных, судебных дел, путей сообщения, почт и телеграфов. Количество генсекретарей таким образом уменьшалось до семи, причём вводилось квотирование по национальному признаку; не менее четырёх из семи генсекретарей должны были быть неукраинцами. В документе Временного правительства не было ни малейшего упоминания об июльской договорённости. Разумеется, появление этого документа лишь усилило напряжённость, и Рада в своей резолюции от 9 (22) августа охарактеризовала его как свидетельство «империалистических тенденций русской буржуазии в отношении Украины». Содержащийся же в резолюции призыв к «организованной борьбе… трудящихся масс населения всей Украины» свидетельствовал, по мнению М. Соколовой, о явной эскалации противостояния Киева и Петрограда, как и бойкот Радой Государственного совещания, созванного в Москве 12 августа.
Давление Временного правительства не ограничилось утверждением правительственной «Инструкции» — так, 26 июля (8 августа) в Киеве донские казаки и кирасирский полк совершили вооружённую провокацию против полка им. Богдана Хмельницкого, в результате которой было убито 16 и ранено 30 богдановцев.
Не улучшились отношения между Радой и Временным правительством и после выступления генерала Корнилова. Рада осудила попытку путча, но, заявив, что Временное правительство является единственным законным правительством в России, тут же объявила, что на Украине таковой властью являются Центральная рада и Генсекретариат.
При этом сама Центральная рада в этот период являлась не полноценным государственным органом, а лишь своеобразным общественным институтом, который, однако, очень умело используя трудности и колебания Временного правительства, последовательно шёл к своей цели. Не было реальной власти и у Генерального секретариата. Государственные учреждения его игнорировали, деятельность его не финансировалась, а налоги, как и прежде, шли в российскую казну.
В сентябрьской Декларации Генсекретариата об июльском соглашении уже не упоминалось — этим документом на Украине явочным порядком вводилась та самая структура управления, на которую Временное правительство наложило запрет своей «Инструкцией» от 4 (17) августа. Более того, в Декларации указывалось, что секретариату по военным делам (создание которого Временное правительство однозначно запретило) должно быть предоставлено право назначения и отстранения «военных чинов в военных округах на территории Украины и во всех украинских войсковых частях», при этом за «высшей военной властью» признавалось лишь чисто формальное право «утверждения» этих распоряжений украинских властей. В ответ Временное правительство, ссылаясь на отсутствие официального постановления об учреждении Центральной рады, приняло решение считать саму Центральную раду, Генсекретариат, а заодно и свою Инструкцию от 4 августа «несуществующими». Спустя неделю Временное правительство попыталось вызвать в Петроград «для личных объяснений» трёх руководителей Рады — В. К. Винниченко (председателя Генсекретариата), А. Н. Зарубина (генерального контролера) и И. М. Стешенко (генерального секретаря). Рада этот вызов игнорировала, заявив, что «не допустит следствия над украинским революционным народным учреждением». В резолюции, принятой в этот же период Всеукраинской радой военных депутатов, содержался призыв «игнорировать» назначение Временным правительством комиссара г. Киева и считать недопустимыми любые назначения на посты в Киевском военном округе без ведома Центральной рады, а также запрещалось выполнять распоряжения любого должностного лица, назначенного без согласования с Центральной радой. Это был прямой шаг к развалу единой государственности, ещё до Октябрьской революции и свержения Временного правительства.
20 октября (2 ноября) в Киеве начал работу Третий Всеукраинский военный съезд. На съезде один из лидеров украинских эсеров выступил с критикой по поводу компромиссной политики Центральной рады, а также призвал «образовать собственными силами Украинскую Демократическую Республику», В. Винниченко заявил, что генеральные секретари не являются чиновниками Временного правительства, а сам Генеральный секретариат подотчётен не Временному правительству, а только украинской демократии, которая его породила.
Между тем, в августе 1917 года по предложению Л. Г. Корнилова Скоропадский приступил к «украинизации» своего 34-го армейского корпуса (104-й и 153-й пехотных дивизий). Он был переименован в 1-й Украинский корпус. «Украинизация» заключалась в том, что русских солдат и офицеров 34-го АК переводили в 41-й АК, а на их место принимали из других частей фронта солдат и офицеров — украинцев; в полках, наряду с общероссийской, вводились национальная символика и украинский язык. В сентябре 1917 года на базе российского 6-го армейского корпуса был сформирован 2-й Сечевой Запорожский корпус (командующий — генерал Г. А. Мандрыка).

## Октябрьская революция. Провозглашение УНР

### Первая реакция
25 октября (7 ноября) 1917 года в Петрограде произошло большевистское вооружённое восстание, в результате чего Временное правительство было свергнуто. Призывы киевских большевиков на совместном заседании исполкомов советов рабочих и солдатских депутатов поднять восстание и захватить власть успеха не имели. 26 октября (8 ноября) на заседании Малой рады (постоянно действующего между сессиями комитета Центральной рады) с участием представителей различных политических и общественных организаций был создан Краевой комитет охраны революции, ответственный перед Центральной радой. Комитету должны были подчиняться все органы власти и силы революционной демократии на Украине (в том числе в губерниях Новороссии и Слобожанщины, не входивших в состав автономии). Одновременно Малая рада приняла резолюцию о власти в стране, в которой высказалась против восстания в Петрограде и пообещала «упорно бороться со всеми попытками поддержки этого восстания на Украине».
Возмущённые большевики вышли из состава Краевого комитета и Малой рады, а командование Киевского военного округа, сохранившее за собой с согласия Малой рады военную власть, с помощью верных Временному правительству частей разгромило помещение городского Совета рабочих депутатов, чем вызвало в Киеве большевистское восстание.

### Попытка большевистского восстания
Центром восстания стала Военная организация Киевского комитета РСДРП(б) во главе с Леонидом Пятаковым, старшим братом Юрия Пятакова. Однако, в отличие от Петрограда, соотношение сил в Киеве с самого начала было не в пользу большевиков: в городе насчитывалось до 7 тыс. бойцов революционных отрядов, в том числе до 3 тыс. красногвардейцев, в то время как штаб Киевского военного округа выставил до 12 тыс. чел. Кроме того, собственными («украинизированными») войсками располагало правительство Центральной рады.
27 октября (9 ноября) Киевский совет принял резолюцию о поддержке большевистского выступления в Петрограде и объявил себя единственной властью в Киеве. 29 октября (11 ноября) началось восстание, поддержанное начавшейся 30 октября (12 ноября) забастовкой до 20 тыс. рабочих. К 31 октября (13 ноября) большевики заняли штаб Киевского военного округа, командование которого 1 (14) ноября бежало из города. Однако восстание закончилось провалом: Центральная рада стянула в Киев лояльные части, в том числе перебросив войска с фронта. В течение нескольких дней большевики были выбиты из города.

### Решение вопроса о власти. Третий Универсал. Провозглашение Украинской Народной Республики
28 октября (10 ноября) Центральная рада наделила Генеральный секретариат функциями упразднённого Краевого комитета охраны революции. 29 октября (11 ноября) Генеральный секретариат взял в свои руки дела военные, продовольственные и пути сообщения. 31 октября (13 ноября) общее собрание Центральной рады распространило власть Генерального секретариата на Херсонскую, Екатеринославскую, Харьковскую, Холмскую и частично Таврическую, Курскую и Воронежскую губернии. 1 (14) ноября Генеральный секретариат назначил на должность командующего войсками КВО подполковника В. Павленко.
Обстановка, казалось, благоприятствовала претворению в жизнь программы Михаила Грушевского по формированию национальной государственности через стадию автономии, чтобы впоследствии обрести полную самостоятельность в России, разбитой на федеративные единицы. Последние усилия по восстановлению власти Временного правительства в Петрограде закончились провалом; в Киев доходили сведения и о разногласиях внутри большевистского руководства, что ослабляло его претензии на роль центрального правительства. Атаман Войска Донского Каледин ещё 25 октября (7 ноября) 1917 объявил захват власти большевиками преступным и заявил, что впредь до восстановления законной власти в России Войсковое правительство принимает на себя всю полноту власти в Области Войска Донского. Это сразу поставило его в конфронтацию с Советом народных комиссаров Советской России. 7 (20) ноября Каледин обратился к населению Области с заявлением о том, что Войсковое правительство не признаёт большевистскую власть, а поэтому Область провозглашается независимой до образования законной российской власти.
Украинские руководители были проинформированы и о попытках небольшевистских социалистических групп договориться о создании общероссийского «однородно-социалистического правительства от большевиков до народных социалистов». Представители этих групп совещались в Ставке Верховного главнокомандующего в Могилёве 4—11 (17—24) ноября. Украинские лидеры, представлявшие Центральную раду как раз такой «однородно-социалистической» властью, тоже получили приглашение в Ставку. Но они полагали, что общероссийское правительство должно создаваться «не из центра, который разваливается, а от тех окраин, которые ещё здоровы». Предложенная Центральной радой концепция расчленения России для последующего создания договорной федерации, однако, вряд ли могла быть принята общероссийскими партиями. В итоге 6 (19) ноября направленные в Ставку украинские представители — умеренные демократы из Украинской партии социалистов-федералистов Д. И. Дорошенко и А. И. Лотоцкий лишь согласовали с главковерхом Н. Н. Духониным при посредстве антибольшевистского Общеармейского комитета вопрос переформирования фронтовых частей с целью образования украинской армии по этническому и территориальному признаку.
На фоне всех этих событий 7 (20) ноября, сразу после закрытия очередной сессии Центральной рады, по решению Малой рады в чрезвычайном порядке был принят Третий Универсал, в котором провозглашалось создание Украинской Народной Республики в федеративной связи с Российской республикой: «Во имя создания порядка в нашем крае, во имя спасения всей России оповещаем: Отныне Украина становится Украинской Народной Республикой. Не отделяясь от республики Российской и сберегая единство её мы твердо станем на нашей земле, чтобы силами нашими помочь всей России, чтобы вся республика Российская стала федерацией равных и свободных народов». Провозглашались национализация земли, введение 8-часового рабочего дня, установление государственного контроля над производством, расширение местного самоуправления, обеспечение свободы слова, печати, веры, собраний, союзов, забастовок, неприкосновенности личности и жилища, отмена смертной казни. Было заявлено о включении в состав УНР территорий, большинство населения которых составляют украинцы: Киевской, Волынской, Подольской, Херсонской, Черниговской, Полтавской, Харьковской, Екатеринославской губерний и уездов Северной Таврии (без Крыма). Согласно тексту Универсала, окончательное определение границ УНР, с точки зрения присоединения частей Курской, Холмской, Воронежской и соседствующих губерний и областей с большинством украинского населения, «должно быть осуществлено по согласию организованной воли народов».

### Решение вопроса о мире
Тем временем 9 (22) ноября Совнарком издал приказ об отстранении от должности верховного главнокомандующего генерала Н. Духонина, который отказался выполнить указание Совнаркома и начать мирные переговоры с австро-германским командованием, и о назначении на эту должность Н. Крыленко. Одновременно по радио и телеграфу Совнарком обратился к армии, сообщив, что предоставляет право полковым и дивизионным комитетам вести переговоры с противником о перемирии на своих участках обороны. Практика «братания» с противником быстро распространялась по линии фронта.
Позднее, 17 (30) ноября, когда Духонину стало известно о движении к Могилёву эшелонов с революционными балтийскими матросами, он обратился к правительству УНР за разрешением перевести Ставку в Киев. Генеральный секретариат, однако, затянул рассмотрение этого вопроса, а впоследствии начал выдвигать встречные условия, на удовлетворение которых у Духонина не было ни времени, ни возможности. 20 ноября (3 декабря) 1917 Духонин сдался прибывшему в Ставку Крыленко и в тот же день был убит в результате самосуда.
20 ноября (3 декабря) делегация Совнаркома Советской России начала в Брест-Литовске мирные переговоры с делегацией австро-германского блока. Тем временем, после захвата большевиками Ставки Верховного главнокомандующего в Могилёве, военные представители союзников перебрались оттуда в Киев, рассчитывая на сохранение до весны хотя бы украинской части российского фронта. Англия и Франция намекали на возможность обменяться с правительством УНР официальными дипломатическими миссиями. Французы предлагали предоставить денежный заём, прислать инструкторов для реорганизации украинских воинских частей и т. п. В правительственных кругах УНР ориентации на Антанту придерживалась Украинская партия социалистов-федералистов, видный деятель которой А. Я. Шульгин возглавлял Генеральный секретариат межнациональных (с декабря 1917 года — международных) дел, а также Украинская социал-демократическая рабочая партия, которую в первом составе правительства представляли премьер В. Винниченко, секретарь по военным делам С. Петлюра, секретарь труда Н. Порш, секретарь по судебным делам М. Ткаченко.

## Борьба за власть на Украине. Советско-украинский вооружённый конфликт. Провозглашение советской власти

### Украинизация армии
К середине ноября 1917 года, в условиях, когда единственной реальной силой стала армия, борьба за влияние на которую ещё не была окончена, пост главы военного ведомства УНР стал ключевым. До середины декабря 1917 года его занимал молодой и амбициозный генеральный секретарь (министр) по военным делам Симон Петлюра.
В связи с тем, что лидеры Украинской центральной рады намеревались выполнять военные обязательства перед Антантой, они спешили с формированием национальной армии, считая её одним из основных атрибутов и гарантий государственности. Большевистское руководство на первых порах не препятствовало образованию национальных частей, в том числе украинских, хотя Петлюра в своих обращениях к воинам-украинцам, выпущенных 11 (24) ноября, призывал их возвращаться на Украину немедленно, не считаясь с распоряжениями Совнаркома. С 21 ноября (4 декабря) на Украину стали прибывать украинизированные подразделения из разных военных округов и фронтов. В течение ноября украинизация шла медленнее, чем хотелось киевским властям, по ряду объективных обстоятельств, к которым относились серьёзные транспортные проблемы, необходимость заполнять участки фронтов, которые покидали украинизированные части, и сложности с украинизацией этнически неоднородных частей.

### Первые попытки установления контактов между Совнаркомом и Центральной радой
Между тем украинская государственность, провозглашённая односторонним актом, пока не имела никакого международно-правового оформления — ни признания другими государствами, ни официальных границ, установленных путём согласованного размежевания с соседями, в том числе с Советской Россией — тем более что Центральная рада отказывалась признавать большевистское правительство в Петрограде.
Большевистское руководство первым попыталось пойти на контакт с Центральной радой — выпустив постановление Совнаркома от 16 (29) ноября и заявив в печати о намерении передать украинскому народу его исторические ценности, вывезенные главным образом при Екатерине II, «после обмена мнениями с Украинской радой». 17 (30) ноября состоялся разговор наркома по делам национальностей И. В. Сталина по прямому проводу с Н. В. Поршем, при участии члена Киевского областного комитета РСДРП(б) С. С. Бакинского (Л. М. Бернгейма). В ходе разговора стороны обменялись точками зрения в отношении государственного устройства и власти в России, при этом Порш акцентировал признание Радой «федеративной связи с общегосударственным организмом России», руководить которым, по его словам, должна вся организованная демократия при социалистическом центральном правительстве, опирающемся на правительства новопровозглашённых республик и областей, которые следует безоговорочно признать. Сталин, со своей стороны, подчеркнул, что Совнарком как раз и представляет собой центральную власть, поскольку он избран Вторым Всероссийским съездом Советов рабочих и солдатских депутатов — кроме того, 15 (28) ноября Чрезвычайный съезд Советов крестьянских депутатов принял решение об объединении Исполкома крестьянских депутатов с ВЦИК Советов рабочих и солдатских депутатов, а левые эсеры дали согласие на создание правительственной коалиции с большевиками. Говоря о позиции Совнаркома в украинском вопросе, Сталин заверил собеседника, что советское правительство не намерено стеснять полноту автономии Украины: «Не может быть никакой опеки, никакого надзора над украинским народом». Что касается предложенной украинскими лидерами идеи преобразования России в федерацию, Сталин заметил, что «воля нации выявляется через национальное Учредительное собрание», — если оно выскажется за федеративную республику, то правительство не станет возражать, при этом «власть в крае, как и в других областях, должна быть в руках всей суммы рабочих, солдатских и крестьянских депутатов, включая сюда и организации Рады».
Результаты состоявшегося разговора были обсуждены Совнаркомом 19 ноября (2 декабря). С докладами выступили Г. Л. Пятаков (в прошлом секретарь Киевского комитета большевиков) и Сталин. Сталину было поручено «создать особую комиссию, которая должна всесторонне выяснить положение дел, переговорить по прямому проводу, выдвинуть кандидата на пост уполномоченного для поездки на Украину и т. д.».
В Киеве обсуждение, происходившее на фоне сообщений о временной остановке военных действий на отдельных фронтах, было более нервным. 19 ноября (2 декабря) представители российских социал-демократов-меньшевиков и бундовцы потребовали чрезвычайного заседания Малой рады, обвинив Порша в отступлении от официального решения Центральной рады о непризнании Совнаркома и в переходе на позиции большевиков относительно немедленного заключения мира. С другой стороны, Всеукраинская рада войсковых депутатов потребовала от Генерального секретариата немедленно приступить к разрешению вопроса о мире в согласии с народными комиссарами и демократами других частей России. Малая рада 21 ноября (4 декабря) была вынуждена принять постановление об участии её представителей в делегации от Юго-Западного и Румынского фронтов для переговоров о перемирии и об обращении с предложением мирных переговоров к Антанте и Центральным державам.

### Одностороннее создание Украинского фронта
О присоединении представителей Центральной рады к уже начавшимся брестским переговорам речи не было — напротив, украинские лидеры выразили намерение не только начать самостоятельные переговоры от имени Рады, но и обособиться в военном отношении, вычленив из общероссийского отдельный Украинский фронт «для лучшего претворения в жизнь дела временного перемирия и для защиты Украины». Вечером 23 ноября (6 декабря) Симон Петлюра известил по прямому проводу советского Верховного главнокомандующего Николая Крыленко об одностороннем выводе войск Юго-Западного и Румынского фронтов бывшей Русской армии из-под управления Ставки и объединения их в самостоятельный Украинский фронт Действующей армии УНР, который возглавил антибольшевистски настроенный генерал-полковник Д. Г. Щербачёв, бывший командующий Румынским фронтом. Крыленко, не вступая в дискуссию, известил о произошедшем Совнарком и запросил инструкций. Инструкции для Крыленко 24 ноября (7 декабря) передал Лев Троцкий. Ввиду явно недружественных действий Центральной рады тон советского правительства, буквально за день до этого приглашавшего киевских лидеров к диалогу и согласию, не мог не измениться. Троцкий в своих инструкциях обозначил неприятие абстрактно-демократической риторики Центральной рады и указал на то, что источник противоречий между двумя правительствами лежит в социально-классовой сфере. Обращаясь непосредственно к трудящимся Украины, он заявил, что «общероссийская Советская власть не будет чинить никаких затруднений самоопределению Украины, в какие бы формы это самоопределение окончательно ни вылилось… Но мы считаем необходимым открыто показать… противоречие социалистической политики Советской власти и буржуазной политики Центральной Рады, которая фактически становится… правительством имущих классов на Украине. Не намереваясь ни в малой степени навязывать свою волю украинскому народу, Совет Народных Комиссаров готов всеми зависящими от него средствами поддерживать Советы украинских рабочих, солдат и беднейших крестьян в их борьбе против буржуазной политики нынешних руководителей Центральной Рады».
В военной области Троцкий одобрил установку главковерха «не чинить никаких политических препятствий передвижению украинских частей с севера на юг» и поручил учредить при Ставке представительство украинского штаба. Вопрос о едином Украинском фронте нарком предложил пока считать открытым. В то же время Троцкий дал указание Крыленко начать немедленную подготовку и выдвижение вооружённых отрядов против белоказаков Каледина и Дутова — «немедленно двинуть … такие силы, которые, не колебля нашего фронта, были бы достаточно могущественны, чтобы в кратчайший срок стереть с лица земли контрреволюционный мятеж казачьих генералов и кадетской буржуазии» — и поручил «запросить Украинскую Раду, считает ли она себя обязанной оказывать содействие в борьбе с Калединым или же намерена рассматривать продвижение наших эшелонов на Дон как нарушение своих территориальных прав».
Одновременно главковерху поручалось пригласить представителя УНР в состав «общероссийской мирной делегации», которая после объявленного 22 ноября (5 декабря) перерыва должна была продолжить переговоры о перемирии с государствами Четверного союза. Крыленко вечером 24 ноября (7 декабря) попросил Петлюру дать «ясный и точный» ответ на вопрос о пропуске советских войск на Дон. Но Петлюра уклонился от ответа, пообещав сообщить решение Генерального секретариата (правительства) позже. Генеральный секретариат по докладу Петлюры постановил отказать в пропуске советских войск и решил искать соглашения с Донским правительством, ссылаясь на будто бы полученные от Каледина обещания прекратить преследования донецких шахтёров (объявив военное положение в горнопромышленных районах Донской области, Каледин для наведения порядка направил туда подчинённые ему войска).
К этому времени УНР и Донское правительство уже договорились о совместной борьбе против советской власти, о «союзе юго-восточных областей и Украины». В частности, был запрещён вывоз хлеба и угля за пределы Украины и Дона, закрыта граница УНР с Советской Россией. Донбасс был разделён на две части. Восточная часть, граничившая с Донской областью, переходила под управление Войска Донского, а западная, входившая в состав Харьковской и Екатеринославской губерний, — под власть Центральной рады.

### Переговоры о перемирии
Правительство Центральной рады не спешило реагировать и на предложение направить своих представителей в Брест — по-видимому, оно рассчитывало на согласованное выступление с правительствами других отделившихся от России республик и областей, которым Генеральный секретариат направил своё собственное предложение (ответа на него так и не было получено).
Тем временем с согласия союзнической военной миссии при Румынском фронте генерал Щербачёв 26 ноября (9 декабря) заключил перемирие между объединёнными русско-румынскими и германо-австрийскими войсками. Это позволило ему приступить к подавлению большевистского влияния в армии.
Лишь 28 ноября (11 декабря) после дополнительного напоминания из Ставки правительство Центральной рады назначило на Брестские переговоры о перемирии не делегатов, а наблюдателей «для информации и контроля, чтобы перемирие было заключено по возможности в соответствии с нашей платформой и не во вред Украинской Народной Республике». Конференция по перемирию возобновилась 29 ноября (12 декабря). Украинские наблюдатели, однако, прибыли в Двинск, к пункту перехода через линию фронта, лишь 1 (14) декабря, накануне завершения переговоров.
Первые контакты между украинскими наблюдателями и представителями австро-германского блока всё же состоялись, хотя правительства Центральных держав до этого времени не принимали УНР во внимание в качестве субъекта переговоров. Украинские представители, согласно их докладу Генеральному секретариату, заявили делегатам Центральных держав о непризнании Совнаркома правомочным заключать мир от имени всей России, на что германская сторона, желая прояснить для себя статус новопровозглашённого государства, заметила, что не имеет официального уведомления о создании УНР, а потому должна считать делегатов от Совнаркома представителями всей России. Оставив Любинского наблюдателем в Бресте, украинцы вернулись в Киев за инструкциями.
В Генеральном секретариате, однако, ещё не было готовности к немедленному миру с Четверным союзом. Напротив, украинские социал-демократы и социалисты-федералисты, преобладавшие в правительстве, всё ещё рассчитывали занять место среди государств Антанты. Для этого, однако, следовало поддерживать боеспособность фронта, проходящего по территории Украины. Провозглашение самостоятельности Украинского фронта и вторжение украинских властей в непосредственное управление фронтами и армиями привело к дезорганизации и путанице, подрыву системы единоначалия, а не к сплочению частей и повышению их боеспособности — так, например, на Румынском фронте 8-я армия не признала своей принадлежности к УНР. Чрезвычайный съезд Юго-Западного фронта, состоявшийся 18-24 ноября (1-7 декабря), не согласился с переходом в подчинение украинским властям, а в вопросе о политической власти высказался за Советы солдатских, рабочих и крестьянских депутатов в центре и на местах. Исполнявший должность командующего Юго-Западным фронтом генерал Н. Н. Стогов, обеспокоенный положением на передовой, сообщал в Киев, что «русские части угрожают бежать с Украинского фронта. Катастрофа не за горами» — в войсках Румынского и Юго-Западного фронтов этнические украинцы насчитывали не более трети личного состава. Как указывал в своих мемуарах генерал Русской императорской армии Н. Н. Головин, «сжившиеся в старых Российских войсковых частях солдаты не понимали происходящего, и все, как неукраинцы, так и украинцы, стремились скорее по домам, видя в Раде „врага народа“, мешающего прекращению войны. И вот в армиях бывшего русского Юго-Западного фронта, превращаемого Петлюрой в Украинский, наблюдается следующее явление: солдаты некоторых из войсковых частей пользуются существующей военной организацией для того, чтобы с оружием в руках пробиться домой. Местные большевики используют эти части для борьбы против Центральной Рады. Среди русских армий, находившихся в Румынии, этот процесс был прекращён генералом Щербачёвым, который при помощи сохранивших дисциплину румынских войск обезоруживал все уходящие с фронта русские войсковые части, после чего последние сами распылялись. Распылялись и воинские части Юго-Западного фронта, но только после того, как солдаты убеждались, что никто не будет противодействовать их возвращению домой».
8-9 (21-22) декабря Генеральный секретариат и Малая рада всё же постановили участвовать в мирных переговорах. К такому решению киевское руководство подталкивали, в частности, сигналы, которые приходили в Киев от членов эмигрантского Союза освобождения Украины — по их мнению, необходимо было немедленно вступить в переговоры с Центральными державами, поскольку в противном случае сепаратный мир, который Советская Россия заключит без участия Украины, может значительно укрепить Совнарком в качестве единственного правомочного правительства бывшей Российской империи. Эту точку зрения охотнее других приняли украинские эсеры. Украинские социал-демократы и социалисты-федералисты, оказавшись перед фактическим развалом фронта, массовыми антивоенными настроениями и отсутствием реакции потенциальных партнёров на предлагавшуюся Центральной радой идею федерации, также вынуждены были склониться к идее мирных переговоров, пытаясь в официальных декларациях совместить эту новую ориентацию с прежней. 11 (24) декабря правительство определилось с составом делегации во главе с генеральными секретарями Н. В. Поршем и В. А. Голубовичем.

### Начало советско-националистического конфликта
26 ноября (9 декабря) Совнарком Советской России выступил с обращением ко всему населению «О борьбе с контрреволюционным восстанием Каледина, Корнилова, Дутова, поддерживаемым Центральной Радой»:

В то время, как представители рабочих, солдатских и крестьянских депутатов советов открыли переговоры с целью обеспечить достойный мир измученной стране, враги народа империалисты, помещики, банкиры и их союзники — казачьи генералы предприняли последнюю отчаянную попытку сорвать дело мира, вырвать власть из рук советов, землю из рук крестьян и заставить солдат и матросов и казаков истекать кровью за барыши русских и союзных империалистов. Каледин на Дону, Дутов на Урале подняли знамя восстания… Буржуазная Центральная Рада Украинской Республики, ведущая борьбу против украинских советов, помогает Калединым стягивать войска на Дон, мешает советской власти направить необходимые военные силы по земле братского украинского народа для подавления Калединского мятежа…

На тот момент речь, таким образом, шла о действиях советских войск лишь против внутренней контрреволюции. 27 ноября (10 декабря) советское руководство создало при красной революционной Ставке (бывшая Ставка Верховного Главнокомандующего) в Могилёве Революционный полевой штаб — оперативный орган руководства вооружённой борьбой с «контрреволюцией». В дальнейшем этот штаб находился в непосредственном подчинении В. А. Антонова-Овсеенко (см. ниже).
Конфликт между Совнаркомом и Центральной радой обострили события, произошедшие в Киеве, когда войсками Центральной рады, вдвое превосходящими по численности части гарнизона, находившиеся под влиянием большевиков, была пресечена попытка Киевского Военно-революционного комитета поднять вооружённое восстание. Властям стали известны подробности плана восстания и дислокация военных частей, которые могут поддержать ВРК. Большевики рассчитывали захватить мосты через Днепр, «Арсенал», вокзал, телеграф и нанести артиллерийские удары по зданию Центральной рады и скоплениям её войск. Организаторы надеялись произвести переворот до начала созванного по инициативе большевиков Всеукраинского съезда Советов, намереваясь подтвердить захват власти решениями съезда. Ночью на 30 ноября (13 декабря) войска Рады (до 12 тыс. штыков) провели разоружение воинских частей, которые должны были принять участие в восстании, — двух авиационных полков, понтонного и телеграфного батальонов, пяти артиллерийских батарей, а также Красной гвардии трёх заводов и рабочих предместий — всего до 7 тысяч человек. Разоружённых солдат «русского происхождения» (не проживающих на территории УНР) под охраной войск Рады отправили в эшелонах к российской границе, а выявленные среди них солдаты-украинцы были демобилизованы.
30 ноября (13 декабря) Петлюра направил командующим фронтами и украинским комиссарам телеграмму о запрете следования воинских эшелонов без специального разрешения Генерального секретариата по военным делам. Получив сообщение об этом, начальник штаба революционной Ставки генерал М. Д. Бонч-Бруевич предписал «продолжать отдавать распоряжения согласно положению о полевом управлении войсками».
30 ноября (13 декабря) — 1 (14) декабря произошёл кровопролитный вооружённый конфликт между красногвардейцами, военными моряками и гайдамаками в Одессе, вызванный тем, что Украинская рада запретила отправку отряда Красной гвардии и матросов на Дон против Каледина. Войска Рады взяли под свой контроль все стратегические объекты. Вслед за этим украинские власти и в других городах попытались ликвидировать Красную гвардию.
Между тем с Юго-Западного фронта к Киеву выдвигались покинувшие фронт части большевизированного 2-го гвардейского армейского корпуса. Для того, чтобы их остановить, Петлюра приказал разобрать железнодорожное полотно, блокировать узловые станции, немедленно разоружать подозрительные воинские части. Генерал армии УНР П. П. Скоропадский был назначен командующим всеми войсками на Правобережной Украине (до 20 тысяч бойцов, 77 пушек), прикрывавшими Киев. Скоропадскому удалось разоружить и разогнать солдатские массы, устремлявшиеся к Киеву. Разоружение гарнизонов и частей происходило одновременно в десяти городах — тех, где не был выполнен приказ Петлюры об увольнении солдат-неукраинцев, — а ещё в четырёх городах по подозрению в заговоре были распущены местные Советы. При этом части, признавшие власть Центральной рады, украинское командование стало перебрасывать с внешнего фронта к северным и восточным пределам УНР.
3 (16) декабря войска генерала Скоропадского, заняв станции Шепетовка и Староконстантинов, разогнали большевистский Военно-революционный комитет 11-й армии и захватили в плен красного командарма полковника А. И. Егорова. Украинское военное руководство успешно использовало блокировку железных дорог, лишало Ставку телеграфной связи с южными фронтами и пр. «В ночь на 4 декабря ударный украинский батальон разобрал путь между станциями Бахмач и Чесноковка и тем преградил дорогу на Харьков и далее на юг эшелонам, направлявшимся Военно-революционным комитетом [Ставки]. Последние стали возвращаться обратно в Гомель», — сообщал вышестоящим инстанциям местный представитель железной дороги. Это был отряд Р. И. Берзина, сформированный Революционным полевым штабом для борьбы против сил Каледина.
Отказ руководства УНР признавать советское правительство привёл к тому, что между Совнаркомом и Генеральным секретариатом отсутствовали обычные каналы межгосударственных отношений. Вначале для контактов как связующее звено использовалась Ставка Верховного главнокомандования, но, взяв курс на создание Украинского фронта, генеральные секретари первым делом объявили о разрыве связи со Ставкой. Таким образом, в первой половине декабря контакты осуществлялись через Украинскую секцию (фракцию) ВЦИК и Петроградскую краевую войсковую раду, руководимую Украинским революционным штабом (официальной задачей этой рады было формирование на месте украинизированных воинских подразделений).
3 (16) декабря Украинская секция ВЦИК «в категорической форме» выдвинула перед СНК ряд политических вопросов, очевидно, предложенных генеральными секретарями. Среди них — вопрос о признании Генерального секретариата высшим краевым органом Украины, о мнении Совнаркома по поводу предложения Генерального секретариата «организовать государственную власть на федеративных началах из представителей самоопределившихся народов и областей… Сибири и Украины, Дона и Кубани, Белоруссии, Великой России, Финляндии, Молдавии и др.», а также о том, справедливы ли слухи о подготовке Совнаркомом военного похода, чтобы «силой заставить свободный украинский народ подчиниться центральной власти в Петрограде».
В ситуации, когда большевистское руководство остро восприняло только что произведённое в Киеве разоружение неукраинских частей и провозглашение Украинского фронта, а как раз накануне (2 (15) декабря) калединские войска после ожесточенных боёв с ростовской Красной гвардией и отрядом черноморских матросов выбили их из города и разгромили ростовский Совет, подобный запрос и предложение Советской России вступить в федерацию с Доном были восприняты крайне негативно. Советскому руководству было ясно, что поражение сторонников советской власти в Ростове открывало дорогу для дальнейшего наступления калединских сил в глубь Донецкого бассейна и далее на север. Остановить их было можно, лишь используя и закрепившись на тех территориях, которые Центральная рада провозгласила украинскими.
В связи со складывающейся безотлагательной ситуацией 3 (16) декабря Совнарком поручил комиссии в составе Ленина, Троцкого и Сталина подготовить меморандум к украинскому народу и одновременно ультиматум Раде.
В тот же день Крыленко направил директиву Военно-революционному комитету Юго-Западного фронта, армейским Советам и комиссарам армий Юго-Западного и Румынского фронтов:

Ввиду обострения отношений с Украинской народной республикой, не остановившейся перед разоружением наших полков в Киеве, захватом имущества, систематической дезорганизацией фронта, прошу принять экстренно меры к приостановке украинизации, в случае необходимости — обезоружению враждебно настроенных частей и к немедленному снаряжению войск для обеспечения тыловых учреждений фронта. Я не остановлюсь перед самыми решительными мерами для охраны целости фронта и защиты интересов рабочих и крестьян и солдат вверенной мне армии на Юго-Западном и Румынском фронтах.
Это указание, однако, осталось невыполненным — в период с 4 по 11 (17-24) декабря по приказу Петлюры и командующего Украинским фронтом генерала Щербачёва войска, верные Центральной раде, захватили штабы Румынского и Юго-Западного фронтов, армий, вплоть до полков, произвели аресты членов Военно-революционных комитетов и комиссаров-большевиков, при этом некоторых из них расстреляли. За этим последовало разоружение румынами тех частей, в которых было сильно влияние большевиков. Оставшись без оружия и продовольствия, русские солдаты были вынуждены в жестокий мороз пешком уходить в Россию.

### Манифест к украинскому народу с ультимативными требованиями к Центральной раде
4 (17) декабря Совнарком Советской России направил открывающемуся в Киеве I Всеукраинскому съезду Советов «Манифест к украинскому народу с ультимативными требованиями к Центральной раде», которым подтвердил «право на самоопределение за всеми нациями, которые угнетались царизмом и великорусской буржуазией, вплоть до права этих наций отделиться от России», и заявлял о безусловном признании всего, что касается национальных прав и национальной независимости украинского народа, и о признании УНР и её права «совершенно отделиться от России или вступить в договор с Российской Республикой о федеративных или тому подобных взаимоотношениях между ними». С другой стороны, в «Манифесте» заявлялось о непризнании Украинской центральной рады из-за её «двусмысленной, буржуазной политики» — подавления Советов, дезорганизации фронта несанкционированным перемещением украинизированных частей и поддержки кадетско-калединского заговора. В документе содержалось требование к Центральной раде прекратить дезорганизацию единого общего фронта и пропуск через подконтрольную Центральной раде территорию войсковых частей, уходящих с фронта на Дон, Урал, в другие регионы России, прекратить разоружение советских полков и рабочей Красной гвардии на Украине, а также «оказывать содействие революционным войскам в деле их борьбы с контрреволюционным кадетско-калединским восстанием». Совнарком заявлял, что в случае неполучения удовлетворительного ответа на предъявленные требования в течение сорока восьми часов он будет считать Раду в состоянии открытой войны против Советской власти в России и на Украине. Генеральный секретариат в тот же день подготовил свой ответ, подписанный главой правительства Винниченко и генеральным секретарём по военным делам Петлюрой (в современной украинской публикации его подпись заменена на подпись руководителя внешнеполитического ведомства Украинской народной республики А. Я. Шульгина). В документе отвергались требования Совнаркома и выдвигались свои условия: признание УНР, невмешательство в её внутренние дела и в дела Украинского фронта, разрешение на уход украинизированных частей на Украину, разделение финансов бывшей империи, участие УНР в общих переговорах о мире. Среди прочего, говорилось: «Украинская демократия в лице украинских советов солдатских, рабочих и крестьянских депутатов, организованных в законодательном органе — Центральной раде и в правительстве… вполне удовлетворена как составом этих органов, так и проведением в жизнь её волеизъявления. Центральной радой не удовлетворены великорусские элементы черносотенского, кадетского и большевистского направления… но Генеральный секретариат предоставляет полную возможность указанным элементам выехать из территории Украины в Великороссию, где их национальное чувство будет удовлетворено. Генеральный секретариат не находит возможным единственно силами украинских частей охранять всю громадную линию фронта… поэтому он уводит украинские войска на Украинский фронт. Производится это во имя спасения хоть одной части фронта и от этой задачи Генеральный секретариат не отступит ни перед какими препятствиями. Если народные комиссары Великороссии… принудят Генеральный секретариат принять их вызов, то Генеральный секретариат нисколько не сомневается, что украинские солдаты, рабочие и крестьяне, защищая свои права и свой край, дадут надлежащий ответ народным комиссарам». Генеральный секретариат приказал разрозненным украинизированным частям, которые находились за пределами Украины, безотлагательно передислоцироваться на территорию УНР.
4 (17) декабря в Киеве открылся Всеукраинский съезд Советов, в работе которого приняли участие более 2 тысяч делегатов. У большевиков ещё оставалась надежда на мирный переход власти в их руки через вотум недоверия Центральной Раде. Большевистский оргкомитет постарался разработать квоты делегирования так, чтобы иметь гарантию большинства. Национальные деятели сначала противились созыву съезда, но в конце концов сумели по-своему подготовиться к нему. Они заранее призвали украинские армейские и крестьянские организации направлять на съезд всех желающих, не считаясь с установленными большевиками нормами представительства. Таким образом на съезд прибыли без приглашения 670 делегатов от «Селянской спилки» (Крестьянского союза) и 905 делегатов от украинских армейских организаций. Под давлением разъярённой толпы мандатной комиссии пришлось самораспуститься. Прибывшие сами выписали себе мандаты делегатов, после чего 125 большевиков оказались в меньшинстве среди двух с половиной тысяч собравшихся. Большевиков не допустили в президиум, их ораторов освистывали или совсем не давали им говорить. Из-за получившейся организационной неразберихи они попытались перевести мероприятие в формат совещания. Но сторонники Центральной рады не допустили этого и, используя своё численное превосходство, продолжали заседать как съезд Советов, выразили доверие действующему составу Рады, отклонили предложение о её переизбрании и одобрили резкий ответ Генерального секретариата советскому правительству. Большевики же покинули съезд и 11−12 (24−25) декабря собрались в Харькове (к тому моменту занятому отрядами Антонова-Овсеенко).
5 (18) декабря Троцкий сообщил главковерху Крыленко в Ставку: «Мы не можем допустить безнаказанно такие провокационные действия, как разоружение наших полков или как прямое пособничество Каледину. Соглашение с советской республикой на Украине не представляло бы никаких затруднений в том числе и в вопросе национализации армии. Противоречие между нами и Радой лежит не в национальной, а в социальной области… Советы на Украине должны знать, что мы готовы поддержать их борьбу против Рады. Но мы не можем сейчас ни на минуту ослабить нашу борьбу с контрреволюцией под влиянием протестов Рады. Необходимо двинуть как можно большие силы против калединцев на Дону и на Украине. Нельзя позволить Раде безнаказанно прикрывать социальную корниловщину знаменем национальной независимости. Мы ждём от Вас решительных действий в том смысле, чтобы обезопасить наши войска на Украине от контрреволюционных посягательств Рады. Завтра мы выработаем формальное заявление по этому вопросу… но в области практических действий Вам незачем дожидаться официальных деклараций».
6 (19) декабря секретарь Ленина передал главковерху от имени Совета народных комиссаров: «Ответ Центральной Рады считаем недостаточным, война объявлена, ответственность за судьбы демократического мира, который срывает Рада, падает целиком на Раду. Предлагаем двинуть дальше беспощадную борьбу с калединцами. Мешающих продвижению революционных войск ломайте неуклонно. Не допускайте разоружения советских войск. Все свободные силы должны быть брошены на борьбу с контрреволюцией».
Петлюра, со своей стороны, 5 (18) декабря приказал украинскому комиссару Северного фронта «никаких распоряжений прапорщика Крыленко, ни его комиссаров, ни большевистских комитетов не выполнять. Все украинцы Северного фронта подчинены Вам и Войсковой фронтовой раде. Немедленно организуйте украинский командный состав… и займите соответствующую позицию по отношению к большевистским революционным комитетам и докажите, что тот, кто поднимает руку на молодую Украинскую народную республику и её благополучие, найдёт в воинах-украинцах фронта решительный и твердый отпор. Поручаю Вам для проведения всего этого в жизнь пользоваться всеми способами, какие вызываются Вашим географическим положением по отношению к Петрограду, откуда надвигается на Украину большая угроза. Необходимо, чтобы Вы эту угрозу удержали возле Петрограда». Это воззвание, правда, осталось пустым звуком ввиду разобщённости украинизированных частей под Петроградом.
Несмотря на воинственные приказы с обеих сторон, они в тот период не означали ещё неизбежности военного столкновения. Петлюра считал, что ему для этого недостаёт украинизированных частей, остававшихся за пределами края. Большевистское же руководство в то время вообще рассматривало украинскую проблему лишь как производную от донской. В. А. Антонов-Овсеенко был назначен главнокомандующим советскими войсками по борьбе с контрреволюцией на юге России — как говорилось в записке В. И. Ленина, «для военных действий против Каледина».

### Формирование Южной группы советских войск для борьбы против войск Каледина и Центральной рады. Провозглашение Советской власти на Украине
После формального оглашения войны 6 (19) декабря СНК образовал Южный революционный фронт по борьбе с контрреволюцией. Главнокомандующим войсками фронта был назначен В. А. Антонов-Овсеенко. В его непосредственном подчинении находился Революционный полевой штаб.
В течение нескольких дней советской стороной предпринимались попытки наладить контакты с украинским руководством и разъяснить свою позицию: советское правительство готово признать УНР и не вмешиваться в её самоопределение, но поддержка Центральной радой калединской контрреволюции, создание препятствий для продвижения советских войск на Дон абсолютно неприемлемы: «Соглашение… возможно только при условии категорического заявления Рады об её готовности немедленно отказаться от какой бы то ни было поддержки калединского мятежа и контрреволюционного заговора кадетской буржуазии». Советская сторона требовала обеспечить пропуск войск против Каледина и возвращение оружия разоружённым неукраинским частям. Украинское руководство продолжало настаивать на том, что мирное разрешение конфликта возможно лишь на следующих условиях: признание Совнаркомом УНР, установление федеративной связи между Украиной и Россией, невмешательство советского правительства во внутренние дела Украинской республики, немедленный пропуск всех украинских войск на Украину, выведение с территории Украины всех неукраинских частей. Вопрос о пропуске советских войск через украинскую территорию замалчивался или отводился на задний план.
8 (21) декабря в «Правде» были опубликованы переданные 6 (19) декабря через Украинский штаб условия Генерального секретариата и ответ на них Совета народных комиссаров. Публикация сопровождалась статьёй Сталина «Генеральный секретариат Рады и кадетско-калединская контрреволюция», в которой нарком писал о «неприлично вызывающем тоне Винниченко и Петлюры… их сомнительной позиции прямой поддержки Каледина и Родзянко против трудового народа России», напоминая, что «Советы вынесли всю тяжесть революции. Советы — оплот и надежда революции. Разоружать Советы — это значит предать революцию во имя торжества Калединых и Родзянок. Генеральный секретариат разоружил войска революционных Советов… как делали это Корнилов и Керенский… в угоду врагам революции. Генеральный секретариат не пропускает революционных войск против Каледина — в этом дело».
В тот же день в Харьков — ключевой железнодорожный узел в направлении юга России — прибыли эшелоны с красными отрядами под командованием Р. Ф. Сиверса и матроса Н. А. Ховрина — 1600 человек при 6 орудиях и 3 броневиках, а с 11 (24) декабря по 16 (29) декабря — ещё до пяти тысяч солдат из Петрограда, Москвы, Твери во главе с командующим Антоновым-Овсеенко и его заместителем, начальником штаба бывшим подполковником Русской армии М. А. Муравьёвым. Кроме того, в самом Харькове уже находились три тысячи красногвардейцев и пробольшевистски настроенных солдат старой армии.
11 (24) декабря Крыленко передавал из Ставки: «С Северного, Западного фронта, Юго-Западного двигается, что можно и что выдерживают перегруженные железные дороги. Приходится считаться с фактом крайнего ухудшения [транспорта] в силу конфликта с Радой. Операции против Каледина руководятся из Брянска Кудинским и направляются по направлению на Воронеж — Лиски и Харьков. Части того же отряда направлены на Бахмач и на Коростень. Рада обороняется с севера путём взрыва мостов и разборкой путей и на юго-запад — путём захвата железнодорожных узлов. Столкновения возможны в каждый момент. В украинских корпусах и дивизиях наших фронтов — напряженное состояние, определяющееся однако мало-помалу в нашу пользу. На южных фронтах… — более неопределённое в самих частях, выставленных против нас».
В ночь на 10 (23) декабря в Харькове прибывшие из России советские войска арестовали украинского коменданта города, члена Войсковой Украинской Рады, захватив броневики войск УНР и установив в городе двоевластие. Прибывший в Харьков Антонов-Овсеенко тем временем сосредоточился на подготовке к боевым действиям против сил Каледина. В отношении УНР проводилась политика пассивного противостояния. Украинские администраторы в Харькове были выпущены из-под ареста, в отношениях с местным украинским гарнизоном был установлен нейтралитет.
С прибытием советских войск в Харьков приехала и группа делегатов, покинувших Всеукраинский съезд Советов в Киеве (большевики, часть украинских левых эсеров и несколько украинских социал-демократов), к которым присоединились депутаты III Областного съезда Советов Донбасса и Криворожья (представители Донецко-Криворожского края, в большинстве своём большевики, поначалу не хотели даже признавать, что относятся к Украине, считая свой край исключительно частью России; но киевские «товарищи», пообещав Дон-Кривбассу автономию, убедили их пойти на провозглашение Советской Украины).
11−12 (24−25) декабря в Харькове в здании бывшего Дворянского собрания состоялся альтернативный киевскому 1-й Всеукраинский съезд Советов, который провозгласил Украину Республикой Советов (первоначальное официальное наименование — Украинская Народная Республика Советов рабочих, крестьянских, солдатских и казачьих депутатов), объявил «решительную борьбу гибельной для рабоче-крестьянских масс политике Центральной Рады», установил федеративные связи Советской Украины с Советской Россией, избрал большевистский Временный центральный исполнительный комитет Советов Украины, который, в свою очередь, принял на себя всю полноту власти на Украине и утвердил состав своего исполнительного органа — Народного секретариата. Это было первое правительство Советской Украины. Одним из первых декретов украинского советского правительства стал декрет об отмене запрета на вывоз хлеба с Украины в Россию, ранее объявленного Генеральным секретариатом (правительством Центральной рады). Вслед за этим было опубликовано постановление о недействительности вообще всех постановлений Генерального секретариата. В радиотелеграмме, направленной 15 (28) декабря из Харькова в Совнарком, говорилось, что ЦИК Советов Украины считает «непременной задачей… устранить вызванные прежней Радой столкновения… обратить все силы на создание полного единения украинской и великороссийской демократии». 19 декабря 1917 года (1 января 1918 года) года Совнарком признал Народный секретариат УНРC единственным законным правительством Украины.

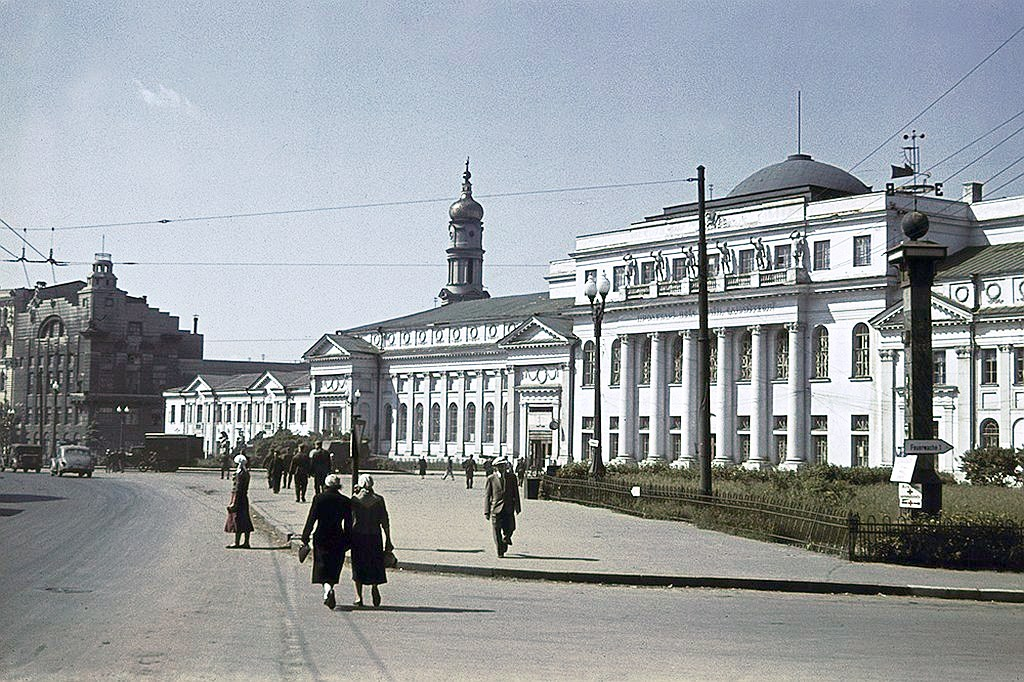
Дом дворянского собрания (здание ВУЦИК) в Харькове, в котором в декабре 1917 года была провозглашена советская власть на Украине. Разрушен в 1943 году.

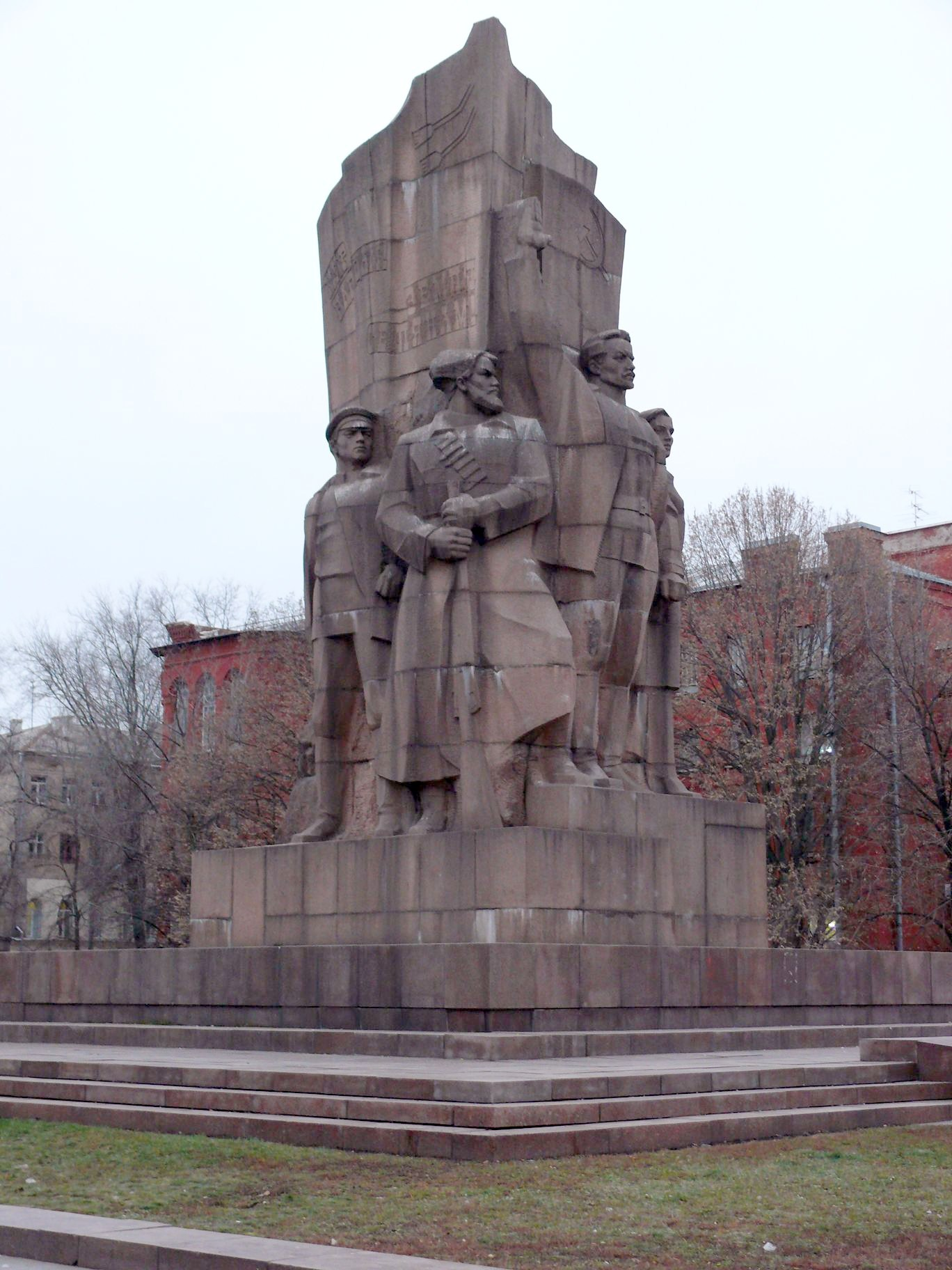
Монумент в честь провозглашения Советской власти на Украине, располагавшийся в Харькове на месте разрушенного в 1943 году здания ВУЦИК с 1967 по 2011 гг.

Ещё в первых числах декабря главком Крыленко обратился к фронтовикам с заявлением о том, что Совнарком будет бороться «за независимую Украинскую республику… где власть будет в руках Советов рабочих, солдатских и крестьянских депутатов». Крыленко приказал «…снять войска с фронта, захватить железнодорожные станции и разгромить контрреволюционное гнездо». По его приказу в Смоленской губернии и Белоруссии было разоружено до 6 тысяч солдат украинизированных частей, направлявшихся на Украину.
Помимо прочего, Совнарком был обеспокоен активной деятельностью Центральной Рады по формированию альтернативного общероссийского федерального центра власти, центра борьбы против Совнаркома, вплоть до вероятного переноса Всероссийского Учредительного собрания в Киев. Центральная Рада уже начала переговоры с Донским войсковым правительством, которое провозгласило Область Войска Донского независимой территорией. Ещё в конце ноября 1917 года Центральная Рада обратилась к правительствам казачьих автономий, к правительствам Молдавии, Башкирии, Крыма, Кавказа, Сибири, предлагая им вступить в переговоры о создании федерального центра новой Всероссийской Федеративной республики. В области внешней политики Центральная Рада заигрывала с дипломатией Антанты (причём французский консул в Киеве первым поспешил признать Украинскую Народную Республику), и вместе с тем завязывала связи с германской дипломатией.
Тем временем в руководстве УНР назревал конфликт. Премьер УНР В. К. Винниченко считал, что в конфликте с Совнаркомом виновен Петлюра и что его отставка позволит избежать войны. Винниченко выступал за замену профессиональной армии народной милицией, что ослабило бы позиции Петлюры, который настаивал на сохранении старой армии и создании регулярных воинских частей. В киевских газетах была опубликована статья Сталина «К украинцам тыла и фронта», в которой автор прямо указывал на Петлюру как на главного виновника конфликта между УНР и Советской Россией. Винниченко стал настаивать на немедленном разоружении казачьих эшелонов, проходящих через Украину. Петлюра отказывался, заявляя, что порывать связи с российскими казаками «нам не выгодно».

### Действия советских войск
Создание на Украине советского правительства обеспечивало Совнаркому свободу действий против правительства Центральной рады. Её лидеры, в свою очередь, ясно отдавали себе отчёт в том, что воевать придётся не столько с красногвардейскими отрядами Харькова, сколько с советскими войсками Антонова-Овсеенко, основную ударную силу которых составляли части регулярной русской армии, перешедшие на сторону большевиков, отряды революционных моряков и красногвардейцы промышленных центров Украины и России.
С 12 (25) декабря Петлюра начал переводить украинские части на восток Украины, чтобы взять под охрану важнейшие железнодорожные узлы Лозовую, Синельниково, Ясиноватую, Александровск в надежде сохранить под своим контролем коммуникации с Доном как возможным стратегическим союзником в войне против большевиков. Именно через Лозовую шли железнодорожные эшелоны с казачьими частями, возвращающимися с фронта. Узнав об этих передвижениях, командование Южной группы советских войск перешло к активным действиям. План советского командования, однако, на первых порах не предполагал широкой войны против УНР, похода на Киев и ликвидации Центральной рады. Речь шла об организации обороны на полтавском направлении, захвате узловых станций Лозовая и Синельниково, что обеспечивало блокаду железнодорожных коммуникаций в сторону Области Войска Донского и открывало путь на Донецкий бассейн, а также о немедленном вооружении рабочих Донбасса. Позднее к этому плану добавилась необходимость «…захвата Александровска как последнего узлового пункта, связывающего Раду с Калединым, и закрепления советской власти в Екатеринославе». В общем, этот план предусматривал образование заслона в сторону Украины и сосредоточение всех усилий против Дона. 17 (30) декабря отрядом Егорова (1360 чел. при 3 орудиях и 1 бронепоезде) была занята станция Лозовая, а затем Павлоград.
Антонов-Овсеенко передал командование войсками, дислоцированными на Украине, своему начальнику штаба Муравьёву, а сам возглавил борьбу против казачьих войск Дона.
На заседании правительства УНР 15 (28) декабря выяснилось, что Украина не готова дать отпор наступлению советских войск. Винниченко не верил в реальность начавшейся полномасштабной войны и предлагал потребовать от СНК прекратить военные действия и отозвать войска. Петлюра предлагал организовать немедленное наступление частей УНР на Харьков и создать небольшие мобильные части из оставшегося состава старых разложившихся дивизий для использования их по линии железных дорог — фактически речь шла о начавшейся «эшелонной» войне, предполагавшей быстрое продвижение войск в эшелонах по железным дорогам вглубь территории противника, при полном отсутствии линии фронта и без объявления войны.

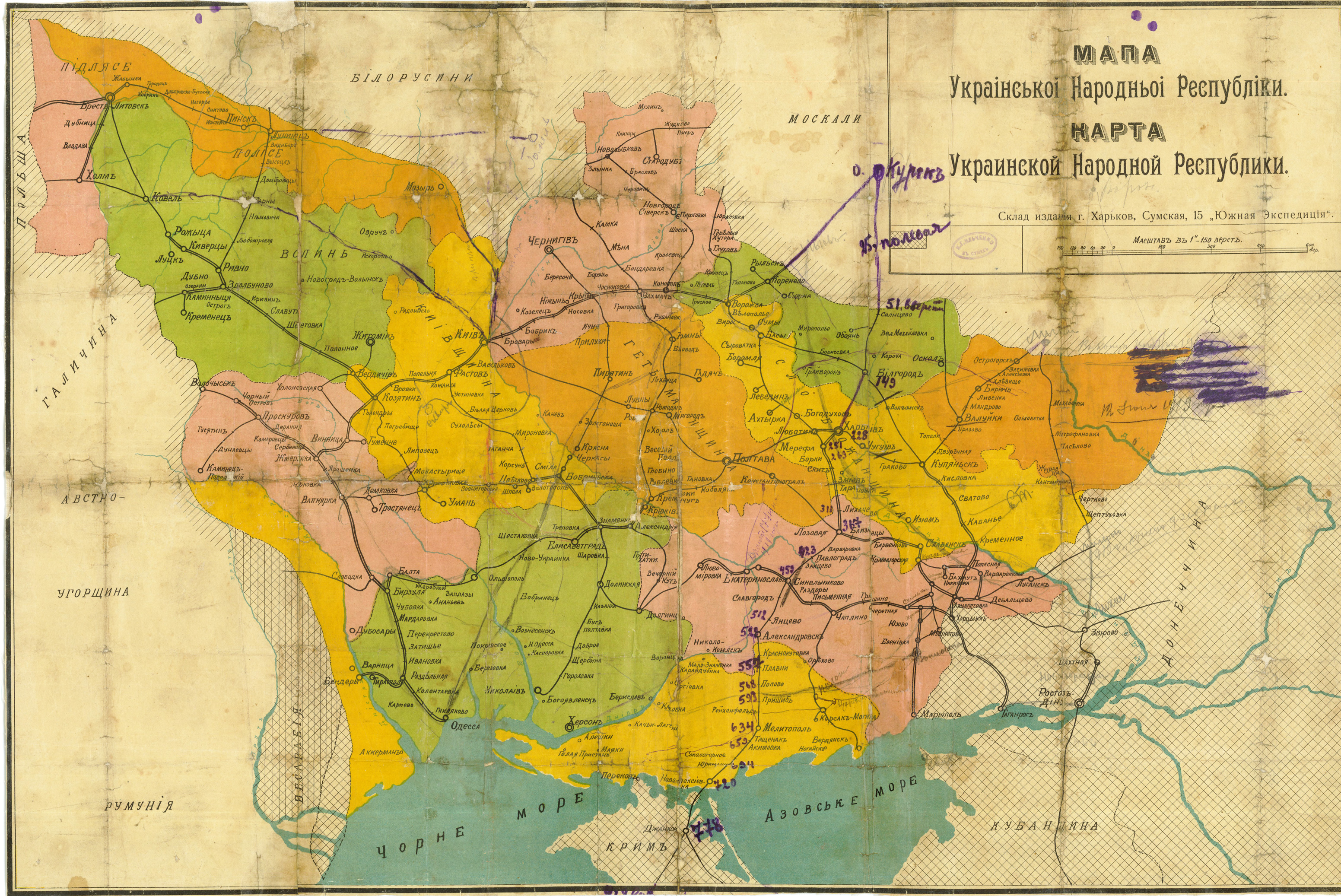
Украина на момент провозглашения Центральной радой независимости в январе 1918. Карта, изданная в Харькове, 1918 год

18 (31) декабря решением Генерального секретариата и Центральной рады Симон Петлюра был отправлен в отставку с поста военного министра и выведен из состава Генерального секретариата. Генеральным секретарём по военным делам был назначен Николай Порш — человек с экономическим образованием и абсолютно некомпетентный в военных делах. Тогда же Генеральный секретариат назначил полковника Юрия Капкана командующим всеми украинскими войсками для борьбы с большевиками, а 26 декабря (8 января) принял постановление о создании армии УНР на принципах добровольности и оплаты. 3 (16) января 1918 года был издан временный «Закон об образовании украинского народного войска», согласно которому украинизированные полки регулярной армии надлежало распустить, заменив их народной милицией. 4 (17) января Николай Порш отдал распоряжение о полной демобилизации армии, которое окончательно дезориентировало и деморализовало украинизированные части. При формировании новых боеспособных частей правительство УНР столкнулось с рядом проблем. Если в конце ноября — начале декабря 1917 года оно могло рассчитывать на чуть ли не 400 тыс. бойцов, то к концу декабря 1917 — январю 1918 года процессы разложения армии привели к тому, что против 12-тысячного большевистского войска, наступавшего на Киев, правительство УНР смогло выставить разрозненные части общей численностью около 15 тысяч бойцов.

## Начало Гражданской войны на территории Украины

### Распространение советской власти и наступление большевиков
В конце 1917 — начале 1918 годов формирующиеся советские войска свои основные боевые действия направили против донских антибольшевистских сил генерала А. М. Каледина. Этот вооружённый конфликт затронул также территорию Украины: часть советских войск наступала через Харьков в сторону Донецкого бассейна, установив заслон по линии железнодорожных станций Ворожба — Люботин — Павлоград — Синельниково. Как писали в своей работе Н. Е. Какурин и И. И. Вацетис, «близость советских войск дала на Украине толчок выступлению сил, враждебных Центральной раде, власть которой была свергнута во многих промышленных и портовых центрах Украины».
26 декабря 1917 (8 января 1918) при поддержке красногвардейцев под командованием П. В. Егорова советская власть была установлена в Екатеринославе. 26−27 декабря 1917 года (8−9 января 1918 года) войска Антонова-Овсеенко захватили крупнейшие промышленные центры Луганск и Мариуполь. В ночь на 28 декабря 1917 года (10 января 1918 года) в Харькове местные красногвардейские формирования неожиданно разоружили два полка УНР (2700 штыков). Разоружённые солдаты УНР были распущены по домам, а 300 солдат, которые пожелали примкнуть к социалистической революции, были зачислены в штат советской армии как самостоятельное подразделение — полк «червонного казачества». К 2 (15) января был занят Александровск, что позволило установить связь с Крымом, а силы большевиков расположились для дальнейших действий в направлении Мариуполь — Таганрог — Ростов. 18 (31) января после успешного вооружённого восстания ЦИК Румчерода избрал Совет народных комиссаров Одесской советской республики, который признал высшую власть в лице Совнаркома Советской России.
Провозглашение советской власти в Харькове и занятие большевиками ряда промышленных центров на территории Восточной и Южной Украины при сохранении в Киеве Центральной рады, декларировавшей самостоятельность Украины, неизбежно вело к переходу борьбы за власть на Украине между большевиками и Центральной радой в острую фазу. 4 (17) января советское правительство Украины официально объявило войну Центральной раде. 5 (18) января Антонов-Овсеенко издал директиву об общем наступлении советских войск против Центральной рады. Главный удар решено было нанести от Харькова на Полтаву при дальнейшем движении на Киев совместно с большевизированными частями бывшей Русской армии, которые угрожали Киеву с разных сторон, в том числе частями распавшегося Юго-Западного фронта. Общее руководство операцией было возложено на начальника штаба Южной группы войск М. А. Муравьёва.
Как говорилось выше, 4 (17) января секретарь по военным делам УНР Николай Порш отдал распоряжение о полной демобилизации армии (для будущего перехода к милиционной системе), что окончательно дезориентировало и деморализовало украинизированные части. К тому же в ночь с 4 на 5 января в Киеве проводилась крупномасштабная военная акция — разоружение частями УНР рабочих-красногвардейцев киевских заводов, в ходе которой были изъяты тысячи винтовок и десятки пулемётов, арестовано более 200 активистов, захвачена типография газеты большевиков «Пролетарская мысль». Для обеспечения этой акции части двух украинских полков в количестве 1800 штыков были вызваны из Полтавы в Киев. В самой Полтаве осталось не более 600 штыков, подчинявшихся УНР. Поэтому, когда 6 (19) января войска Муравьёва, выгрузившись на полтавском вокзале, неожиданно ворвались в город, им не было оказано реального сопротивления. В Полтаве армии Муравьёва и Егорова объединились для похода на Киев.
9 (22) января перед лицом разворачивающегося наступления советских войск Малая Рада провозгласила самостоятельность Украинской Народной Республики, поручив новому правительству УНР — Совету народных министров — начать самостоятельные мирные переговоры с государствами австро-германского блока (см. ниже).
12 (25) января Центральная рада направила под Полтаву части Гайдамацкого коша Слободской Украины, сформированного в декабре Симоном Петлюрой. 12−13 (25−26) января между украинскими и советскими войсками произошли ожесточённые бои за населённые пункты по линии железной дороги Полтава — Киев. Другая группа советских войск под командованием А. А. Знаменского и С. Кудинского 13−14 (26−27) января заняла Сумы и Конотоп, направив главный удар на Бахмач.

### Январское восстание 1918 года в Киеве

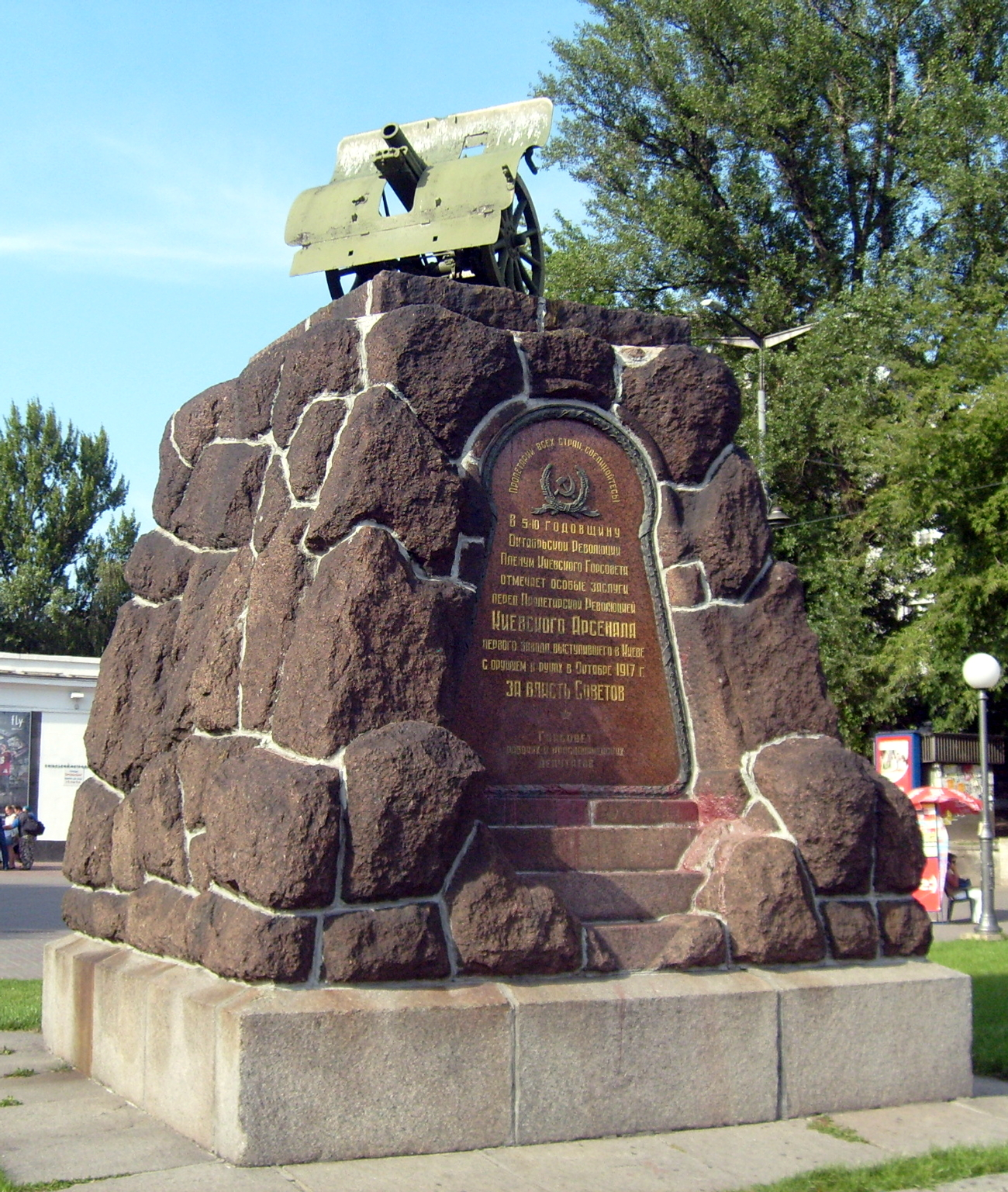
Памятник участникам Январского восстания, Киев, район завода «Арсенал»

В это время киевские большевики проводили подготовку к вооружённому восстанию с целью свержения Центральной рады. Восстание началось в 3 часа ночи 16 (29) января выступлением на заводе «Арсенал». К нему присоединились рабочие других предприятий города, часть солдат из Богдановского, Шевченковского полков и полка имени Сагайдачного. На следующий день повстанцами был занят центр Киева, в городе началась всеобщая забастовка, прекратили работу водопровод, электростанция, городской транспорт. В защиту Центральной рады выступили отдельные подразделения Богдановского, Полуботковского, Богунского полков, а также Галицко-Буковинский курень сечевых стрельцов и Вольное казачество. Между тем, большинство войск киевского гарнизона сохраняли нейтралитет: в Киеве в это время находилось до 20 тысяч солдат и офицеров бывшей Русской армии, которые остались сторонними наблюдателями.
19 января (1 февраля) в Киев прорвались части Гайдамацкого коша Слободской Украины под командованием Симона Петлюры, отозванного с фронта для подавления восстания, и Гордиенковский полк с Северного фронта под командованием полковника Всеволода Петрова. 20 января (2 февраля) восставшие были вынуждены отступить на территорию завода «Арсенал». Завод был окружён войсками Центральной рады, подвергся артиллерийскому обстрелу и 22 января (4 февраля) был взят в результате кровопролитного штурма. Восстание было подавлено.

### Наступление войск Муравьёва на Киев
Муравьёв, наступавший на главном направлении Полтава — Киев, располагал армией численностью около семи тысяч штыков, 26 пушками, 3 броневиками и 2 бронепоездами. Наступление главной колонны Муравьёва поддерживали следовавшие за ним в эшелонах малочисленные «армии» П. В. Егорова от станции Лозовая и А. А. Знаменского (Московский отряд особого назначения) от станции Ворожба.
14 (27) января Муравьёв атаковал станцию Бахмач. Как пишет украинский историк Сергей Литвин, «оборона Бахмача является одной из героических и малоизвестных страниц в истории освободительной борьбы украинского народа». Бой за Бахмач задержал наступление Муравьёва на 2 дня. Украинские войска отступили по железной дороге в направлении Нежина до станции Круты, где получили из Киева подкрепления, преимущественно из числа гимназистов и студентов. Именно здесь 16 (29) января состоялся бой под Крутами, получивший широкую известность в украинской историографии. Бой завершился разгромом украинских частей и дальнейшим наступлением большевистских войск на Киев.
Военные специалисты Какурин и Вацетис пишут, что надёжные войска, которыми Украинская рада располагала для обороны Киева, насчитывали не более 1200 человек, тогда как остальные сохраняли нейтралитет либо проявляли враждебность Раде. 22 января (4 февраля), в день подавления большевистского восстания в Киеве, советские войска подошли к городу и закрепились в Дарнице, после чего начали артиллерийский обстрел города, причём Муравьёв отдал приказ использовать химические снаряды. После пятидневных городских боев и ожесточённой бомбардировки 27 января (9 февраля) Киев был взят, а накануне, в ночь с 25 на 26 января (7-8 февраля), украинское правительство и остатки войск УНР ушли из Киева по Житомирскому шоссе. Войска Муравьёва и другие революционные отряды не смогли перехватить отступающих.
Как пишут историки Семененко и Радченко, захватив Киев, войска Муравьева организовали в городе «красный террор», в результате которого в течение трёх суток погибли 2587 киевлян, в основном офицеров, юнкеров и зажиточных граждан.

### Одесская советская республика
2-й фронтовой и областной съезд Советов, состоявшийся в Одессе 10—23 декабря 1917 (23 декабря 1917 — 5 января 1918), признал Советскую власть и избрал новый состав Румчерода с преобладанием большевиков и левых эсеров. Румчерод провозгласил себя высшей властью в Юго-западной области (Бессарабия и Херсонская губерния) и на Румынском фронте, взял на себя руководство всеми революционными армейскими частями фронта.
13 (26) января в Одессе началось восстание. Восставшие — отряды Красной гвардии и пробольшевистски настроенных солдат — в течение нескольких дней вели бои против гайдамацких частей УНР и юнкеров. Перелом наступил 16 (29) января, когда на стороне Военно-революционного комитета Румчерода в бой вступили корабли Черноморского флота, начавшие обстрел позиций гайдамаков и юнкеров, а также революционные матросские отряды. 18 (31) января ЦИК Румчерода избрал Совет народных комиссаров Одесской советской республики, который признал высшую власть в лице Совнаркома Советской России.
Одесская советская республика была провозглашена на территории Херсонской и Бессарабской губерний, но реальная власть этой республики распространялась лишь на Одессу, Одесский, Ананьевский и Тираспольский уезды. Румынские войска продолжали ползучую аннексию Буджака — Южной Бессарабии.
14 февраля М. А. Муравьев был назначен командующим фронтом, действовавшим против румынских войск в Бессарабии и Приднестровье. Совнарком Советской России поставил перед ним задачу не только не допустить румынские войска в Приднестровье, к Одессе, но и захватить всю Бессарабию, вернув её под власть Советской России.
20 февраля Муравьёв начал наступление под Бендерами и к 2 марта разгромил румын, сорвав их попытки закрепиться в Приднестровье. Под влиянием военных неудач румынское командование предложило перемирие. В результате мирных переговоров был подписан совместный протокол о прекращении советско-румынского вооружённого конфликта, по которому Румыния обязалась в течение двух месяцев вывести свои войска из Бессарабии и не предпринимать никаких военных и враждебных действий в отношении РСФСР. Румынские власти, однако, понимали, что австро-германские войска, приступившие 18-25 февраля к оккупации территории Украины и уже занявшие Киев и Винницу, со дня на день будут в Одессе. Поэтому уже 9 марта Румыния, нарушив достигнутые договорённости, захватила Аккерман, завершив этим захват Южной Бессарабии, а через несколько дней аннулировала подписанные документы.
5-7 марта советские войска пытались противостоять наступлению австро-венгерских войск вдоль линии Юго-Западной железной дороги, однако уже 11 марта оставили оборонительные позиции в 10 км от города и бежали в Одессу. 12 марта городская дума взяла на себя власть в Одессе и договорилась с австрийским командованием о беспрепятственной эвакуации красных армий. 13 марта части австрийских войск без боя заняли город. Одесская республика прекратила существование. Советские органы были эвакуированы в Севастополь вместе с архивами, ценностями и военным имуществом.

### Переговоры Украины с Центральными державами в Бресте
22 декабря 1917 года (4 января 1918 года) германский канцлер Г. фон Гертлинг сообщил в своём выступлении в Рейхстаге, что в Брест-Литовск прибыла делегация Украинской Центральной рады во главе со Всеволодом Голубовичем. Германия согласилась начать сепаратные переговоры с украинской делегацией, надеясь использовать это как рычаг и против Советской России, и против своего союзника — Австро-Венгрии. Украинские дипломаты, которые вели предварительные переговоры с немецким генералом М. Гофманом, начальником штаба германских армий на Восточном фронте, вначале заявляли о претензиях на присоединение к Украине Холмщины (входившей в состав Польши, оккупированной в ходе военных действий немецкими войсками), а также австро-венгерских этнически украинских территорий — Буковины и Восточной Галиции. Гофман, однако, настоял на том, чтобы они снизили свои требования и ограничились одной Холмщиной, согласившись на то, чтобы Буковина и Восточная Галиция вошли в коронную территорию под владычеством Габсбургов. Именно эти требования украинская делегация отстаивала в своих дальнейших переговорах с австро-венгерской делегацией.
30 декабря 1917 года (12 января 1918 года) министр иностранных дел Австро-Венгрии граф Оттокар Чернин заявил от лица Четверного союза о формальном признании делегации УНР самостоятельной делегацией и полномочным представителем «самостоятельной Украинской Народной Рады», но отказался обсуждать на мирных переговорах вопросы Галиции, Буковины и Закарпатья, рассматривая их как внутреннее дело Габсбургской монархии. В то же время представители Центральных держав признали, что Холмщина и Подляшье должны будут войти в состав УНР.

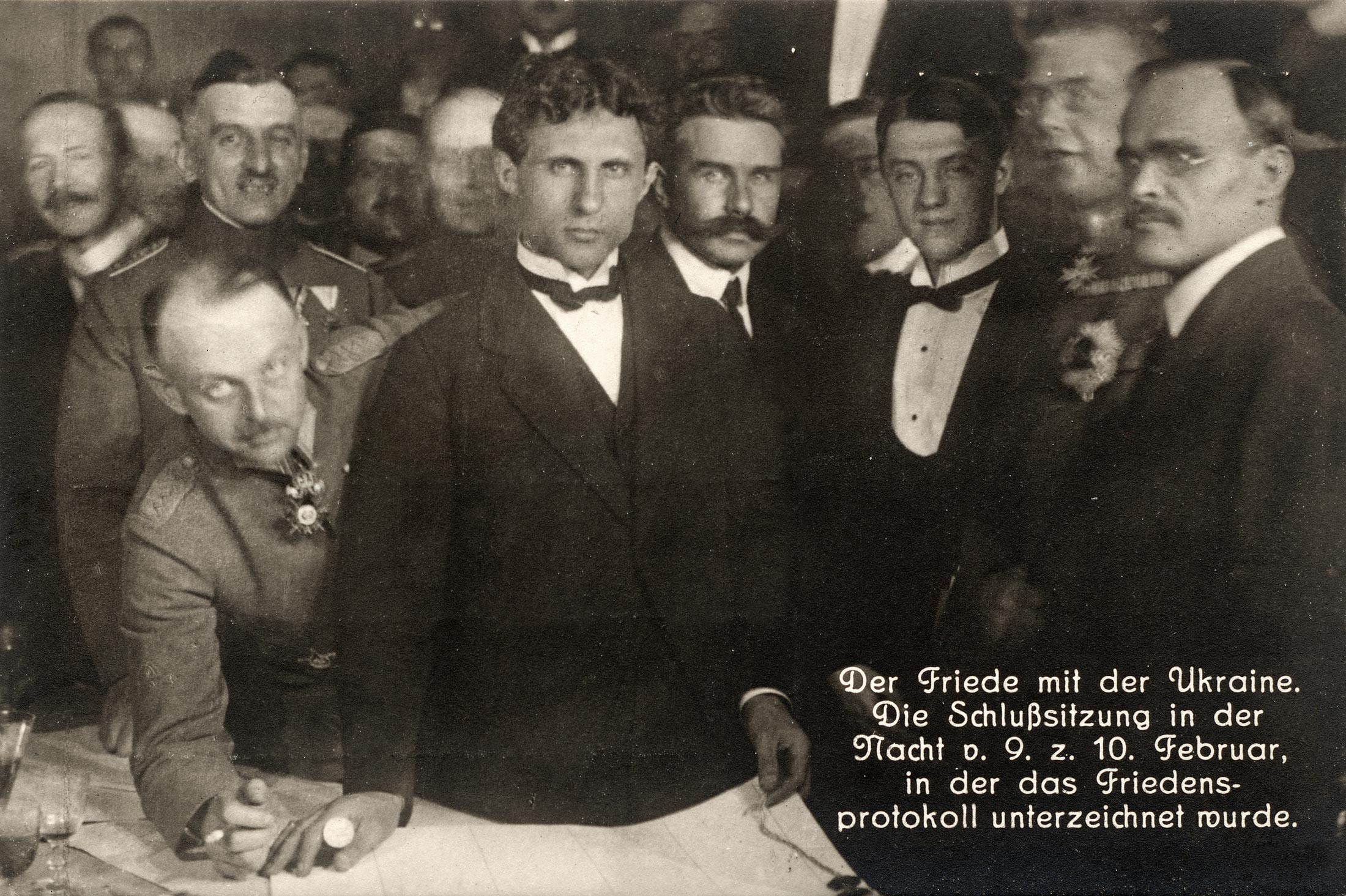
Подписание мирного договора между УНР и Центральными державами 27 января (9 февраля) 1918 года

Вернувшись 7 (20) января 1918 года в Киев, Всеволод Голубович убеждал Центральную раду в необходимости провозгласить независимость и пойти на немедленный мир с германским блоком. Он заверял, что немецко-австрийский альянс отдаст независимой Украине часть оккупированной немецкими войсками Волыни, районы Холмщины и Подляшья, решит болезненный вопрос принадлежности Галичины, окажет финансовую, дипломатическую и военную поддержку УНР. Часть политиков Центральной рады склонялись к провозглашению полной независимости УНР как к мере вынужденной, которая способна остановить наступление советских войск. В то же время с провозглашением независимости появлялась надежда разыграть карту неучастия независимой Украины в мировой войне, заявив, что «независимая Украина войны в 1914 году не объявляла и поэтому не будет её продолжать».
В ночь на 9 (22) января 1918 года Центральная рада под давлением фракции украинских эсеров приняла IV Универсал, которым УНР провозглашалась «самостоятельным, ни от кого не зависимым, свободным, суверенным государством украинского народа». Одним из положений IV Универсала новому правительству УНР — Совету народных министров — предписывалось в первоочередном порядке «с этого дня вести уже начатые им переговоры о мире с Центральными державами совершенно самостоятельно и довести их до конца, невзирая ни на какие препоны со стороны каких-либо других частей бывшей Российской империи, и установить мир…».
18 (31) января 1918 года в Киеве произошли серьёзные политические изменения. Премьер-министр Винниченко распустил социал-демократический Совет министров, предоставив одному из лидеров эсеров Всеволоду Голубовичу формировать новый кабинет. В Брест-Литовск отправилась новая украинская делегация, которую на этот раз возглавил Александр Севрюк.
22 января (4 февраля) 1918 года Девятый общий съезд Центральной Рады предоставил Совету народных министров право подписать договор.
27 января (9 февраля) 1918 года германская и австро-венгерская делегации подписали сепаратный мирный договор с делегацией Центральной рады. В обмен на военную помощь в вытеснении советских сил с территории Украины УНР обязалась поставить Германии и Австро-Венгрии до 31 июля 1918 года миллион тонн зерна, 400 млн яиц, до 50 тыс. тонн мяса рогатого скота, сало, сахар, пеньку, марганцевую руду и пр. Австро-Венгрия также взяла на себя обязательство создать автономную Украинскую область в Восточной Галиции.

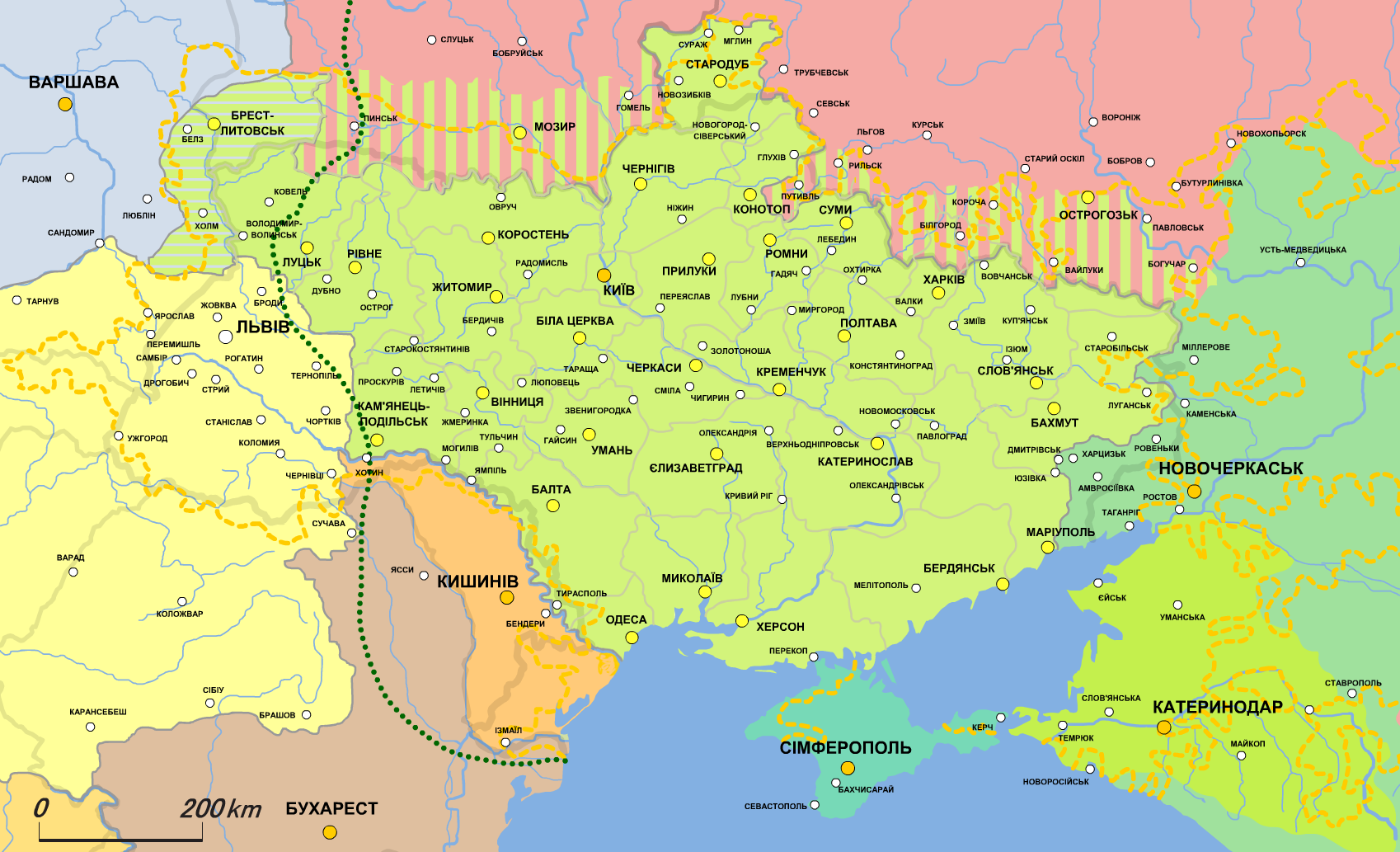
Украинская Народная Республика в границах, признанных Центральными державами
Границы УНР по договору
Спорные территории
Границы проживания украинцев
Границы продвижения немцев осенью 1917
Подляшье, передаваемое УНР
Советская Россия
Донское краевое правительство
Кубанское краевое правительство
Крымско-татарское правительство
Австро-Венгерская империя
Польский регентский совет
Румынское королевство
Молдавская народная республика
Сербия

Границы между УНР и Австро-Венгрией по этому договору совпадали с довоенными между Российской империей и Австро-Венгрией, а в пределах предполагаемой Польши их должна была окончательно признать совместная комиссия на основании «этнографических отношений и с учётом желаний населения». Стороны высказали желание жить в мире и дружбе, отказались от взаимных претензий на возмещение убытков, причинённых войной, обязались восстановить экономические отношения, произвести обмен военнопленными и излишками сельскохозяйственных и промышленных товаров. Также была подписана секретная декларация об объединении Восточной Галиции и Северной Буковины в отдельную коронную территорию.
Тем временем отступление сил УНР продолжилось в направлении Житомира, где находился командующий Юго-Западным украинским фронтом прапорщик Кудря с подчинёнными ему войсками. В этом же районе, однако, находилась нейтральная чехословацкая дивизия, сформированная в составе российской армии в основном из пленных чехов и словаков — бывших военнослужащих австро-венгерской армии, выразивших желание участвовать в войне против Германии и Австро-Венгрии. На основании декрета французского правительства от 19 декабря 1917 года об организации автономной Чехословацкой армии во Франции чехословацкие части в России были формально подчинены французскому командованию и получили указание об отправке во Францию. Командование дивизии, узнав о союзе УНР с Германией, стало проявлять враждебность к украинским частям. Уже 30 января (12 февраля) было решено отойти главными силами из Житомира на северо-запад, в глухое Полесье, рассчитывая на помощь частей Польского корпуса, восставшего против большевиков в Белоруссии, под Мозырем. Отряд Петлюры направился в Овруч и Новоград-Волынский, а Центральная рада и «Сечевой курень» отбыли далее на запад, в Сарны, к самому германо-украинскому фронту. Деятели Рады надеялись продержаться здесь до вступления на украинскую территорию немецких войск.

## Оккупация Украины германо-австрийскими войсками
31 января (13 февраля) 1918 года в Бресте делегация УНР, по тайному решению нескольких украинских эсеров из Совета министров, обратилась с меморандумом к Германии и Австро-Венгрии с просьбой о помощи УНР против советских войск, что стало логическим продолжением подписанного несколькими днями ранее мирного договора. Хотя военная конвенция между УНР, Германией и Австро-Венгрией, ставшая правовой основой для вступления австро-германских войск на территорию Украины, была официально оформлена позднее, германское командование в тот же день дало свое предварительное согласие на вступление в войну против большевиков и начало активно готовиться к походу на Украину.

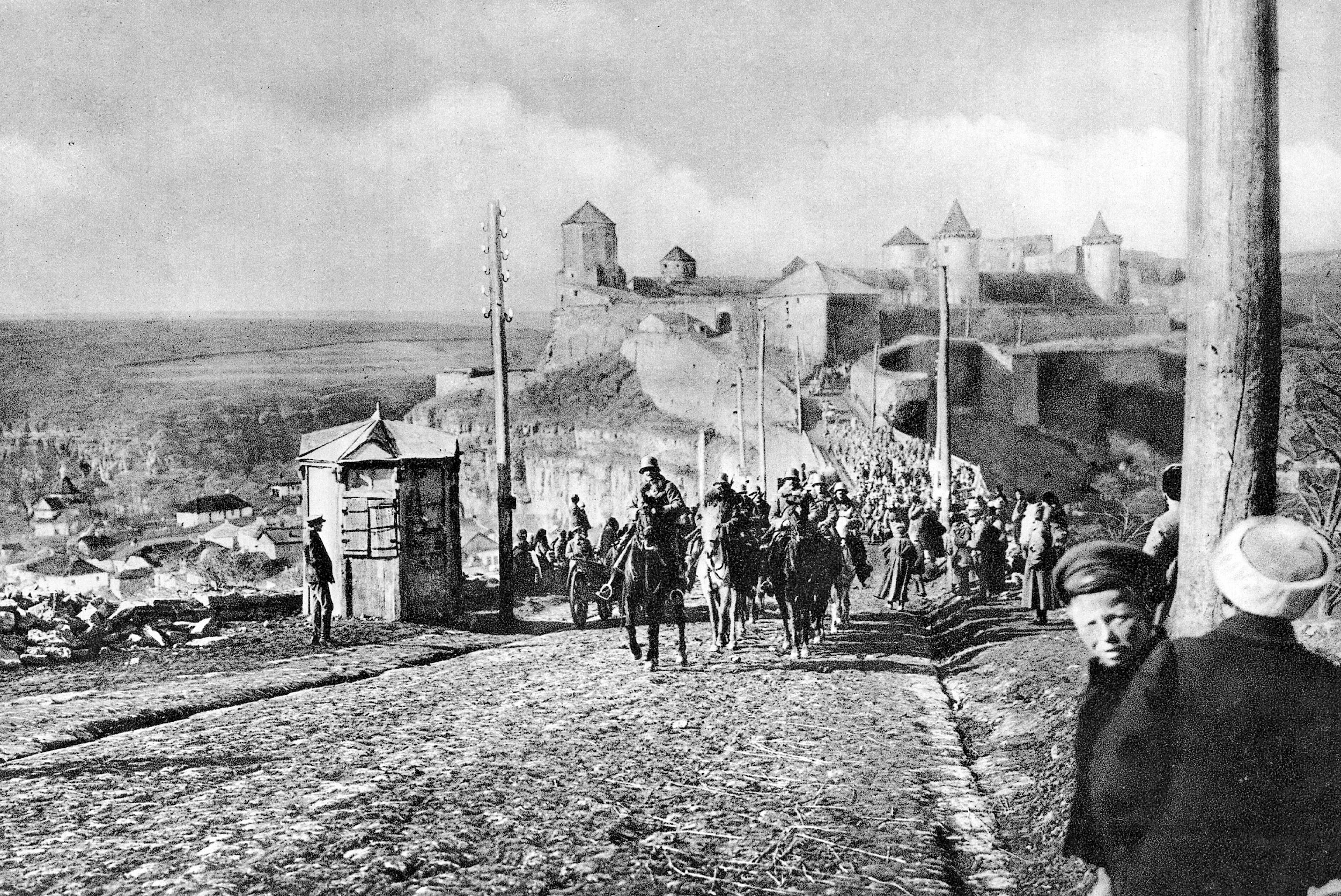
Части австро-венгерской армии входят в Каменец-Подольский после подписания мира, февраль 1918 года

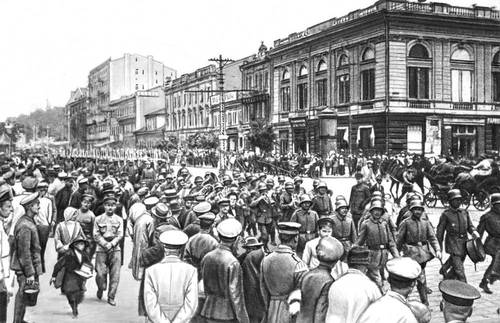
Вступление в Киев германских войск, 3 марта 1918 года

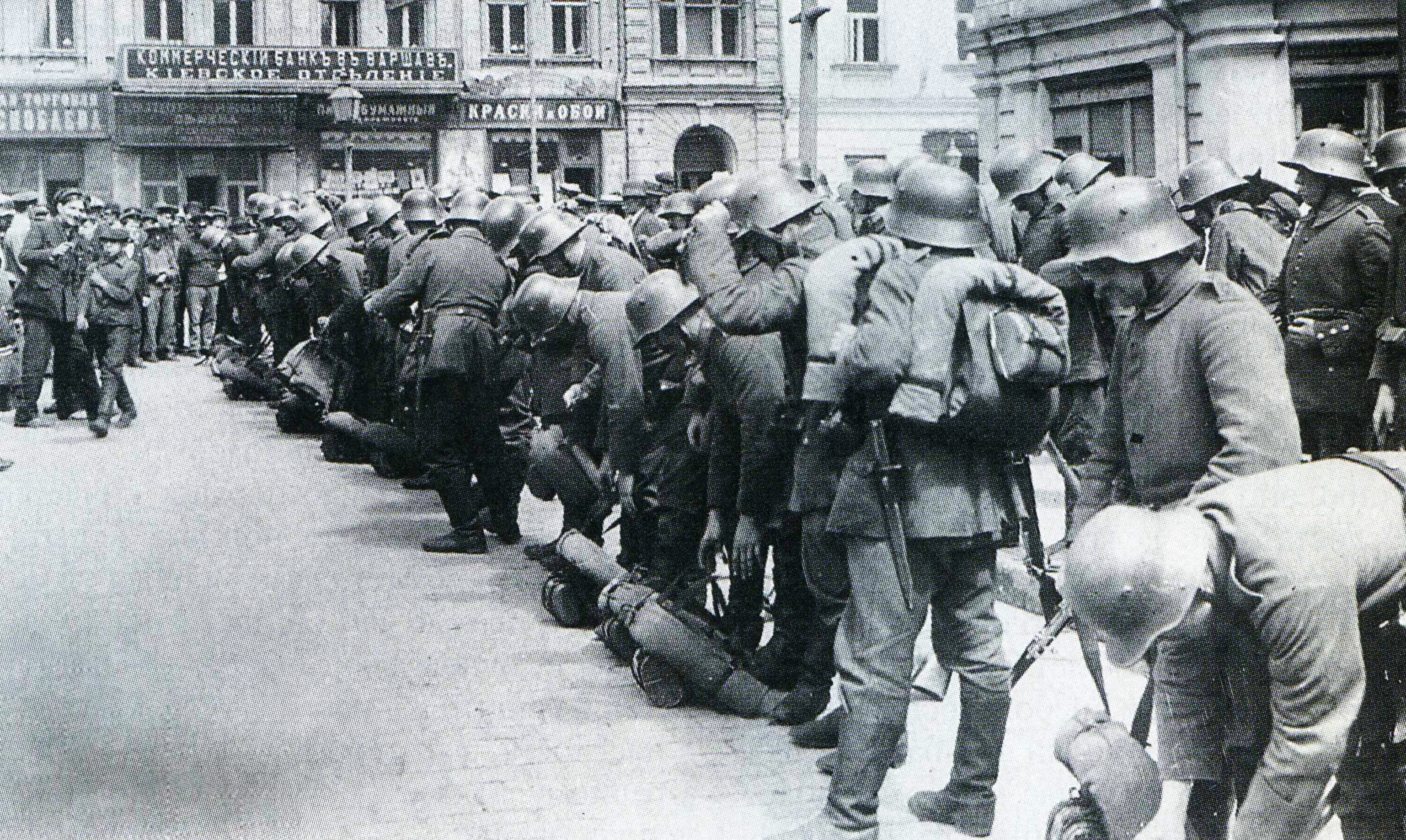
Германские войска под командованием генерала Эйхгорна осваиваются в занятом ими Киеве. Март 1918 года

Начиная с 5 (18) февраля 1918 года немецкие и австро-венгерские части общей численностью более 230 тысяч человек (29 пехотных и четыре с половиной кавалерийские дивизии) стали переходить украинский участок линии Восточного фронта и продвигаться вглубь Украины, не встречая значительного сопротивления со стороны фронтовых частей бывшей российской армии или советских войск. Фронтовые части были полностью разложены мирной пропагандой как большевиков, так и Центральной рады. Единственной боеспособной советской частью к западу от Киева был отряд Киквидзе. 6 (19) февраля немецкие войска вошли в Луцк и Ровно, 8 (21) февраля — в Новоград-Волынский. Австро-венгерские войска вторглись в пределы УНР 12 (25) февраля, перейдя приграничные реки Збруч и Днестр, и с ходу заняли города Каменец-Подольский и Хотин. Австрийские войска, наступая на одесском направлении — вдоль железной дороги Львов— Тернополь — Жмеринка — Вапнярка, быстро оккупировали Подолье. Малочисленные войска армии УНР, хотя и шли в авангарде, полностью зависели от решений немецкого командования. Украинскому командованию нужно было обязательно согласовать с ним все свои военные операции и тактические действия.
Правобережная Украина вернулась под контроль УНР практически без боя. Зная, что немцы готовят торжественное вступление в Киев, атаман Гайдамацкого коша Петлюра потребовал от украинского командования дать гайдамакам возможность первыми войти в Киев. 1 марта передовые отряды армии УНР — гайдамаков, сечевых стрельцов и запорожцев — вступили на западные окраины Киева. На следующий день Петлюра устроил парад на Софийской площади Киева. На следующий день в Киев прибыли немецкие войска, правительство УНР. Вступление гайдамаков Петлюры в столицу и их несанкционированный парад вывели руководство Рады и немцев из себя (Петлюра считался сторонником Антанты). Премьер-министр Всеволод Голубович добился полного удаления от войска Петлюры, этого «…авантюриста, пользующегося большой популярностью». Петлюра был освобождён от командования гайдамаками и до середины ноября 1918 года оставался частным лицом, вне армии и большой политики.
С Советской Россией Четверной союз подписал мирный договор 3 марта 1918 года. Российская сторона обязалась немедленно подписать мир с УНР, признать мирный договор, подписанный Центральными державами с УНР, вывести свои войска с украинской территории, а также прекратить любую агитацию и пропаганду против правительства или государственных учреждений УНР.
Вступившие на территорию Украины немецкие и австро-венгерские войска постепенно продвигались в восточном и южном направлениях, не встречая значительного сопротивления со стороны советских войск. К концу апреля вся территория УНР оказалась под контролем немецкой и австро-венгерской армий. Генерал фон Эйхгорн возглавил администрацию большинства оккупированных областей Украины, за исключением частей Волынской, Подольской, Херсонской и Екатеринославской губерний, переданных под управление австро-венгерской администрации.
В Харьков, занятый немцами 7-8 апреля, вместе с ними вступил Запорожский корпус под командованием полковника УНР П. Болбочана.
1 марта находившиеся в Житомире члены Центральной рады приняли ряд законов: в УНР вводился григорианский календарь, вводилась национальная денежная единица — гривна, был определён государственный герб УНР — «трезубец со времён Владимира Великого», был принят закон о гражданстве УНР.

### Возвращение Центральной рады
9 марта в Киев вернулись Совет народных министров и Центральная рада. В столице их встретили сдержанно. Киевляне, пережив ужас «красного террора» во время пребывания в городе войска Муравьёва, не знали, чего ждать от немцев и австрийцев, и всю ответственность за приход оккупационных войск возлагали на Центральную раду.
Как отмечают историки Семененко и Радченко, после возврата Центральная рада сразу втянулась в тяжелейший политический кризис. 12 марта правительство подало в отставку. Новый состав Совета народных министров (правительства) не улучшил ситуации, потому что он подбирался по партийному, а не профессиональному признаку, и «компетентных специалистов в нём насчитывалось не более трёх». К концу марта германское и австро-венгерское командование и дипломаты убедились в бесперспективности сотрудничества с Радой.

### Дроздовский поход

Части походной колонны полковника Дроздовского в Херсонской губернии, весна 1918 года

После заключения мира некоторые сохранившие на Румынском фронте боеспособность части бывшей Русской императорской армии, организованные в Кишинёве и Яссах полковником Михаилом Дроздовским в Первую отдельную бригаду русских добровольцев численностью свыше 1000 человек, к которой позднее присоединился вышедший из Измаила отряд полковника Михаила Жебрак-Русановича, осуществили с 26 ферваля (11 марта) по 24 апреля (7 мая) 1918 года военный переход по территории южной Украины на Дон для соединения с Добровольческой армией генерала Корнилова и совместной борьбы против советской власти. Переход, получивший название Дроздовского похода, стал одним из наиболее значительных (наряду с «Ледяным походом») эпизодов в истории формирования Белого движения на Юге России, а отряд существенно пополнил состав Добровольческой армии. В ходе продвижения отряда им был занят ряд городов южной Украины, таких как Каховка, Мелитополь, Бердянск, Мариуполь. После прохождения отряда эти города были заняты оккупационными войсками Центральных держав.

### Донецко-Криворожская республика. Украинская советская республика
30 января (12 февраля) 1918 года 4-й областной съезд Советов рабочих депутатов Донецкого и Криворожского бассейнов, прошедший в Харькове, принял решение о создании Донецко-Криворожской республики (ДКР). 14 февраля был сформирован Совет народных комиссаров республики, председателем которого был избран большевистский революционер Артём (Ф. А. Сергеев).

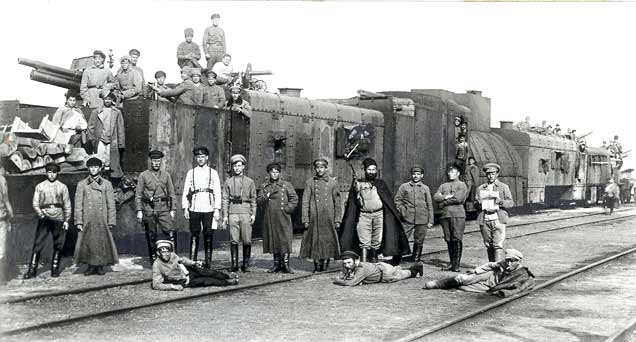
Вооружённые силы Донецко-Криворожской республики, бронепоезд «Гром», Енакиево, начало 1918 года

19 марта в Екатеринославе состоялся 2-й Всеукраинский съезд Советов. Съезд постановил объединить все советские образования на территории Украины в единую Украинскую советскую республику для создания единого фронта против наступления войск Центральных держав.
Началось сведение красногвардейских отрядов, отрядов бывшей Русской армии, воинских частей и отрядов советских республик в пять армий численностью по 3-3,5 тысячи человек. По сути, эти армии представляли собой бригады с ограниченными возможностями.
- 1-я армия, командующий войсками армии Асеев, затем П. В. Егоров, на левом фланге фронта, на одесском направлении.
- 2-я армия, командующий войсками армии Е. М. Венедиктов, на левом фланге фронта, на одесском направлении.
- 3-я армия, командующий войсками армии П. С. Лазарев, на левом фланге фронта, на одесском направлении.
- 4-я армия, командующий войсками армии В. И. Киквидзе, вблизи г. Полтавы.
- 5-я армия, командующий войсками армии Р. Ф. Сиверс, в районе г. Бахмач, г. Конотоп.[51]

Вооружённые силы ДКР организовали на территории Юго-Восточной Украины некоторое сопротивление наступающим германским и австро-венгерским войскам. После взятия Харькова немцами правительство Донецко-Криворожской республики переехало в Луганск, ставший временно новой столицей республики, а затем 28 апреля 1918 года эвакуировалось за Дон.
21 марта новоизбранный ЦИК советов Украины переехал в Таганрог. 18 апреля большевики на сессии комитета ликвидировали Народный секретариат и создали Бюро для руководства повстанческой борьбой, так называемую «девятку».

### Оккупация территории Украины и смена украинской власти
К началу мая 1918 года вся территория Украины оказалась оккупирована войсками Центральных держав.
С восстановлением на территории Украины власти Центральной рады здесь активизировались контрреволюционные силы. Так, в Киеве возникла правая политическая организация «Украинская народная громада», объединившая в своих рядах крупных землевладельцев и бывших военных. Значительную часть членов УНГ составили старшины (офицеры) 1-го Украинского корпуса и казаки Вольного казачества, а возглавил её Павел Скоропадский — бывший генерал-лейтенант Русской императорской армии, флигель-адъютант Николая II. УНГ установила тесные отношения с Украинской демократическо-хлеборобской партией, Союзом земельных собственников. Руководство УНГ поставило перед собой задачу добиться смены правительственного курса.
Политика радикальных реформ Центральной рады привела к обострению аграрных противоречий на Украине. Ещё в январе 1918 года Центральная рада приняла земельный закон, в основу которого заложила принцип обобществления земли. Этот закон не способствовал стабилизации политической ситуации в стране, так как не только распалял революционные страсти среди беднейшего крестьянства, подталкивая его к погромам помещичьих имений, но и настраивал крупных землевладельцев и зажиточных крестьян против власти. Командование германских и австро-венгерских войск, декларируя невмешательство во внутренние дела УНР, было разочаровано неспособностью правительства обеспечить вывоз продовольствия в Германию и Австро-Венгрию. Их более не удовлетворяла деятельность находящейся в политическом кризисе Центральной рады.
В середине апреля германские представители вели переговоры с крупным собственником и меценатом Евгением Чикаленко, предлагая ему пост гетмана Украины. Аналогичные предложения поступали украинскому общественному деятелю Николаю Михновскому, рассматривалась также кандидатура принца Вильгельма Габсбурга (Василия Вышиваного). Окончательный выбор, однако, был остановлен на Павле Скоропадском.
23 апреля трёхсторонняя комиссия подготовила хозяйственный договор между УНР и Германией и Австро-Венгрией. УНР обязалась поставить Центральным державам 60 млн пудов зерна, 400 млн штук яиц, другую сельскохозяйственную продукцию. 24 апреля генерал В. Грёнер встретился с делегацией «Украинской народной громады». Стороны достигли взаимопонимания в вопросе смены правительства. 25 апреля по приказу фельдмаршала Г. Эйхгорна в УНР были введены немецкие военно-полевые суды. 26 апреля Центральная рада выразила протест против этого решения. 28 апреля германские военные разогнали Центральную раду. Группа основных министров правительства была отправлена в Лукьяновскую тюрьму.
29 апреля на Всеукраинском съезде хлеборобов, который собрал около 6,5 тысяч делегатов, Скоропадский был провозглашён гетманом Украины.

## Украинская держава Скоропадского

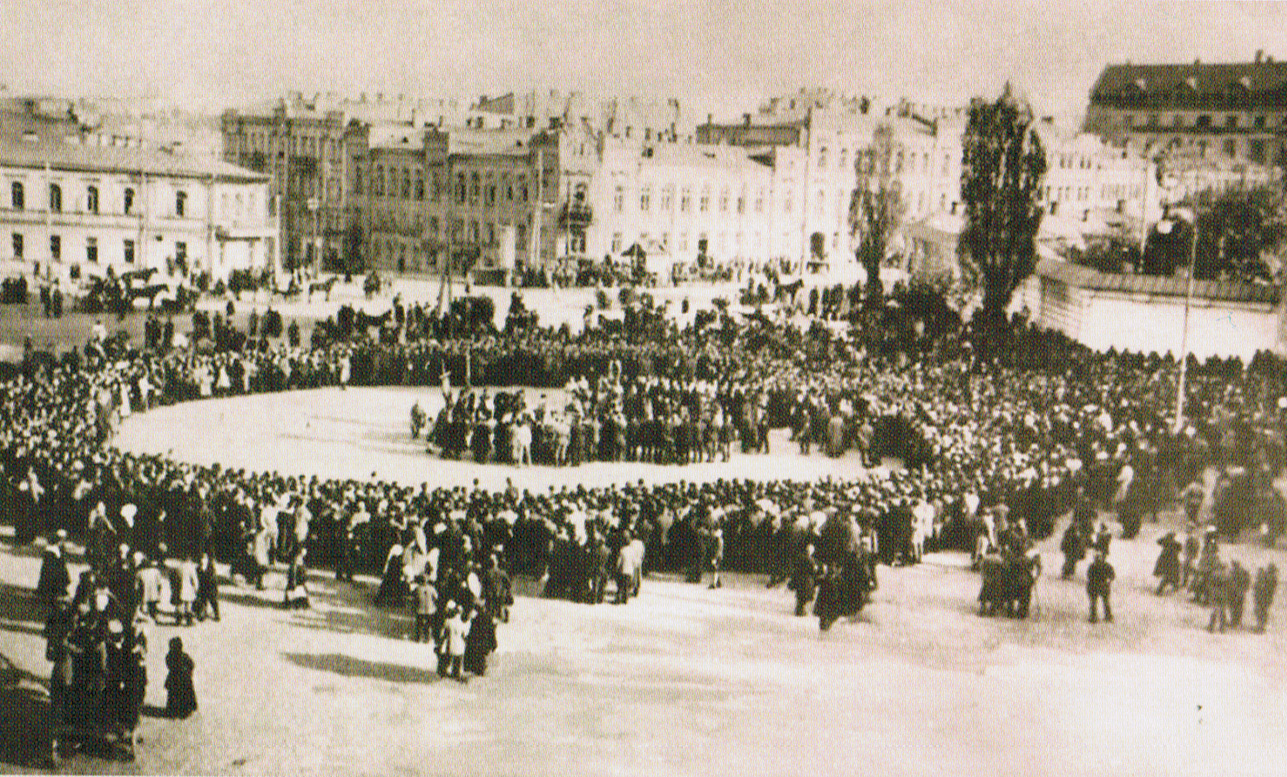
Молебен на Софийской площади в Киеве по случаю избрания гетмана Скоропадского, 1918 год

Оккупационные австрийско-немецкие войска, вошедшие на Украину в марте — апреле 1918 года по приглашению Украинской Центральной рады, не только вытеснили с украинской территории все советские и иные революционные вооружённые формирования, но и установили полный контроль над политической и хозяйственной жизнью страны. Основная цель вторжения состояла в вывозе продовольственных запасов. Для обеспечения этого оккупационные власти свергли саму Центральную раду и восстановили свергнутую в 1917 году власть помещиков и дворян, поставив над украинским народом единодержавную власть гетмана Скоропадского.
Государственный переворот с утверждением власти гетмана совершился почти бескровно. В ночь на 30 апреля под контроль гетманцев перешли все важнейшие правительственные учреждения. В Киеве была распространена подписанная гетманом «Грамота ко всему украинскому народу», в которой говорилось о переходе полномочий главы государства к «гетману всей Украины» П. Скоропадскому, переименовании УНР в Украинскую державу, формировании исполнительного органа Украинской державы — Рады министров, восстановлении «права частной собственности как фундамента культуры и цивилизации», объявлении свободы покупки и продажи земли.
Были обнародованы «Законы о временном государственном устройстве Украины», согласно которым гетман, получавший широкие полномочия во всех сферах, назначал «отамана» (председателя Совета министров), утверждал состав правительства и отправлял его в отставку, выступал высшим должностным лицом во внешнеполитических делах, верховным военачальником, имел право объявлять амнистию, а также военное или особое положение.
Гетман ликвидировал Центральную раду и её учреждения, земельные комитеты, упразднил республику и все революционные реформы. Отныне УНР превращалась в Украинскую державу с полумонархическим авторитарным правлением гетмана — верховного руководителя государства, армии и судебной власти в стране.
С первых дней существования гетманата ему противостояла политическая оппозиция со стороны партий, составлявших основу бывшей Центральной рады. Среди поддерживавших Скоропадского сил выделялась Конституционно-демократическая партия.
3 июня по призыву украинских эсеров вспыхнуло восстание в Звенигородском и Таращанском уездах Киевской губернии. На подавление этого и других восстаний отправлялись карательные отряды гетмана и оккупационные войска.
27 июля 1918 года был опубликован закон о всеобщей воинской обязанности, согласно которому армия мирного времени должна была состоять из 175 генералов, около 15 тыс. офицеров и до 250 тыс. нижних чинов. В её состав планировалось включить 8 армейских корпусов, гвардию (Сердюцкую дивизию), корпусную конницу (8 конных полков), отдельную Таврическую пешую бригаду, 4 конные дивизии, отдельную конную бригаду, 2 понтонных куреня. Осенью должны были открыться Военная академия, 4 войсковые бурсы (военно-учебные заведения — бывшие кадетские корпуса), 2 школы офицеров пехоты и по школе для конницы, артиллерии и технической службы.

Офицерский корпус гетманской армии с 4,5 — 5 тыс. человек после мобилизаций вырос до 7 тыс. человек.

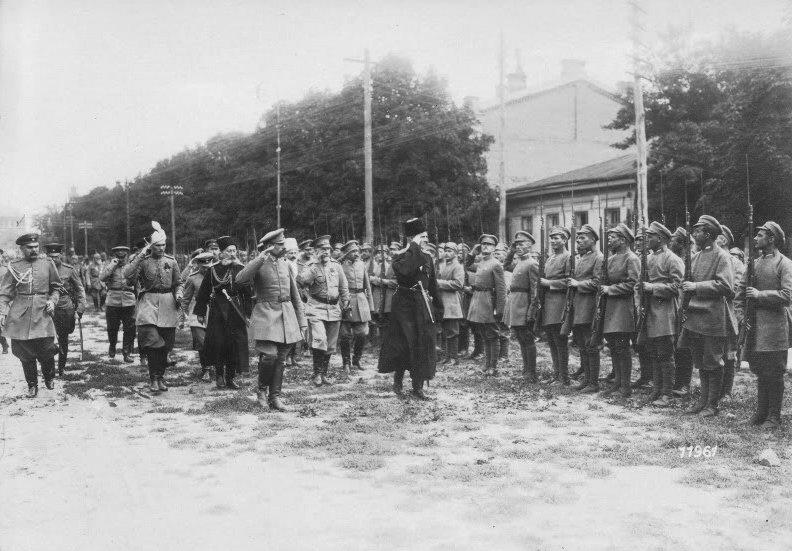
Гетман Скоропадский проводит смотр Серожупанной дивизии, 1918 год.

На Украине с разрешения властей активно формировались и действовали русские добровольческие организации. Украина и особенно Киев стали центром притяжения для всех спасающихся от большевиков из Петрограда, Москвы и других регионов Российской империи.

## Революционное повстанчество на Украине
Продовольственный грабёж Украины, организованный оккупационными войсками при содействии правительства Скоропадского, принял огромные размеры. Там, где крестьянство противилось этому грабежу, его подвергали репрессиям и расстрелам. Помимо открытого военного грабежа и насилия оккупантов, оккупация Украины сопровождалась помещичьей реакцией.
Эта обстановка привела к возникновению революционного движения украинского крестьянства, ставшего известным как революционное повстанчество. Летом 1918 года крестьянство повсеместно восставало против помещиков, убивало или изгоняло их, забирая себе землю и имущество. Немецкие и гетманские власти отвечали на это массовыми репрессиями в отношении сотен бунтующих сёл. Крестьянство, не желавшее покориться властям, перешло к партизанской борьбе. Практически одновременно во многих местах возникло множество небольших партизанских отрядов, взявших на вооружение тактику внезапных налётов на помещичьи усадьбы, государственную стражу («варту») и иных представителей власти.
Ожесточённые репрессии помещичьей контрреволюции лишь сделали это движение повсеместным, вели к сплочению партизанских отрядов, способных действовать по единому плану. На практике это приводило к объединению крестьянства по районам путём слияния отдельных партизанских отрядов.
Исключительную роль в деле развития революционного повстанчества на юге Украины сыграл повстанческий отряд, руководимый Нестором Махно. В период, когда режим Скоропадского пришёл в упадок, а наибольшая опасность району стала угрожать со стороны белых войск Деникина, Махно стал в центре объединения миллионов крестьян на территории нескольких губерний. При этом, в то время как на юге Украины повстанчество подняло чёрное знамя анархизма под лозунгами безвластия и самоуправления трудящихся, на западе и северо-западе Украины (на территории Киевской, Волынской, Подольской и части Полтавской губерний) повстанчество после свержения гетмана попало под влияние национально-демократических сил и служило опорой петлюровцам.

## Оппозиция гетманскому режиму. Антигетманское восстание

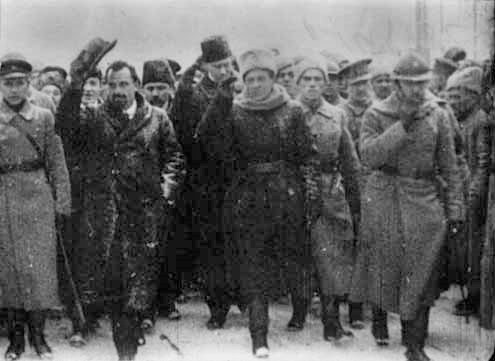
Правительство Директории, на переднем плане Симон Петлюра и Владимир Винниченко, начало 1919 года

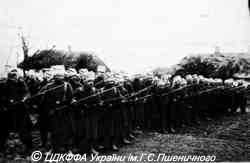
Серожупанная дивизия в дни мятежа против гетманской власти, конец 1918 года

В конце мая 1918 года был создан центр оппозиции гетманской власти — Украинский национально-государственный союз (при участии Украинской демократическо-хлеборобской партии, Украинской партии социалистов-федералистов, Украинской партии социалистов-самостийников и Украинской трудовой партии), поначалу ограничивавшийся умеренной критикой режима и правительства, однако с августа, после присоединения к союзу левых социалистов и его переименования в Украинский национальный союз (УНС), эта организация начала превращаться во всё более радикальную. В середине сентября Национальный союз возглавил Владимир Винниченко, который приступил к установлению контактов с повстанческими атаманами, а также пошёл на тайные переговоры с советскими дипломатами в Киеве, обещавшими Винниченко, что в случае победы украинских социалистов Советская Россия признает новое правительство Украинской республики и не будет вмешиваться во внутренние дела Украины.
Осенью 1918 года, в связи с явным приближением поражения Центральных держав в войне, Скоропадский начал лавировать и искать пути к сохранению власти и налаживанию союза с Антантой. Гетман пригласил Национальный союз на переговоры по формированию нового правительства «национального доверия». 24 октября был окончательно сформирован новый кабинет министров, в котором Национальный союз получил лишь четыре портфеля. Состав кабинета министров не устраивал лидеров Национального союза, и Винниченко неожиданно заявил, что Национальный союз продолжает оставаться в оппозиции к режиму гетманской власти.
Национальный союз таким образом взял курс на подготовку антигетманского восстания. Все его деятели разъехались по губерниям Украины и стали активно готовить восстание на местах.
В начале ноября командир Запорожской дивизии полковник Болбочан, командующий Подольским корпусом генерал Ярошевич и командир Черноморского коша Полищук дали согласие на участие в восстании. Винниченко склонил Евгения Коновальца — командира Отдельного отряда Сечевых стрельцов, базировавшегося в Белой Церкви, — к тому, чтобы первым выступить против гетмана. К заговорщикам присоединился министр железнодорожного транспорта Бутенко. Генерал Осецкий (командир Железнодорожной дивизии гетмана) стал руководителем военного штаба восстания и сформировал в Киеве резервный полк охраны. Небольшие железнодорожные отряды создавались на всех узловых станциях.
14 ноября, через несколько дней после известия о поражении Центральных держав в войне, гетман Скоропадский подписал «Грамоту» — манифест, в котором он заявил, что будет отстаивать «давнее могущество и силу Всероссийской державы», и призвал к строительству Всероссийской федерации как первого шага для воссоздания великой России. Манифест означал крах всех усилий украинского национального движения по созданию самостоятельной украинской государственности. Этот документ окончательно оттолкнул от гетмана большую часть украинских федералистов, украинских военных и интеллигенции.
Вечером 14 ноября на совещании заговорщиков в кабинете Министерства железных дорог было провозглашено начало всеобщего восстания против гетмана и сформирована новая революционная власть — Директория во главе с Владимиром Винниченко. В состав Директории вошли также Симон Петлюра, Афанасий Андриевский, Андрей Макаренко и Фёдор Швец.
15 ноября Винниченко, Осецкий и Коновалец выехали в Белую Церковь, в расположение частей сечевых стрельцов. Вечером того же дня Петлюра, Винниченко, Осецкий и командиры сечевиков собрались для последнего обсуждения планов восстания. Было решено передать оперативное военное руководство восстанием штабу Петлюры, и был принят план Осецкого по охвату Киева повстанческими отрядами.
16 ноября восставшие захватили Белую Церковь и эшелонами отправились к Киеву, разбив по пути высланную им навстречу офицерскую дружину. Скоропадский объявил всеобщую мобилизацию офицеров (бывшей армии Российской империи), которых только в Киеве насчитывалось до 12 тысяч. Но на этот призыв откликнулось только около 5 тысяч офицеров, да и из них тысячи две предпочли фронту службу в многочисленных штабах и отделах.
19 ноября петлюровцы подошли к Киеву. Скоропадский перед лицом этой угрозы назначил главнокомандующим своей армии популярного у русского офицерства генерала графа Ф. А. Келлера, однако его открытый монархизм и непризнание самостийной Украинской державы вызвали протест у командиров-украинцев из гетманской армии. Это привело к переходу на сторону повстанцев Запорожского корпуса, Серожупанной дивизии, некоторых более мелких частей. Уже через неделю Скоропадский снимет Келлера, обвинив его в заговоре и подготовке «правого» антигетманского переворота, что заставит часть офицеров бывшей Русской армии покинуть Киев и устремиться в Крым и на Северный Кавказ, к Деникину).
Запорожский корпус гетманского полковника Петра Болбочана (18 тысяч штыков и сабель), перейдя на сторону Директории, захватил Харьков и за десять дней восстания взял под свой контроль практически всю территорию Левобережной Украины. 21-23 ноября из-под Белой Церкви к столице стали прибывать отряды повстанцев, которых Петлюра снабдил оружием из захваченных складов.
Добившись значительного численного превосходства над оборонявшими Киев гетманскими войсками и оказывавшими им поддержку немецкими частями в пригородах столицы, Петлюра сформировал из 18 тысяч повстанцев четыре дивизии, подготовил и провёл операцию по разоружению немецких войск, командование которых вынуждено было объявить о своём нейтралитете.
К вечеру 14 декабря весь Киев оказался в руках Директории. Гетман Скоропадский подписал манифест об отречении и бежал. Вошедшие в город войска Директории учинили жестокую расправу над русскими офицерами и солдатами гетманской армии, не успевшими или отказавшимися снять знаки различия.
Примерно к 20 декабря закончились бои против гетманцев и офицерских дружин в украинской провинции (Полтаве, Екатеринославе). Вся территория гетманской Украины — УНР, кроме Одессы и части Екатеринославщины, оказалась под властью правительства Директории.

## Директория УНР
Как пишут историки Семененко и Радченко, Директория в принципе отрицала не программу Скоропадского, а его политику. В создавшейся ситуации она оказалась не коллективным органом, а государственной институцией из-за отсутствия чётких полномочий его членов. Создавая властные структуры, она то пыталась копировать большевистскую систему, то удовлетворялась формальным переименованием гетманских органов. Лидеры Директории усиленно демонстрировали социалистические планы. Симон Петлюра декларировал приверженность «национальной идее»: 2 января 1919 года было издано его распоряжение высылать за пределы УНР всех её врагов, «замешанных в преступной агитации против украинской власти». 8 января вышел указ об аресте и отдаче под суд всех граждан, носящих погоны русской армии и царские награды, кроме георгиевских крестов, как «врагов Украины». Была осуществлена перестановка кадров — всех служащих, назначенных при гетмане, увольняли, их свидетельства об образовании, выданные гетманской или большевистской администрациями, аннулировались.
Крестьянская армия УНР, собранная в конце 1918 года для ликвидации режима Скоропадского, вскоре разошлась по домам. В январе 1919 года Днепровская повстанческая дивизия атамана Зелёного, бравшая Киев с петлюровцами, перешла на сторону советской власти. Сложно складывались отношения Петлюры и с Запорожским корпусом Болбочана. К весне 1919 года армия УНР потеряла боеспособность.
Политические силы самопровозглашённого западноукраинского государства — ЗУНР, под натиском поляков тяготевшие к объединению усилий с остальной Украиной, ещё в конце ноября 1918 года направили в Киев к гетману Скоропадскому своих представителей для переговоров об объединении. Но режим гетмана к тому времени уже пал, и переговоры продолжились с УНР. Они завершились 22 января 1919 года на Софийской площади в Киеве торжественным провозглашением «Злуки» объединения Украинской Народной Республики (УНР) и Западно-Украинской Народной Республики (ЗУНР) в единое украинское государство. Соборная Украина как объединение УНР и ЗУНР формально просуществовала до 6 ноября 1919 года, когда Украинская галицкая армия, представлявшая вооружённые силы ЗУНР, без согласия УНР заключила c Вооружёнными силами Юга России Зятковские соглашения о военном союзе.

## Интервенция Антанты на Украине

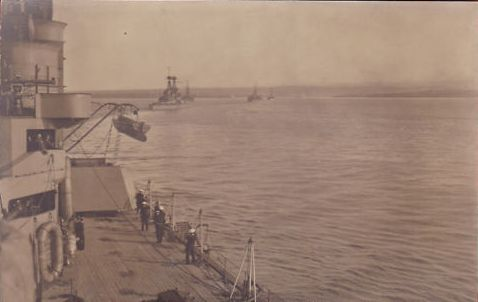
Британские военные корабли входят в Севастополь. Осень 1918 г.

Ещё в декабре 1917 года Великобритания и Франция разделили территории России, через которые проходили фронты Первой мировой войны, на сферы влияния. Зона к северу от Чёрного моря (Украина) попала в зону французской ответственности. В сентябре 1918 года премьер-министр Франции Жорж Клемансо утвердил план установления военного контроля над северо-черноморскими портами. 23 ноября первые десанты Антанты высадились в Севастополе, 2 декабря в Одессу прибыл французский линейный корабль «Мирабо». В середине декабря, во время падения гетманата, в Одессе началась высадка 15-тысячного военного десанта Антанты.
13 января 1919 года в Одессе расположился штаб французской десантной дивизии. Её командир генерал Филипп д’Ансельм потребовал от украинских войск разблокировать район вокруг Одессы и отойти на линию Тирасполь — Бирзула — Вознесенск — Николаев — Херсон. В конце января — начале февраля 1919 года войска Антанты взяли под свой контроль Херсон и Николаев. Генерал д’Ансельм издал приказ, в котором объявил: «Франция и союзники пришли в Россию, чтобы дать возможность всем факторам доброй воли и патриотизма восстановить порядок в крае».
Союзники оказывали военную и техническую помощь Добровольческой армии Деникина, занявшей к тому времени территорию Кубани, Ставрополья и Северного Кавказа. Под эгидой союзников в Одессе в конце 1918 — начале 1919 гг. была создана как русское добровольческое формирование 5-тысячная Одесская стрелковая бригада, которую возглавил прикомандированный от Добровольческой армии генерал Николай Тимановский.
Военная обстановка в начале 1919 года складывалась так, что Антанта не могла вести широкомасштабные сухопутные военные действия на Украине. В марте под давлением частей Красной армии, которые состояли преимущественно из перешедших на сторону большевиков повстанческих отрядов атамана Григорьева, союзники оставили Херсон и Николаев, а в начале апреля из Одессы были эвакуированы все войска союзников. Одесская стрелковая бригада Тимановского, не ушедшая вместе с союзниками, обороняла Одессу от красных, а затем отошла через Бессарабию в Румынию, откуда была морем эвакуирована в Новороссийск и там переформирована в 7-ю пехотную дивизию ВСЮР.

## Второе установление советской власти, образование УССР

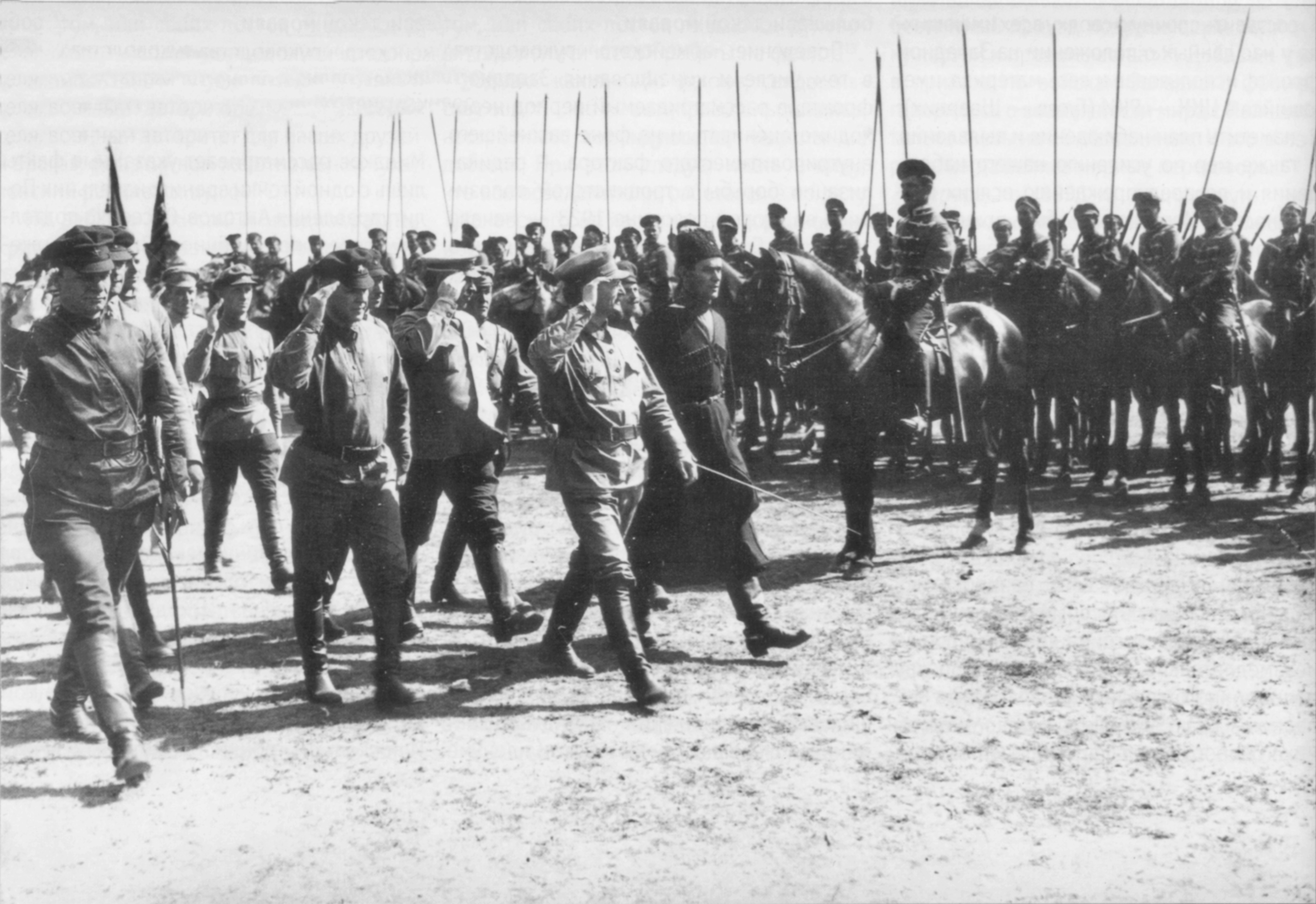
Троцкий и Егоров в Харькове на смотре войск Харьковской крепостной зоны РККА, май-июнь 1919 года

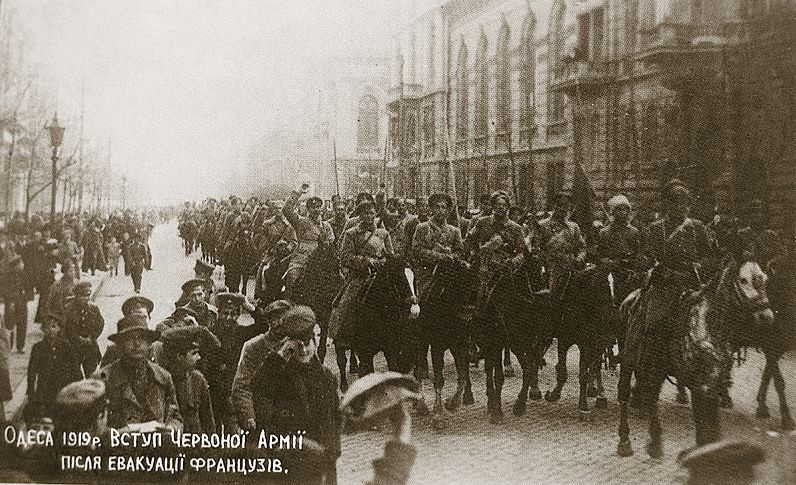
Вступление войск атамана Григорьева в Одессу, апрель 1919 года.

После распада Австро-Венгрии и революции в Германии осенью 1918 года, а также последовавшего за этим завершения Первой мировой войны, Украина, отданная Центральной радой немцам и австрийцам, снова стала рассматриваться большевиками как собственная сфера влияния. 11 ноября 1918 года председатель Совнаркома Ленин поручил Реввоенсовету РСФСР подготовить наступление на Украину. 17 ноября был утверждён Украинский Реввоенсовет под руководством Иосифа Сталина. При этом в Курске, без ведома ЦК КП(б)У и президиума ВУЦИК, но по указаниям ЦК РКП(б) было сформировано Временное рабоче-крестьянское правительство Украины. В так называемой нейтральной зоне между Советской Россией и Украиной Реввоенсоветом полулегально были созданы две украинские повстанческие дивизии, номинально подчинённые ему же. 21 ноября 1918 года эти дивизии начали движение на территорию Украины. Прикрываясь от гетманских пограничных частей нейтральными войсками Германии, дивизии начали движение в сторону Харькова и Чернигова. По мере продвижения большевистских войск во главе с Владимиром Антоновым-Овсеенко вглубь территории Украины местные партизанские отряды один за другим покидали Директорию и присоединялись к Красной армии.
В ночь на 1 января 1919 года началось большевистское восстание в Харькове, а 3 января в город вступили советские части. 5 февраля войска большевиков вошли в Киев. 7 февраля приказом наркома по военным делам Украины был образован Харьковский военный округ, включавший в себя территории Харьковской, Екатеринославской, Полтавской и Черниговской губерний. Киевский военный округ был образован советской властью 12 марта 1919 года на территории Киевской, Черниговской и, по мере установления советской власти, Подольской, Волынской, Херсонской и Одесской губерний.
8-10 марта 1919 года в Харькове состоялся Третий Всеукраинский съезд Советов, на котором было провозглашено создание Украинской советской социалистической республики (УССР) как самостоятельного государства. Председателем ЦИК УССР был избран Григорий Петровский, председателем СНК УССР — Христиан Раковский. Съезд также принял проект Конституции УССР. В окончательной редакции Конституция была утверждена 14 марта 1919 года.
К маю 1919 года почти вся территория Украины в границах бывшей Российской империи контролировалась войсками Красной армии. Основой экономической политики большевиков являлся военный коммунизм, и с приходом на Украину новые власти начали широко проводить политику продразверстки, которая в скором времени вызвала массовое недовольство крестьян. Всю Украину весной 1919 года охватила волна крестьянских восстаний. Зачастую для борьбы с ними с начала апреля использовалась тактика сжигания сёл. Практика настолько распространилась, что 16 апреля 1919 года Григорий Петровский, Станислав Косиор и Владимир Затонский вынуждены были внести в ВУЦИК запрос «О недопустимости сжигания сёл во время кулаческих восстаний», однако несмотря на это, акции продолжались. Созданные Советы рабоче-крестьянской обороны УССР ввели военную блокаду сёл, систему заложников и десятихатчиков, устанавливали денежные и материальные контрибуции, выселяли семьи руководителей восстаний, но справиться с массовым повстанческим движением не удавалось. К лету 1919 года ситуация усугубилась из-за конфликта командования Красной Армии с атаманом Григорьевым и батькой Махно.

## Наступление Деникина. Вооружённые силы Юга России

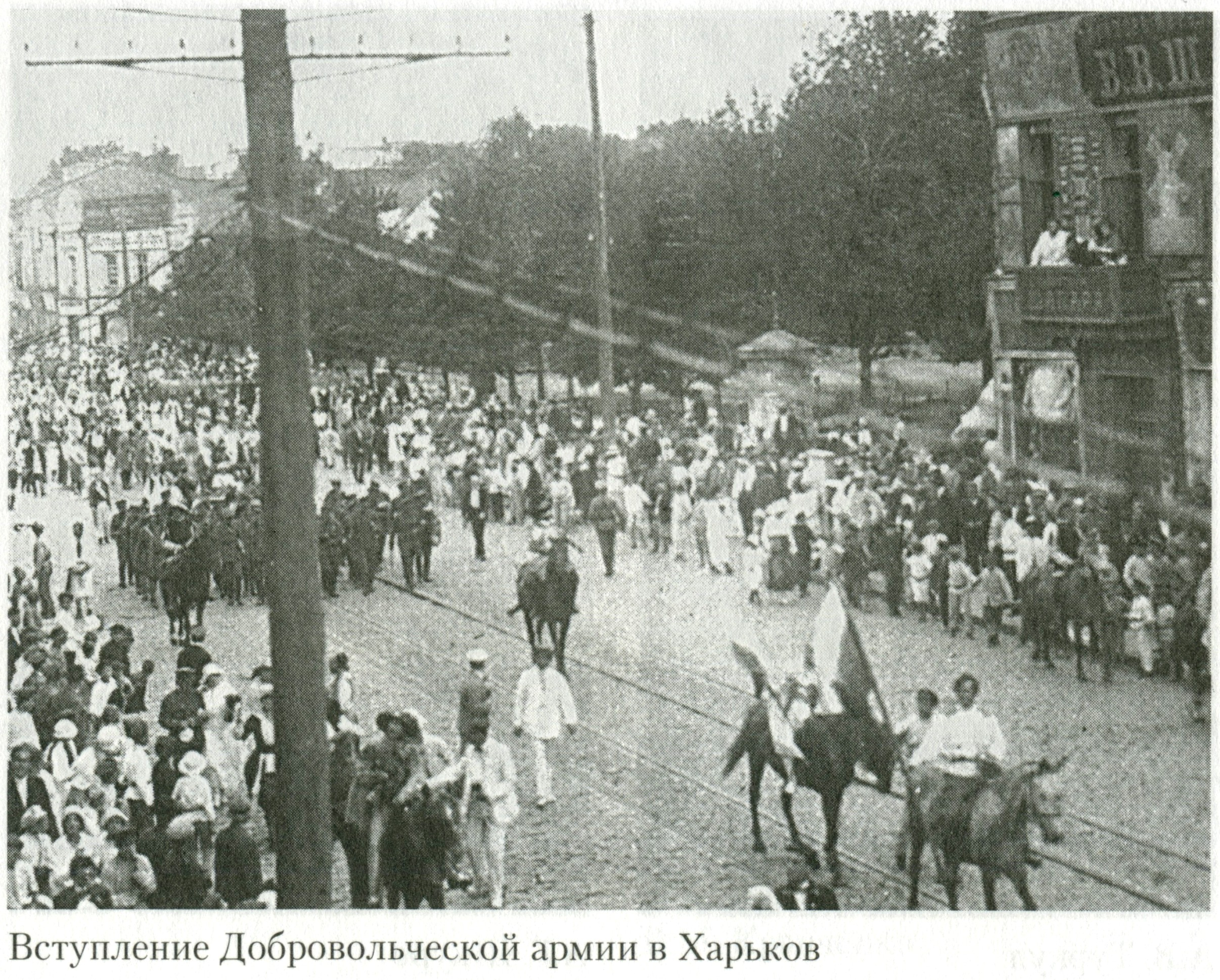
Вступление Добровольческой армии в Харьков.

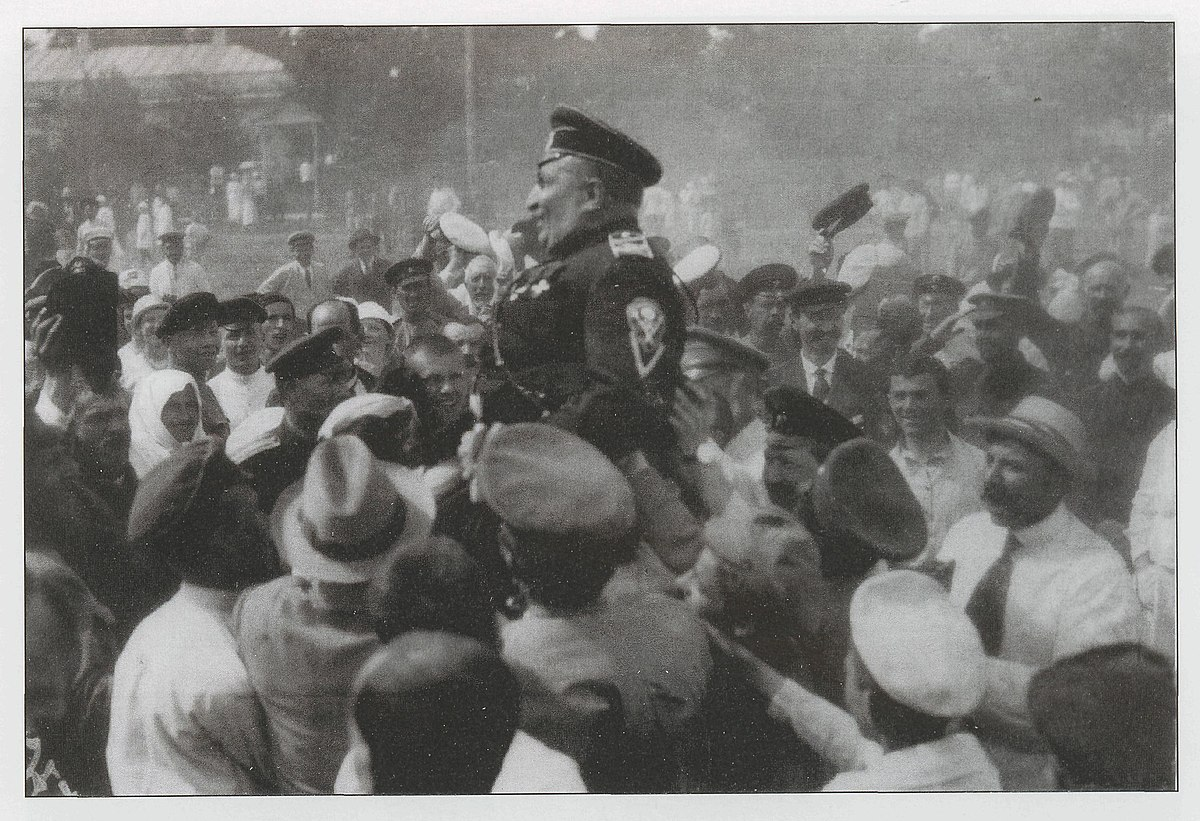
Овация командующему Добровольческой армией генералу Май-Маевскому в Полтаве,.

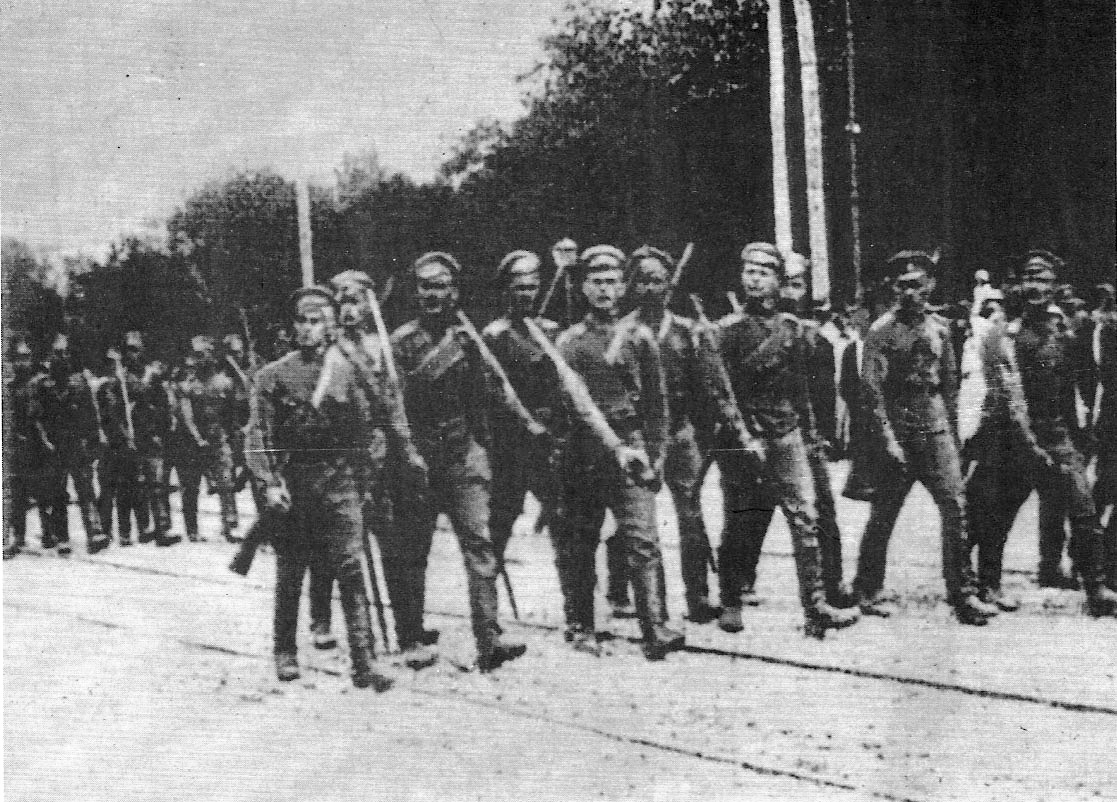
Парад добровольцев в Киеве, Софийская площадь, сентябрь 1919 года

К февралю 1919 года силы Белого движения на Юге России ликвидировали на Северном Кавказе 90-тысячную 11-ю армию РККА, после чего командование Вооружённых сил Юга России (ВСЮР), образованных 8 января 1919 года в результате объединения Добровольческой армии и армии Всевеликого Войска Донского для совместной борьбы против большевиков стало перебрасывать войска на север, в каменноугольный бассейн Донбасса и на Дон, в помощь частям Донской армии, отступавших под натиском Южного фронта Красной армии. Выдержав сложные оборонительные бои в марте-апреле 1919 года севернее Ростова-на-Дону, Новочеркасска и на Маныче, добровольцы и казаки сдержали наступление превосходящих сил красных, позволив тем самым командованию ВСЮР подготовить весеннее контрнаступление.
4 (17) мая 1919 года белыми была начата операция по разгрому Южного фронта Красной армии с целью выхода на оперативный простор. (4—11) 17—24 мая войска ВСЮР, используя массовые казацко-крестьянские восстания в тылу Южного фронта РККА (на Верхнем Дону и Украине), в составе Добровольческой, Донской и Кавказской армий под общим командованием генерала Деникина нанесли контрудары, прорвали фронт красных и перешли в контрнаступление в полосе от Азовского до Каспийского моря, нанося главный удар на Харьков. В мае — июне белыми был полностью занят Донбасс и Крым.
Ко второй половине июня 1919 года основные силы Добровольческой армии под командованием генерала В. З. Май-Маевского вплотную приблизились к Харькову, контролируемому Красной Армией. С 7 (20) июня на подступах к городу завязались бои у железнодорожной станции Лосево, а затем в районе Паровозостроительного завода и у станции Основа. С севера город 8 (21) июня пыталась взять Терская дивизия генерала Сергея Топоркова, осуществлявшая рейд по тылам красным, но из-за недостатка сил и под натиском советских бронемашин она отошла от города в район Золочева. В результате атаки дроздовских частей Антона Туркула Харьков был взят 11 (24) июня, а 12 (25) июня в город вошли основные силы. Взятие Харькова Деникиным существенно изменило соотношение сил на востоке Украины, Добровольческая армия численно увеличилась в несколько раз. 12 (25) июня состоялось фактическое образование Харьковской военной области — первой единицы административно-территориального деления ВСЮР на территории Украины.
14 (27) июня Добровольческая армия заняла Екатеринослав. Наступление белых стремительно развивалось по всем направлениям, и 20 июня (3 июля) Деникин в накануне взятом Царицыне поставил своим войскам Московскую директиву, где планировалось основное наступление на Москву, продвижение вглубь Украины для белых сил предполагалось вспомогательной задачей директивы, предписывающей генералу Добровольскому выйти на Днепр от Александровска до устья, имея в виду в дальнейшем занятие Херсона и Николаева, а черноморскому флоту — блокировать Одессу. Наступление белых в южной Украине развивалось успешно.
18 (31) июля белыми была занята Полтава, а из Добровольческой армии была выделена 5-тысячная группа войск генерала Николая Бредова, которой была поставлена задача взять Киев. 10—11 (23—24) августа в ходе десантной операции белыми была взята Одесса. 18 (31) августа группа войск Бредова, продвигаясь с юга по левому берегу Днепра, достигла Киева, выбила из города остатки Красной армии и вытеснила вошедшие в Киев одновременно с частями ВСЮР объединённые части Галицкой армии и армии УНР. Конфликт в Киеве привёл к началу боевых действий между добровольцами и петлюровско-галицийскими войсками. 11 (24) сентября Директория объявила войну ВСЮР.
12 (25) августа 1919 года в Таганроге генералом Деникиным при участии публициста Василия Шульгина, профессора истории Павла Новгородцева и других общественных деятелей было подготовлено «Обращение к населению Малороссии», которое затем повсеместно было опубликовано в белогвардейской прессе городов Юга России, подконтрольных ВСЮР. В обращении формулировались принципы национальной политики белых в отношении территории и населения Украины в 1919 году.
25 августа (6 сентября) приказом Деникина на подконтрольных ВСЮР территориях были созданы Киевская, Новороссийская, Харьковская (официально утверждена), и область Северного Кавказа, из которых первые три охватывали занятую белыми территорию Украины. Во главе областей на Украине были поставлены главноначальствующие генералы Драгомиров (Киевская), Шиллинг (Новороссийская) и Май-Маевский (Харьковская области):218.

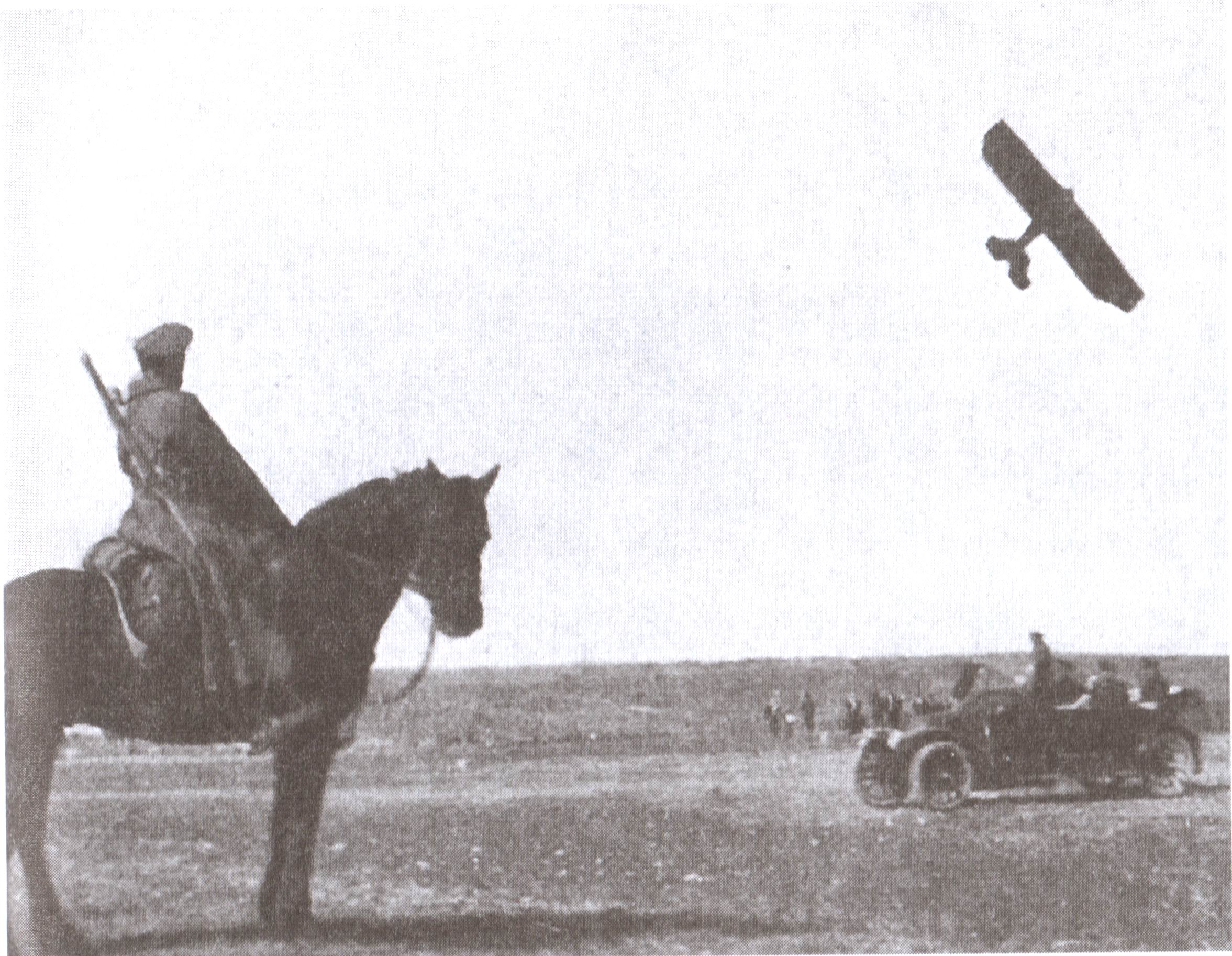
Белая авиация

14 октября 1919 года большевики со стороны Житомира осуществили военную операцию, позволившую им временно овладеть Киевом. В ходе тредневных кровопролитных боёв в городе большевики оказались вытеснены, и Киев к 17 октября снова перешёл в руки добровольцев.

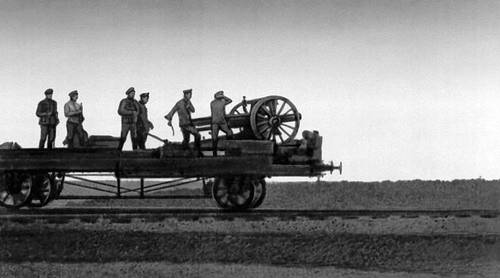
Стрельба по войскам УНР с платформы бронепоезда под Баром, 1919 год

Войска Киевской и Новороссийской областей ВСЮР в ходе военных операций на Правобережье нанесли ряд поражений петлюровской и галицийской армиям. В результате этих поражений, а также поразивших украинские части эпидемий тифа и дизентерии, они потеряли всякую боеспособность. Галичане, никогда не испытывающие особого желания сражаться с добровольцами, пошли на переговоры. 6 ноября 1919 года на станции Зяткивцы был подписан договор между УГА и ВСЮР, а через 10 дней галицкая армия после ратификации соглашений в Одессе перешла под командование Деникина. Петлюровское руководство, отказавшееся договариваться с белыми, покинуло свой правительственный поезд УНР на станции Гречаны в конце ноября, и перешло на нелегальное положение. Армия УНР перестала существовать, а её остатки пытались пробиваться на юг через белогвардейские тылы.
К ноябрю 1919 года бо́льшая часть территории Украины в границах бывшей Российской империи контролировалась силами Белого движения.

## Повстанческое движение в тылу у Деникина. Махновщина

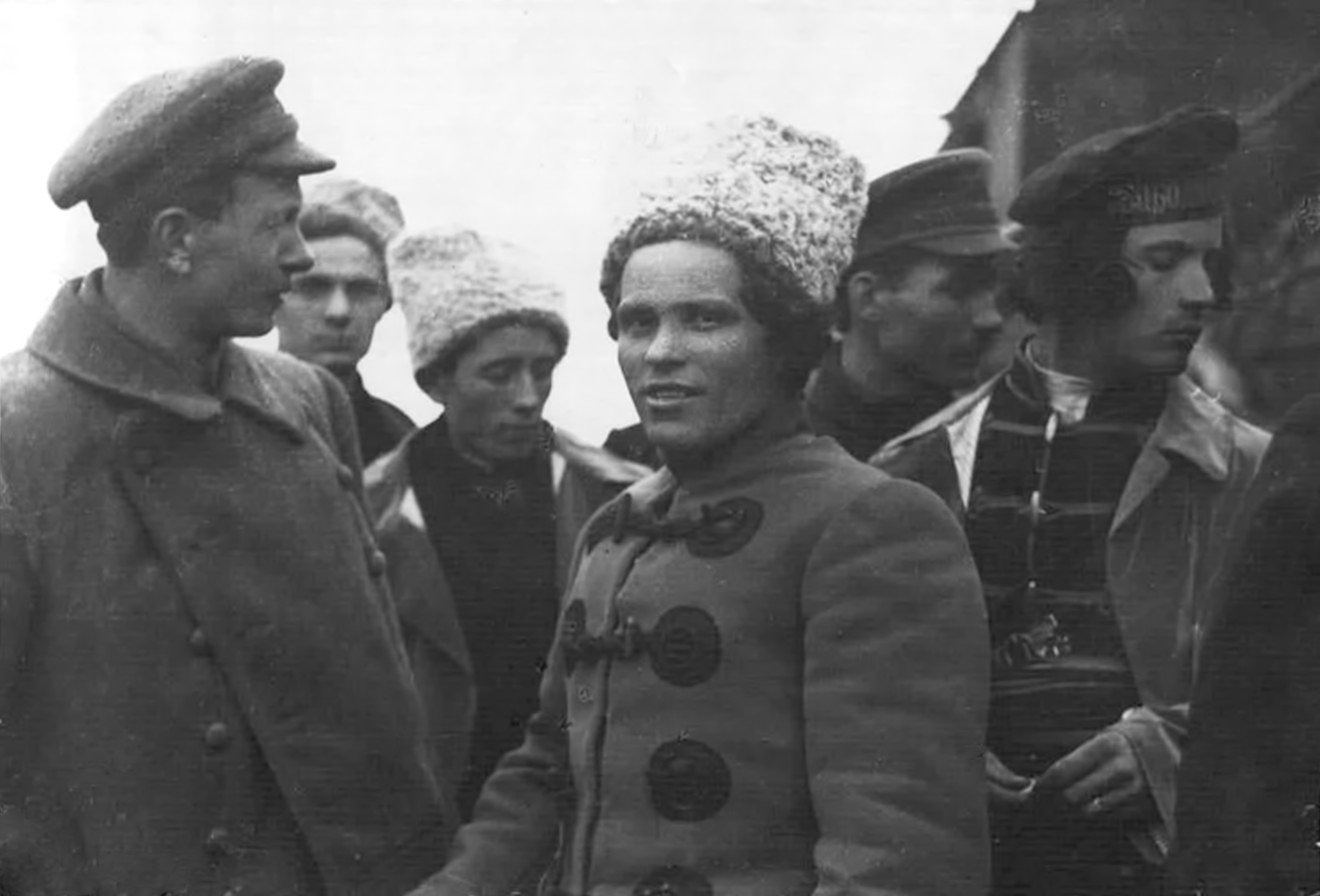
Нестор Махно и его сторонники, 1919 год

Существенную роль в срыве наступления добровольцев на Москву сыграли действия повстанческой армии Нестора Махно. Ещё в середине февраля 1919 года во время наступления войск генерала Деникина Махно заключил союз с командованием Красной Армии и возглавил 3-ю бригаду 1-й Заднепровской дивизии, сражавшуюся против деникинских войск на линии Мариуполь — Волноваха. В начале июня Махно, не получая поддержки боеприпасами и снаряжением со стороны Красной Армии в боях с частями Кавказской дивизии под командованием генерала А. Г. Шкуро, разорвал соглашение с Советским правительством и был объявлен вне закона. После разрыва с большевиками Махно отступил вглубь Украины и продолжил вооружённое сопротивление войскам Деникина, одновременно присоединяя мелкие отряды повстанцев и красноармейцев-окруженцев. 1 сентября Махно провозгласил создание «Революционной повстанческой армии Украины (махновцев)».
Теснимый регулярными частями белых, Махно увёл свои отряды на запад и к началу сентября подошёл к Умани, где его части вошли в соприкосновение с петлюровскими войсками. 20 сентября представители командования армии Махно и войск УНР подписали соглашение о военном союзе против Деникина. Передав петлюровцам свои обозы с ранеными и беженцами и получив от них боеприпасы, Махно, вместо того, чтобы держать оборону, нанёс встречный удар, прорвал фронт, вышел на оперативный простор и, почти не встречая сопротивления, двинулся в район Гуляйполя, нарушая инфраструктуру добровольческих тылов и захватывая города. Командование белых вынуждено было снимать с московского направления значительные силы для борьбы с махновским движением, так и не добившись существенных успехов в его подавлении.
Территория, контролировавшаяся Махно осенью 1919 года, располагалась примерно между Бердянском, Юзовкой, Александровском и Екатеринославом. Войска Махно угрожали даже Таганрогу, где находилась ставка генерала Деникина.
Повстанческое движение Махно в тылу белых оказало существенное влияние на срыв планов Московского похода ВСЮР и способствовало коренному перелому в Гражданской войне в Центральной России в пользу красных.

## Третье установление советской власти

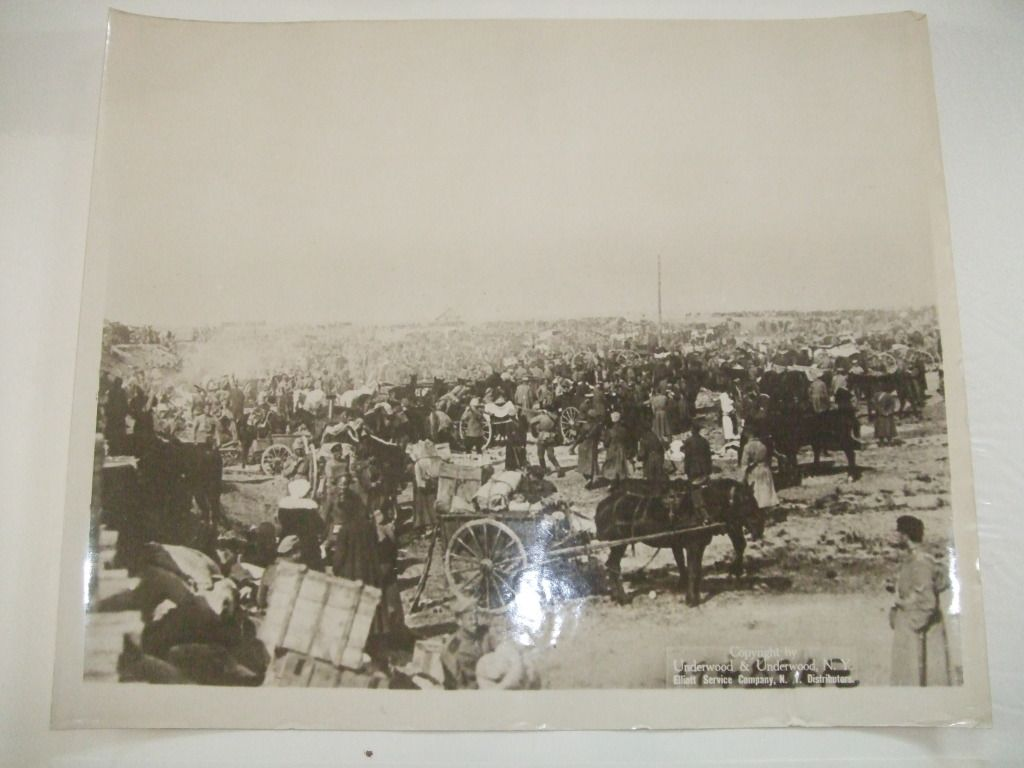
Части отряда генерал-лейтенанта Николая Бредова и беженцы в ожидании эвакуации в Румынию у реки Днестр, начало 1920 года.

Начавшееся в октябре-ноябре 1919 года наступление большевиков развивалось стремительно. В конце ноября-начале декабря 1919 года войска РККА, преследуя отступающие части войск Деникина, вошли с севера в пространство территории Украины. 12 декабря 1919 года войска РККА вошли в Харьков, 14 декабря ими был взят Киев. Отступающие войска белых оказались разделены — силы, принимавшие участие в походе на Москву, отступали через Харьков и Каменноугольный район к Ростову, добровольческие силы центральной Украины (Киевской области ВСЮР) отступали в район Новороссийской области к Одессе. Восточная Украина почти полностью перешла под контроль большевиков к концу декабря 1919 года, центральная и правобережная Украина были заняты в начале 1920 года.
17 января 1920 года войска РККА захватили Кривой Рог и Апостолово, 24 января — Елисаветград, 25 января — Умань, в конце января были захвачены Херсон, Николаев и Вознесенск, 3 февраля — Первомайск и Очаков, 6 февраля силы РККА подошли к Одессе, утром 7 февраля они вошли в город, а к 8 февраля Одесса была полностью захвачена войсками Красной армии.
Отступающие правым берегом Днепра остатки войск Новороссийской и Киевской областей ВСЮР, не пропущенные в Румынию, осуществили Бредовский поход вдоль реки Днестр и ушли в Польшу, где были интернированы в концлагерях; их часть (до 7000 бойцов) в течение лета 1920 года возвратилась в белый Крым для продолжения борьбы.
Остатки белых армий, эвакуировавшиеся из Новороссийска весной 1920 года, были переброшены в Крым и закрепились на полуострове, где были реорганизованы в апреле в Русскую армию под командованием генерал-лейтенанта Петра Врангеля. Все лето 1920 года в Северной Таврии шли упорные бои за выход белых на оперативное пространство Украины. Несмотря на некоторые успехи врангелевских сил (был занят Александровск), большевики в ходе упорных боёв заняли стратегический плацдарм на левом берегу Днепра у Каховки, создав угрозу Перекопу. Белым ликвидировать плацдарм не удалось, и войска добровольцев отступили в Крым, где перешли к обороне.

### Бои за Крым осенью 1920 года

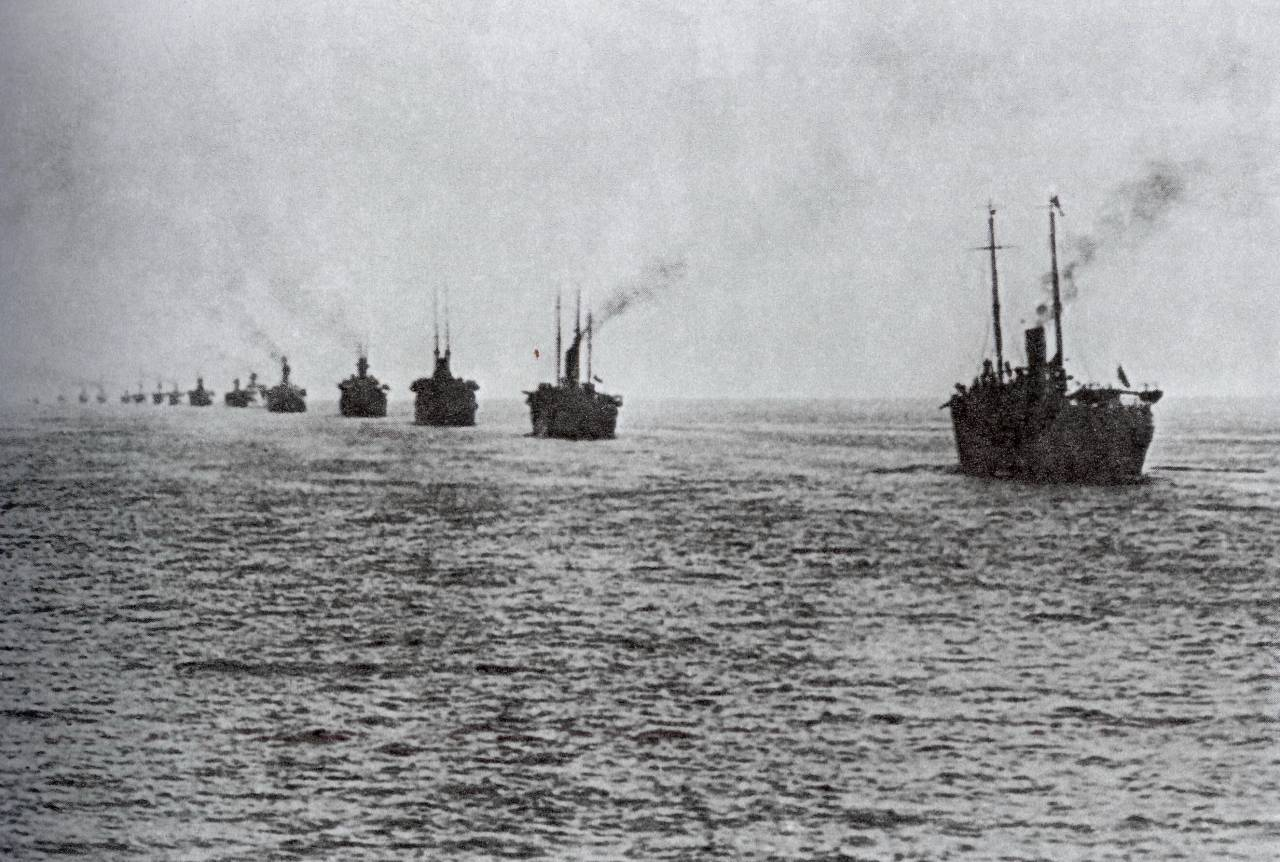
Эвакуация войск Врангеля из Крыма, ноябрь 1920 года

Осенью 1920 года состоялся штурм РККА перекопских позиций Русской армии. Несмотря на многократное численное превосходство, большевики несколько дней не могли прорвать оборону защитников Крыма, и только после того, как, форсировав вброд мелководный Чонгарский пролив, части Красной армии и союзные им отряды Махно зашли в тыл основных позиций белых, а 11 ноября махновцами под Карповой Балкой был разбит конный корпус Ивана Барбовича, оборона белых была прорвана. Красная армия ворвалась в Крым. К 13 ноября (31 октября) 1920 года белая армия и множество гражданских беженцев на кораблях Черноморского флота с крымского побережья отплыли в Константинополь. Общая численность покинувших Крым составила около 150 тысяч человек.

## Украина как фронт советско-польской войны

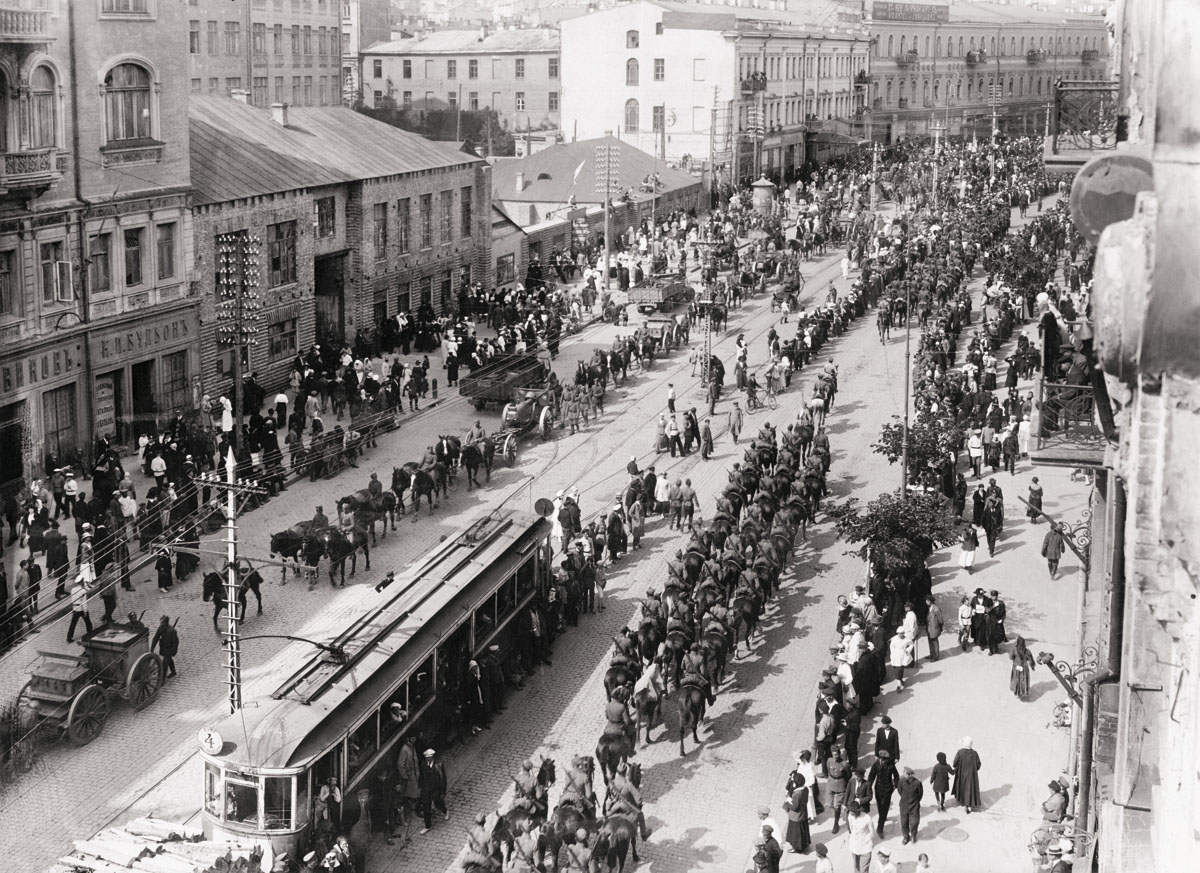
Польские войска вступают в Киев. Крещатик, начало мая 1920 года.

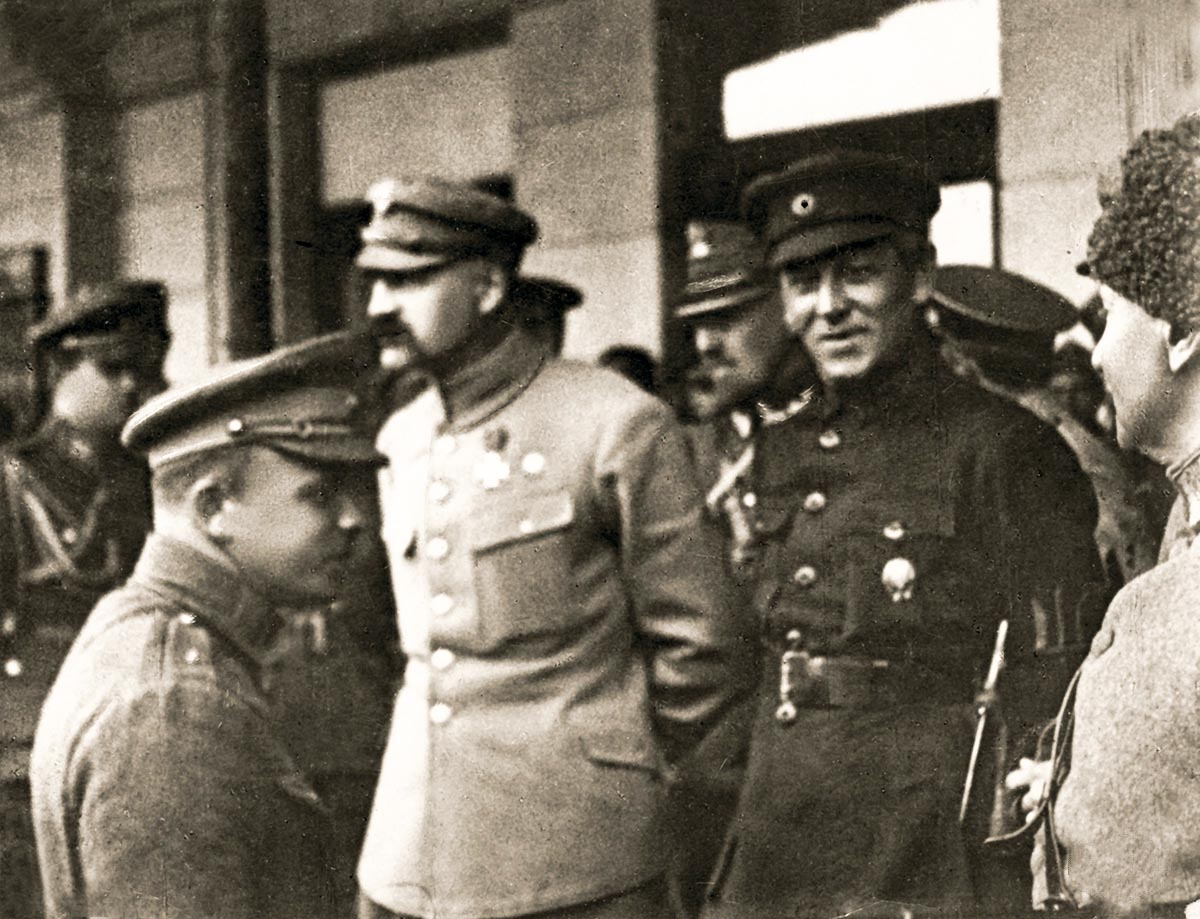
Пилсудский и Петлюра в Киеве, май или июнь 1920 года

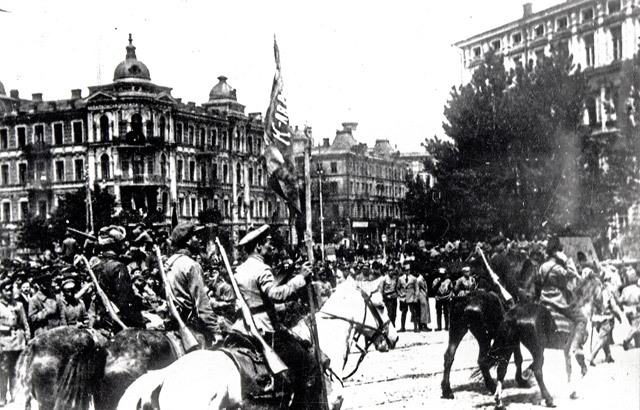
Красная армия после вступления в Киев, лето 1920 года.

Исчезновение в ноябре-декабре 1919 года на Правобережье с театра военных действий петлюровско-галицийских войск как боеспособных организаций предоставило тактическое преимущество польским войскам. В свою очередь, наступление большевиков и занятие ими значительной части территории Украины в начале 1920 года привело к соприкосновению на Украине польских и большевистских частей. Тем самым становилось возможным масштабное советско-польское противостояние.
Верховный совет Антанты 8 декабря 1919 года издал Декларацию о временных восточных границах Польши, в соответствии с которой границами была определена линия этнографического преобладания польского населения от Восточной Пруссии до бывшей русско-австрийской границы на Буге. Историк Михаил Мельтюхов пишет, что на Западе формировалась идея создания «санитарного кордона» на западных границах Советской России, воплощение которой требовало создания сильной Польши в качестве противовеса Германии и России, где обоснованием усиления Польши и получения материальной помощи Антанты могла стать «угроза большевизма» на востоке.
После длительного безуспешного дипломатического диалога поляков и большевиков польские войска 5-6 марта 1920 года перешли в наступление, взяв Мозырь и Калинковичи и отрезав железнодорожное сообщение с Украиной (Коростень-Житомир), куда массово перебрасывались большевистские войска. В ответ командование Юго-Западного фронта приказало 12-й и 14-й армиям РККА активизироваться и выйти на линию pp. Птичь, Уборть — Новоград-Волынский — Шепетовка — Проскуров — Солодковцы — Каменец-Подольск. Манёвры советских армий не достигли больших успехов, к концу марта им было приказано перейти к обороне. Польские войска на Украине обладали некоторым численным перевесом, и сковывали большевистские силы. До середины апреля между сторонами снова завязалась дипломатическая война.
17 апреля 1920 года Юзефом Пилсудским был утверждён план наступления на Украине, конечной целью которого утверждалось занятие Киева. На рассвете 25 апреля польские силы атаковали советские войска на широком фронте от Припяти до Днестра. Главный удар был нанесён по 12-й армии, войска которой уже к вечеру 26 апреля утратили связь со штабом армии. Советские войска были вынуждены отходить, чтобы избежать разгрома. 26 апреля польские войска захватили Житомир и Коростень. К утру 27 апреля польская конница вступила в Малин и Казатин. 12 и 14 армиям РККА удалось уйти от полного окружения, но они вынуждены были отступить в районе Киева на левый берег Днепра. 6 мая 1920 года польские войска вступили в Киев, а 8—9 мая захватили плацдарм на левом берегу Днепра в районе Киева. К 16 мая фронт стабилизировался, в ходе боев второй половины мая и начала июня 1920 года ни одна из сторон не досигла значительных успехов.
2-3 июня 1920 года началось наступление советских войск с продвижением в тыл польским войскам из района Белой Церкви, а также форсирование Днепра у Киева. 12 июня большевики взяли Киев, а к 20 июня вышли на линию Житомир — Бердичев — Казатин — Винница. Активно развивая наступление, войска Юго-Западного фронта к 10 июля вышли на рубеж Сарны — Ровно — Проскуров — Каменец-Подольский, а к августу — достигли Вислы. Операция по наступлению на Львов успеха не достигла.
На подступах к Варшаве советские войска были остановлены и разбиты, после чего поляки к 18 августа 1920 года перешли в ответное контрнаступление на всем протяжении фронта. Во второй половине сентября 1920 года советские войска, отступая, отошли за реку Збруч.
В октябре 1920 года начались мирные переговоры Москвы и Варшавы, завершившиеся 12 октября 1920 года подписанием мирного соглашения между Польшей, РСФСР и УССР, а 18 марта 1921 года был подписан Рижский мирный договор, согласно которому была завершена советско-польская война, а граница между УССР и Польшей была установлена по реке Збруч.

## Западная Украина в 1917—1921 гг

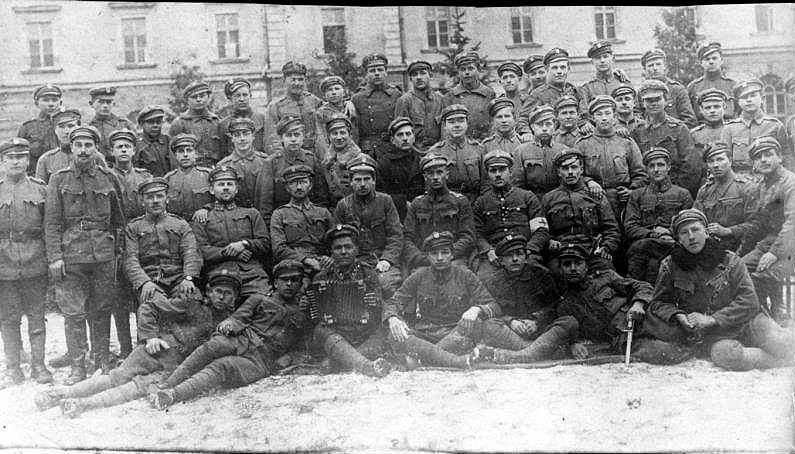
Польские войска в Хырове (р-н Львова), 1919 год

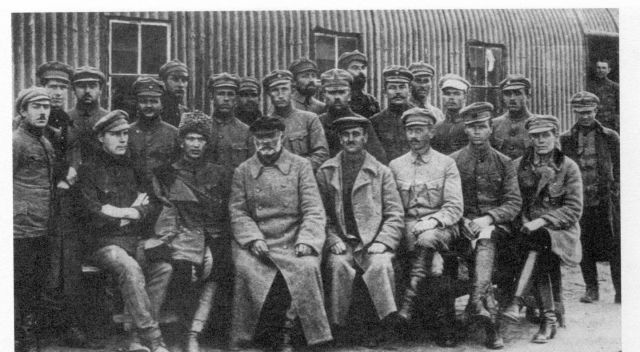
Старшины штаба ІІІ корпуса Галицкой армии в лагере военнопленных в польском городе Тухоля, 1920 год. В центре (с бородой) — генерал Мирон Тарнавский

На Западной Украине, не находившейся в 1917 году в составе Российской империи, ситуация достигла революционного состояния гораздо позднее, чем на остальной Украине — после осенних событий 1918 года в Австро-Венгрии, а также Ноябрьской революции 1918 года в Германии и завершения Первой мировой войны.
В ночь на 1 ноября 1918 года части сечевых стрельцов (украинские национальные части в австрийской армии) провозгласили власть УНС во Львове, Станиславе, Тернополе, Золочеве, Сокале, Раве-Русской, Коломые, Снятыне и Печенежине. В то же время во Львове началось восстание поляков. Австро-венгерский губернатор во Львове передал власть вице-губернатору Владимиру Децкевичу, признанному УНС. 3 ноября УНС издал манифест о независимости Галиции. УНС принял декларацию о создании украинского государства на территории Галиции, Буковины и Закарпатья (хотя реально власть ЗУНР так и не была распространена ни на всю восточную Галицию, ни на территорию Закарпатья).
К 6 ноября 1918 года поляки, которые составляли большинство населения Львова и не желали быть частью ни одного другого государства, кроме польского, контролировали уже более половины города. В такой неспокойной обстановке 13 ноября была провозглашена ЗУНР и создано её правительство — Государственный Секретариат во главе с Константином Левицким. В тот же день была создана Галицкая Армия. 21 ноября 1918 года польские войска взяли Львов и руководство ЗУНР было вынуждено бежать в Тернополь. Положение ЗУНР было непрочным — 11 ноября 1918 румынские войска вошли в столицу Буковины Черновцы, в которых 6 ноября власть перешла к Краевому Комитету УНС, а 15 января 1919 года столица Закарпатья Ужгород был занят чехословацкими войсками.
В течение 22-25 ноября 1918 состоялись выборы 150 членов Украинского Народного Совета, который должен был выступать в качестве законодательного органа. Почти треть мест была зарезервирована для национальных меньшинств (в первую очередь — поляков и евреев). Поляки выборы бойкотировали, в отличие от евреев, составивших почти 10 % от состава депутатов. 1 декабря 1918 делегаты Западноукраинской Народной Республики и Украинской Народной Республики подписали в городе Фастов договор об объединении обоих украинских государств в одно. 3 января 1919 года началась первая сессия УНС (в Станиславе), на которой президентские полномочия Евгена Петрушевича были подтверждены. Таким образом Евген Петрушевич становился главой государства. Кроме того был ратифицирован договор об объединении с УНР.
4 января было создано постоянное правительство ЗУНР во главе с Сидором Голубовичем. 21 января 1919 года в закарпатском городке Хусте прошёл Закарпатский Всенародный Конгресс, на котором были избран Центральный Украинский Народный Совет и принята декларация о присоединении Закарпатья к УНР, хотя реального присоединения не последовало.
Галицкая армия совершила поход в Закарпатье (14-23 января 1919), но была разбита чехами.
22 января 1919 года ЗУНР переименована в Западные области Украинской Народной Республики (ЗОУНР).
16 февраля 1919 года Галицкая армия начала «Волчуховскую операцию» по окружению группы польской армии, контролировавшей Львов. К 18 марта 1919 года операция провалилась и поляки сами начали наступление на восток ЗОУНР. Ввиду тяжёлого положения республики 9 июня 1919 года правительство Голубовича сложило свои полномочия и вся власть перешла к Евгену Петрушевичу, который получил титул диктатора.
К началу июня 1919 года почти вся ЗОУНР была оккупирована Польшей, Румынией и Чехословакией. Галицкие войска контролировали только правый берег реки Збруч. 7 июня 1919 года Галицкая армия начала «Чортковское наступление», в результате чего войска ЗУНР продвинулись к 24 июня вплотную ко Львову и Станиславу и заняли Тернополь. Однако 28 июня началось польское наступление, и к 16 июля ГА была вытеснена на свои позиции от 7 июня. Началась поспешная эвакуация ГА на левый берег Збруча, и к 18 июля 1919 года ГА полностью потеряла контроль над территорией ЗОУНР. Часть побеждённых войск бежала в Чехословакию, где стала известна под названием «украинской бригады», однако основная часть армии, насчитывавшей около 50 000 бойцов, перешла на территорию Украинской Народной Республики. Дальнейшее развитие деятельности западноукранской армии происходило в русле событий на Украине.

## Повстанческое движение в 1921 году и дальшейшее партизанское сопротивление
Последнее вооруженное выступление основных сил УНР произошло в ноябре 1921 года под командованием Юрия Тютюнника. Так называемый Второй Зимний поход закончился тем что большая часть добровольцев попала в плен к большевикам и была расстреляна или погибла от пыток на подвалах ЧК. Всего 150 человек армии Тютюнника прорвались к польской границе и успешно перешли её став эмигрантами.

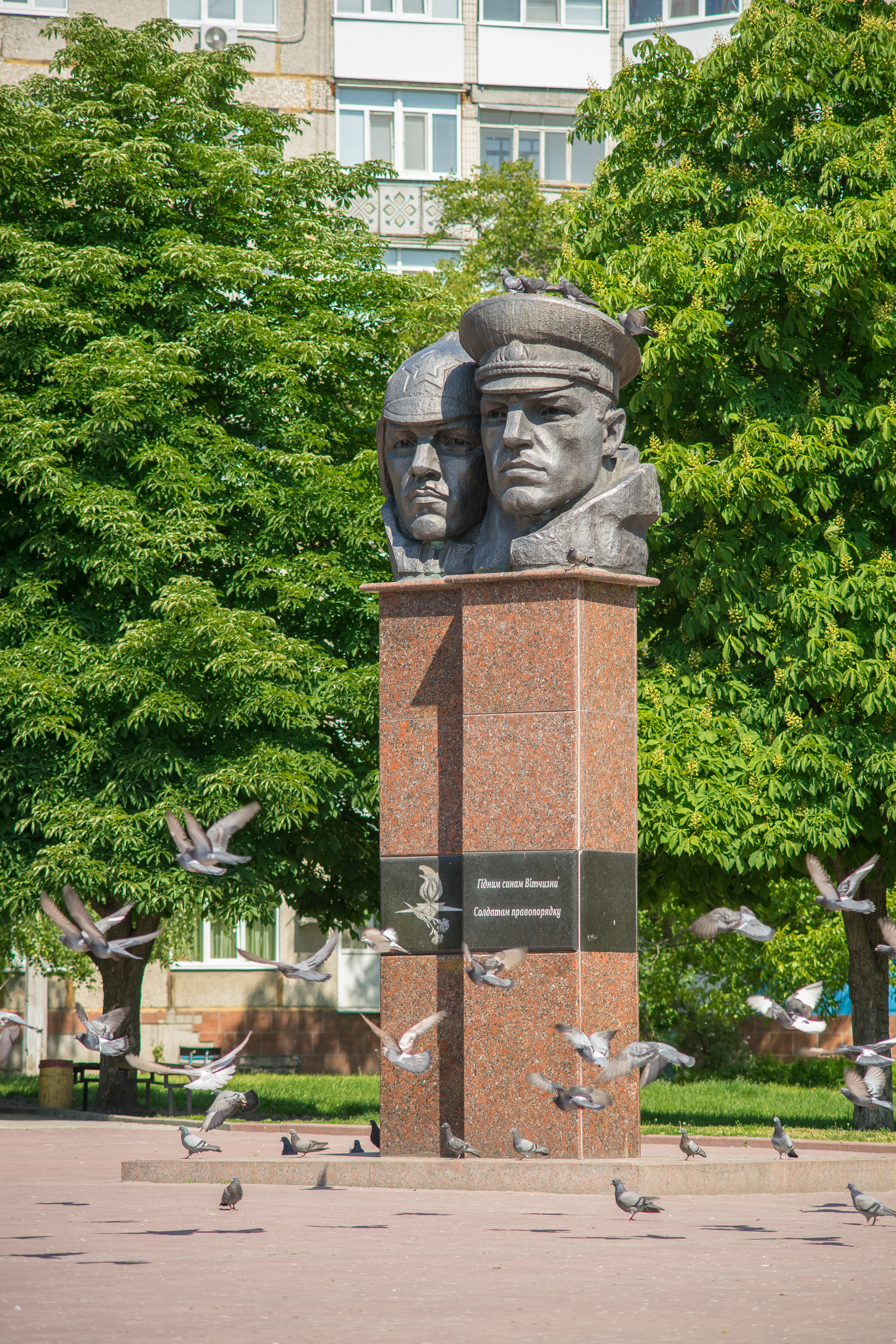
Памятник чекистам в Кропивницком, где был заключен известный деятель Холодного Яра Горлис-Горский

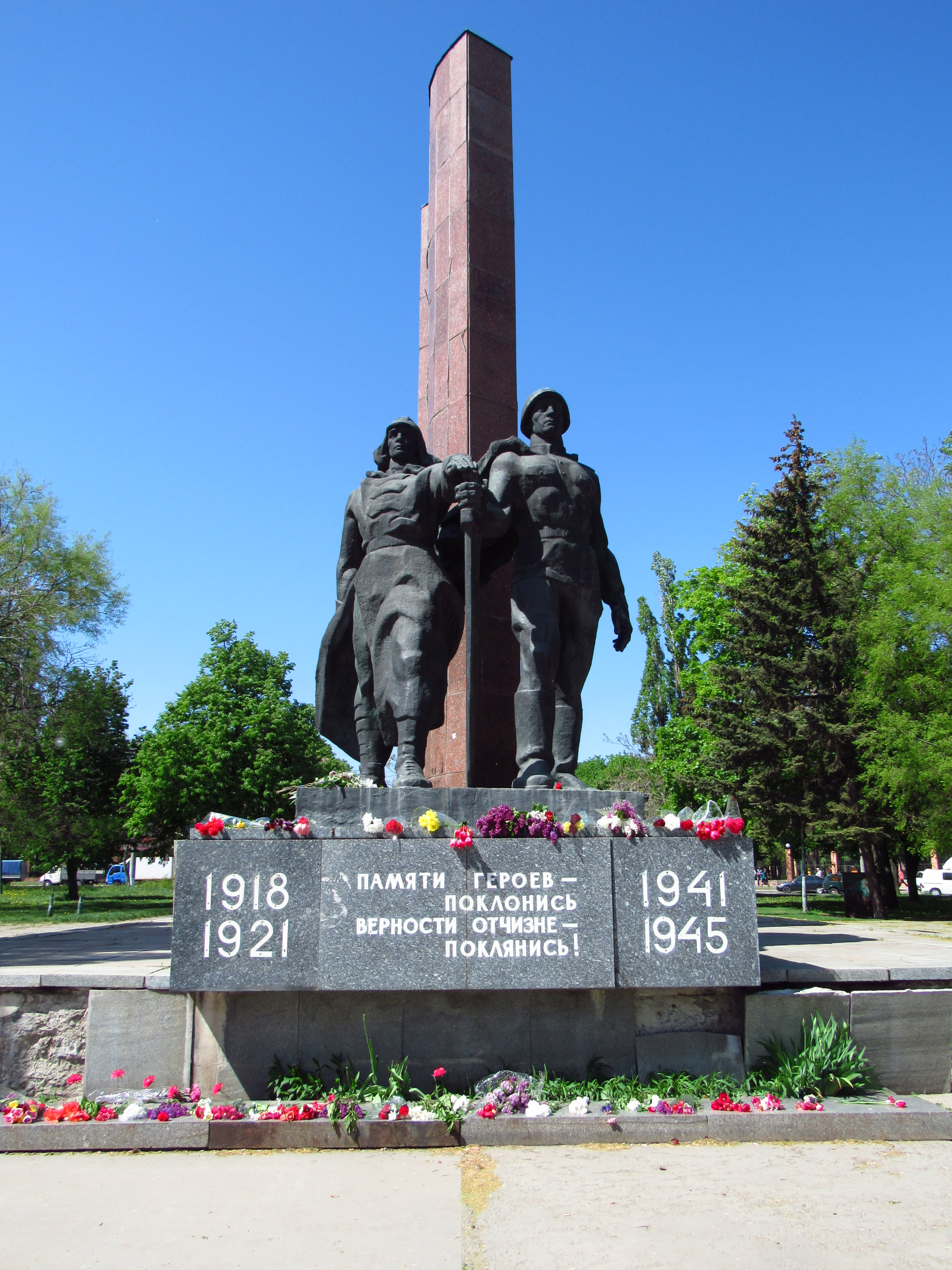
Памятник красноармейцам в Кропивницком, именно отсюда в 1922 вышли войска которые разбили силы Холодноярской Республики

Дольше всего серьезное сопротивление советской экспансии оказывала Холодноярская республика разгромленная в сентябре 1922 года. 9 февраля 1923 года в Лукьяновской тюрьме Киева были убиты последние холодноярцы.
В 1925 Красной Армией было подавлено последнее из многочисленных мелких восстаний во главе с Марусей Бассарабовой вспыхнувшее в Киевской губернии УССР.
Бывали также единичные случаи долгого сопротивления групп до 20 человек, самым известным из таких является история "казаков" братьев Андрея и Степана Блажевских, которые действовали на Украине вплоть до 1930х совершая диверсии в ответ на политику советского правительства по отношению к селу. В те годы Сталиным проводилась политика раскулачивания (а по сути грабежа населения), не желающие терпеть это поддерживали повстанцев, власть арестовывала всех крестьян заподозренных в малейшей связи с отрядом Блажевского. Уже 5 февраля 1930 в ходе боев Степан был ранен, а 12 февраля когда возле села Хлыстунивка (сегодня Черкасская область) карательная группа ОГПУ которая шла по следу окружила дом где он ночевал, произошел очередной бой длившийся несколько часов, Степан убил несколько командиров красных и использовал последнюю пулю чтобы совершить самоубийство  .
Согласно Рижскому мирному договору Украина и Беларусь были разделены между Советской Россией и Польшей. После создания СССР часть бывших воинов и политиков УНР вернулись в новообразованную УССР и погибли в ходе сталинских репрессий (Михаил Грушевский и Юрий Тютюнник, которого угрожая семье даже заставили сниматься в советском пропагандистском фильме П.К.П.), а некоторые (Евгений Коновалец) будучи в эмиграции и видя жестокость полонизации на западной Украине и русификации в восточной были создателями Организации украинских националистов (ОУН), продолжая борьбу за независимость своей страны  .

## В искусстве
- Известная советская песня «Наш паровоз» в изначальном варианте посвящалась Гражданской войне на Украине и упоминала Центральную раду.
- Стих Павла Тычины «Памяти тридцати» посвященный учасникам Боя под Крутами
- Круты 1918 (фильм)
- Черный ворон (фильм)